# 中国历史

中国或漢地历代政权领土变更

中國歷史，如果從中國的文字史首次成体系的甲骨文出现的商朝中期（前1300年算起）算起約有3,300年；从考古学上具有广域王权的都城定位的二里头文化遗址（前1920年）算起約有3,700年；从西周文献中的夏朝（前2070年算起）算起约有4,100年；从西周文献中傳說中的尧（前2350年算起）算起约有4400年；從孔子所言三皇五帝的傳說時代算起約有4,700年（前2698年算起）或者5300年（前3300年算起）；从已发现的最早城市良渚文化遗址算起約有5,300年（也有意见认为良渚文化仍属史前时期）；從盤古、女媧、有巢氏等不確定的神話時代算起「約有五千年」（這也是傳統民間認知上的長度）；从考古学上具有酋邦定位的西辽河流域牛河梁遗址（古国时代开端）算起有5800年；从第一座城市高庙文化彭头山遗迹算起有6800年；从最早的文字雏形贾湖契刻符号开始算起有8600年；從新石器時代的磁山文化算起約有1万年；從舊石器時代的北京猿人和藍田猿人時期算起約有68–100多萬年。
中国的傳說有伏羲做八卦，而近代在湖广高庙文化遗址则出土了形状为八角星的占卜盘；黃帝時代倉頡造文字，而近代考古出土則發現3,300年前（前1300年）的甲骨文、4,500年前的陶文、約5,000年前至8,000年前具有文字性質的龜骨契刻符號；黃帝時代杜康造酒，而近代考古学家则在10,000年前至7,000年前的裴李岗文化贾湖遗址发现了世界上最早的酿造酒。
從政治和社會形態區分中國歷史，據考古資料顯示，約在距今六千年前的裴李崗文化晚期或者仰韶文化早期時代，中原地區從母系氏族社會漸漸過渡到父系氏族社會。同時，原始社會平等被打破。而據有文字記載的歷史，夏朝已經開始君王世襲，周朝建立完備的禮制，至東周逐漸解構，秦朝統一各國政治和許多民間分歧的文字和丈量制度，並建立中央集權的專制君權統治。自漢朝起則以文官主治國家直至清朝。清末以降，從西方世界東傳的科學主義、民主主義、資本主義、共產主義、社會主義等之各種新思潮始規模性流傳。20世紀初，人民興起革命終推翻數千年來的中国帝制及封建社會等傳統，並於1912年初建立首次共和制——「中華民國」。1949年10月1日，中国共产党在大陸建立“中华人民共和国”，而中國國民黨執政的中華民國政府因國共內戰退守至臺灣，75年以來維持兩岸分治及戰後和平格局至今。
從經濟形態觀察，中國古代人口主要由自由人構成，私有制、商業活動發達。周朝時商業主要由封建領主階層控制的官商貿易和庶人的自由貿易構成。秦漢以後實行中央集權，人口由士、農、工、商等構成，其中以從事農業的自由民為主體，是一個君權官僚制下的以土地爲主要生產資本的較為自由的商業經濟社會，一些重要的行業譬如油鹽米等由官僚和商人垄断。除了農業，手工業以及商業貿易也有很大的發展。早在漢朝絲綢之路的開通，促進東亞與中亞至歐洲的陸上交通時，國際貿易早已起步；隋唐時大運河的開通促進南北貿易；唐朝的盛世及外交的開放、交通的建設，更使各國文化、物資得以交流；唐朝時出現類似匯兌証券的飛錢，宋代時出現紙幣；元代時更因為全面開通商旅的關卡使得與中亞的商業交流十分繁榮；明清时實行海禁，清末則受到西方國家的影響，海上絲路的國際貿易發展迅速。20世紀初中華民國實行私有制和资本主义制度，普遍被认为带有官僚资本主义色彩；而中华人民共和国成立初期，起先為公有制的計劃經濟社會，1978年起治國方向調整為改革開放，逐步朝向私有制、資本制下的市場經濟社會之轉型，該形態被稱為在宏觀調控下的中国特色社會主義市場經濟，同時工業化及都市化發展迅速，數億人口在短短20多年內從農民轉為城市工商業就業。21世紀初，中国成為世界第二大經濟體。
钱穆在著作《中国历史》（由孫國棟、蘇慶彬、胡詠超编著）的导言中提到：
附隨於事者，應知此事所發生之地域；附隨於人者，應知其人之家世與種姓。故學歷史，又必兼通地理與民族；在中國歷史上，民族關係較為單純，而地域範圍則甚廣大，因此治中國史，地理知識尤更需要。循此以往，乃有政治制度、社會背景、經濟活動、學術派別、思想流變、宗教信仰、藝術創造諸端，此皆與歷史有關，並於歷史中亦佔重要地位，然性質較專門，內容較複雜。

## 史前时期

### 旧石器时代
迄今為止發現的最早的高等靈長類中華曙猿在4,500萬年前生活在中國江南一帶。考古証據顯示224萬年至225萬年前，中國就有直立人居住，目前考古發現的較早的原始人類蹤跡有巫山人、元謀人、藍田人、南京直立人、北京直立人等。
中國史前時代的各種文化是經過以下幾個階段：以直立猿人為主的舊石器時代早中期（距今約50至40多萬年前），接著進入舊石器時代中晚期，以山頂洞人為代表，距今約在20至10餘萬年前。

### 中石器时代
在中國的考古學中，與舊石器時代及新石器時代相比，中石器時代資料相對較少。中石器時代，位於舊石器時代晚期與新石器時代早期之間，以細石器的製造為特徵，因而被稱為「細石器時代」。中國約在前1萬至前7千年間處於中石器時代，持續時間相對短暫，隨後進入新石器時代。
其中，陝西省大荔縣的沙苑文化、河南省許昌市的靈井文化、山西省沁水縣的下川文化，以及越南和平省的和平文化，是中石器時代的重要文化代表。這些文化不僅是考古學的寶藏，更揭示了古代社會的生活方式、技術水平和文化特徵，為我們理解古代人類演化提供了寶貴的信息。

### 新石器时代
仙人洞、吊桶环遗址的考古结果表明，中国在1.8万年前就已经会制作陶罐。陶罐的出现标志着中国率先进入新石器时代。仙人洞、吊桶环遗址还发现了半野生半驯化的人工稻米，这些考古学证据说明中国是世界上最早栽培水稻的地区。当今世界上最早的驯化水稻则发现与湖南南部湘江源头的道县玉蟾岩遗址，时间约为公元前1.3万年。
新石器時代早期的代表性文化是裴李崗文化，這一時期屬於母系氏族社會，社會尚無明顯分層。緊接著是以仰韶文化為代表的新石器時代中期，這一時期，社會性質從母系氏族社會過渡到父系氏族社會，社會貧富分化逐漸加深，同時生產力水平有顯著提高。而以龍山文化（4900年至4100年前）為代表的新石器時代晚期，被发现在長江、黃河流域有數個城址群，如中原城址群、江漢城址群、海岱城址群等。這或許表明在龍山時代，社會的組織形態發生較大的轉變。
根據現在的考古學研究，中國的新石器時代呈現多元並立的情形：約7,000年到5,000年前在河南省、河北省南部、甘肅省南部和山西省南部出現的仰韶文化便具備使用紅陶、彩陶以及食用粟米和畜養家畜的特質。而大約在同一時間，尚有在浙江省東邊出現的河姆渡文化、浙江省北邊出現的良渚文化、山東省的大汶口文化。

## 文明起源

### 傳說時代
中華文明真正具有确切纪年的信史年代始於公元前841年的西周共和元年，此前的歷史年代只有各王的世系記錄，因此中華文明的最早起源至今仍沒有定案。虽然传统文献中关于夏朝的记载较多，但由于都成书较晚，迄今为止没有发现公认的夏朝及其之前的歷史確實存在的证据，因此近现代历史学界一直有人质疑夏朝存在的真实性。在河南省西部、山西省南部发现的二里头遗址具备了属于夏文化的年代和地理位置的基本条件，但由于一直未能出土类似殷墟甲骨卜辞的同时期的文字记载，夏朝的存在性始终无法被证实。许多中外历史学家认为，河南省偃师市二里头遗址的全期或第一、二期，有可能是夏朝都城的遗迹，不過目前仍在尋找確鑿的依據来釐清。
中国神话有盤古開天辟地、女媧造人的說法。传说中的三皇五帝，是夏朝以前數千年傑出首領的代表，具體而言有不同的說法。三皇一般指軒轅黃帝、伏羲、神農以及女媧、祝融中的三人，五帝一般指少昊、顓頊、帝嚳、堯、舜（取自：《尚書·序》、《白虎通義》）。自三皇至五帝，歷年無確數，最少當不下數千年。《說文·文部》中写“華，榮也”。《周书·武成》：“夏，大也。故大國曰夏。華夏謂中國也。”古人認為中國處於世界的中心，因此稱該地為「中華」（中央之國）。

### 外來說

#### 中亞起源説

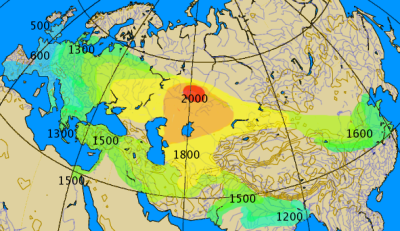
公元前轮辐战车技术的傳播地圖，最早的轮辐战车遺跡在中亞地區出土

该起源假说缺乏事实依据，其提出者亦不再坚持。具体来说，中亞起源説與出埃及説一樣支持中國文明與古埃及文明是來自同一源頭，但不認為中國文明是古埃及文明的一個分支，而是推斷中國文明和古埃及文明同樣是來自一個更遠古的中亞文明，該文明在公元前1600年左右才進入中國，中國史家對夏朝的描述實則是對這個更遠古的中亞文明的歷史記錄。這個假説同時指出古北歐文明同樣是起源於中亞，與中國文明同源。

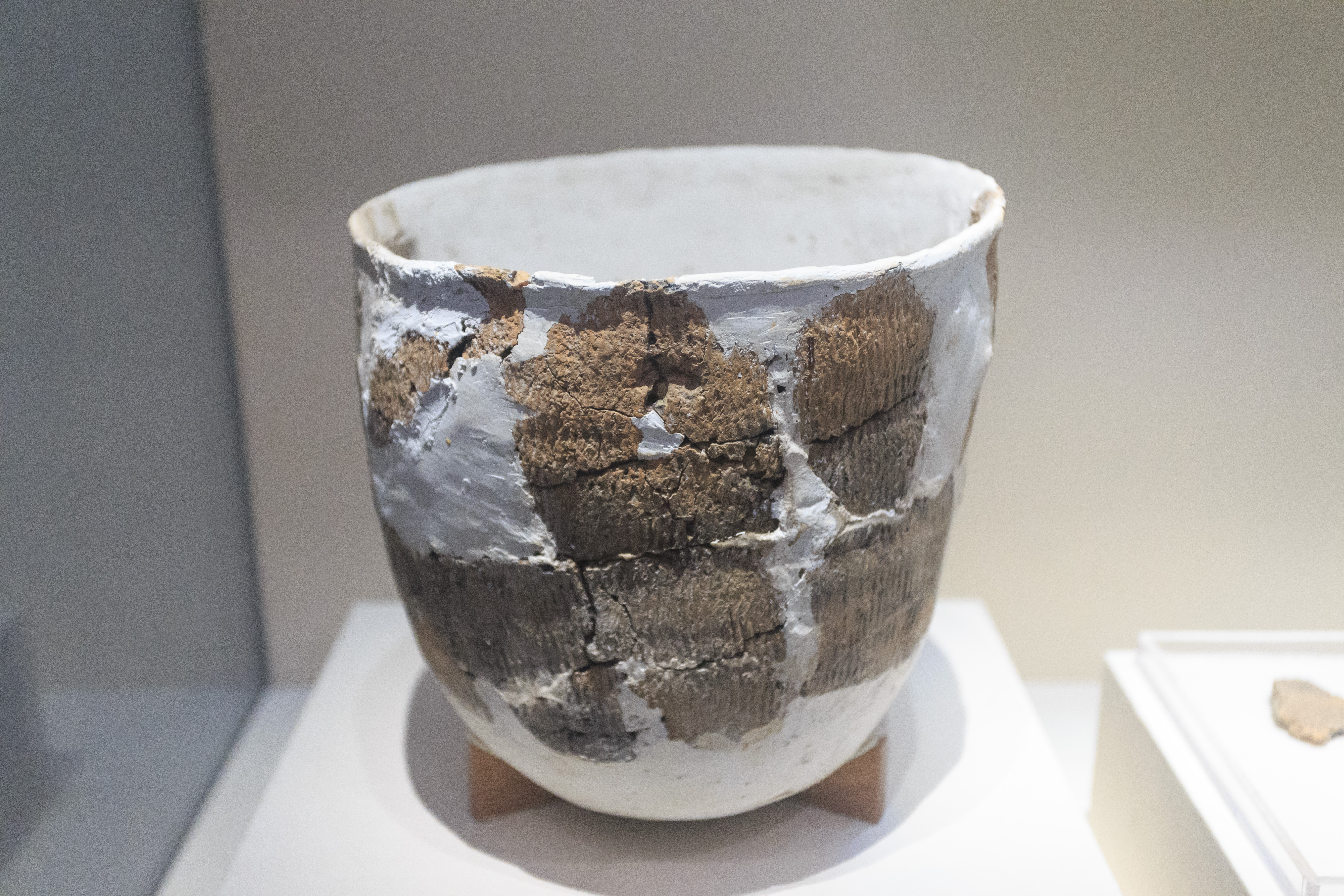
距今约1万年的陶罐，1962年江西万年仙人洞出土

1921年，瑞典考古学家安特生发现了仰韶文化遗址，并在当地发掘出许多彩陶。在比较了当地彩陶和中亚阿什哈巴德附近发现的安诺文化彩陶、乌克兰的特里波列文化彩陶，以及甘肃一带发现的彩陶之后，安特生在《中华远古之文化》一文中提出，从中亚开始，彩陶的成品年代逐渐接近当代，说明中国陶器的制作技术是从中亚传入的，因此中国文化亦有可能是从中亚传入的。但是在1931年，中国学者梁思永发现了河南安陽的后岗三叠层，证明了仰韶文化、龙山文化和商朝文化一脉相承，未受外界根本性的影响，安特生也承认了这一点。1945年，夏鼐通过在甘肃一带的考古发现，指出安特生对于当地齐家文化的分期有误，齐家文化实际上并不早于仰韶文化，因此安特生的假说失去了实证支持。此后安特生本人也不再坚持這個假説。

#### 古巴比伦分支说
清朝末年，法国学者拉克伯里提出中國文明出自古巴比伦，他在1894年发表论文《古代中国文化西源考》。拉克伯里在文中通过比较古代中国文明和古巴比伦文明的近百种相似之处，提出假说，称黄帝是约前2282年左右率领部众迁至中国的一位巴克族（古闪米特人一支）首领，巴比伦典籍中称其为奈亨台。随着许多古人类化石相继在中国出土，成为了柳詒徵、梁启超等人反驳拉克伯里的有利论据，繆鳳林在《中国民族西来辩》中根据爪哇猿人等化石证据明确指出：“东亚之有人，为期实先于西亚”。其后，西来说所依据的不少上古典籍被学者们考证为后世伪作，朱逖先指出：「晚近言汉族西来者，大都取证于汉魏以来之纬书神话。」（《文字学上之中国人种观察》）最后，对于两种文明之间的相似之处，陈嘉异指出：「彼此因地理气候之相等而遂发生类似文明」（《东方文化与吾人之大任》），不能因此推断中国文化是外来的。五四运动之后，拉克伯里的假说逐渐失去支持，被学界否定。

## 夏朝

二里头文化遗址分布图

據現今整理出來的傳說，黃帝原系炎帝部落的一個分支的領袖，強大之後在阪泉之戰中擊敗炎帝，成為新部落聯盟首領，之後又與東南方的蚩尤部落發生衝突，在涿鹿之戰中徹底擊敗對手，樹立自己的霸主地位。传说中指南车就是由黄帝所发明﹕“大驾指南车，起黄帝与蚩尤战于涿鹿之野。蚩尤作大雾，兵士皆迷，于是作指南车，以示四方，遂擒蚩尤，而即帝位。”，此后中国历代都记载磁石的应用。後來黃帝的孫子顓頊和玄孫帝嚳繼續擔任部落聯盟的首領。帝嚳的兒子堯繼位，他是一名賢君，創立禪讓制，傳位給舜。在舜時期，洪水氾濫，鯀採用堵塞的方法，結果洪水更厲害了，鯀被處決，他的兒子禹採用疏導的方法，成功治理洪水，因此被推舉為首領。
禹的兒子啟破壞禪讓制方式，禹生前本想把權位傳給益，禹死后，益没有得到权位，反而在民众的拥护下，启得到了权位。之后益率领着东夷联盟讨伐启。经过几年的斗争后，启确立了他在部族联盟中的首领地位。启都郊外的有扈氏仗义起兵，率领部族联盟向启都讨伐，与启军大战于甘。
启死后，其子太康继承后位。太康不理政事，在位期间，夏部族权威削弱，东夷族太昊与少昊部落趁机西进。东夷族有位善射的首领羿。羿率军从东夷属地鉏迁至夏后氏的属地穷石，与当地的夏人通婚，形成了有穷氏。羿在夏民的拥护下夺得了夏政。随之太康投奔斟鄩的斟鄩氏。羿夺得权位后并没有称王，而是把太康之弟中康立為王。但事实上国事全由羿来治理。此举引起不少部落的不满。其中主持天象活动的和氏与羲氏公开反对。羿说他们废时乱日，派胤率兵讨伐羲和二氏，战前作誓师辞《胤征》，在战中取胜。
中康死后，其子相继位。随后投奔与夏同姓的斟鄩、斟灌二氏。从此，羿独承王位。羿好射猎，不善治理。他废弃武罗、伯困、龙圉等忠臣，重用被伯明氏驱逐的不孝子弟寒浞。寒浞年少时因造谣惑众被伯明氏君主所逐，后被有穷氏首领羿收养，成为有穷氏的一员，得到重用。寒浞势力日益强大，后来趁羿在外射猎的机会将羿及其家人杀掉，霸其权、夺其妻，生下豷、浇二子。寒浞把戈封给了他的儿子豷，把过封给了他的另一个儿子浇。浇受父命率兵先后灭掉亲夏的斟灌氏与斟鄩氏，杀了在斟鄩躲避的相。相的妻子缗当时已怀下相的儿子，她从墙洞逃走至其母亲有仍氏家里避难，不久生下少康。
少康长大后，为有仍氏牧正。浇闻讯后，派人追杀有仍氏，少康无奈投奔有虞氏（舜之后裔），后来复立少康为夏后。而后少康灭浇于过，又派他的儿子杼灭豷于戈。至此，控制中原三代四后近百年的东夷族有穷氏覆灭，结束了四十载的“无王”时期。夏由此复国，后世称“少康中兴”。通过太康失国至少康中兴的这段叙史可以看到夏后氏平定中原方国部落（尤其是东夷部落）的历程。少康之子杼继承后位。他了解东夷对夏室的不满，为了巩固在东方的势力，他把都城从原东迁至老丘。他重视发展武器和制造兵甲。文献中常常有“杼作甲”、“杼作矛”的说法。他还派人讨伐东南沿海地区的东夷（今山东南部、安徽东部、江苏一带）。夏朝的版图在杼的统治下扩张到了东海（今黄海）之滨。杼在位期间是夏朝最昌盛的时期。夏人对杼格外尊重，为杼举行过“报祭”。
杼之子槐在位时，东夷与夏人开始和平共处。其中畎夷、于夷、方夷、黄夷、白夷、赤夷、玄夷、风夷、阳夷，居于淮河、泗水流域的九个部落（即九夷）通常向夏后纳贡祝贺。槐逝后，其子芒继位。芒逝后，其子泄继位。泄逝后，其子不降继位。他曾多次率兵征讨西方的九苑。不降年迈时，内禅于其弟扃。扃逝，其子廑继位。廑继位后不久便病死，其堂兄不降之子孔甲继位。他改变夏礼中祭祀祖宗的传统，开始祭祀天帝。不少方国部落开始对夏室不满，但夏朝与东夷的关系仍然友好。
夏后氏自孔甲开始日趋衰落。孔甲逝，其子皋继位。皋逝，其子发继位。这段期间，方国部落与夏室的关系恶化，氏族内部的纠纷也激烈化。发逝后，其子履癸桀继位。桀在位期间，夏室与方国部落的关系已经破裂。桀只顾享乐不顾民间疾苦。大约在前17世纪末前16世纪初，商部族首领汤，利用夏民恨桀的心理，联盟方国部落讨伐桀。灭了亲夏部族韦、顾、昆吾后与桀开战。汤的势力大，桀抵挡不过，且战且逃，最终战败于有娀氏旧址。汤追桀至鸣条，展开鸣条之战。桀再次被击败，被汤放逐于历山，夏室于約前17世纪末、前16世纪初灭亡。

## 商朝

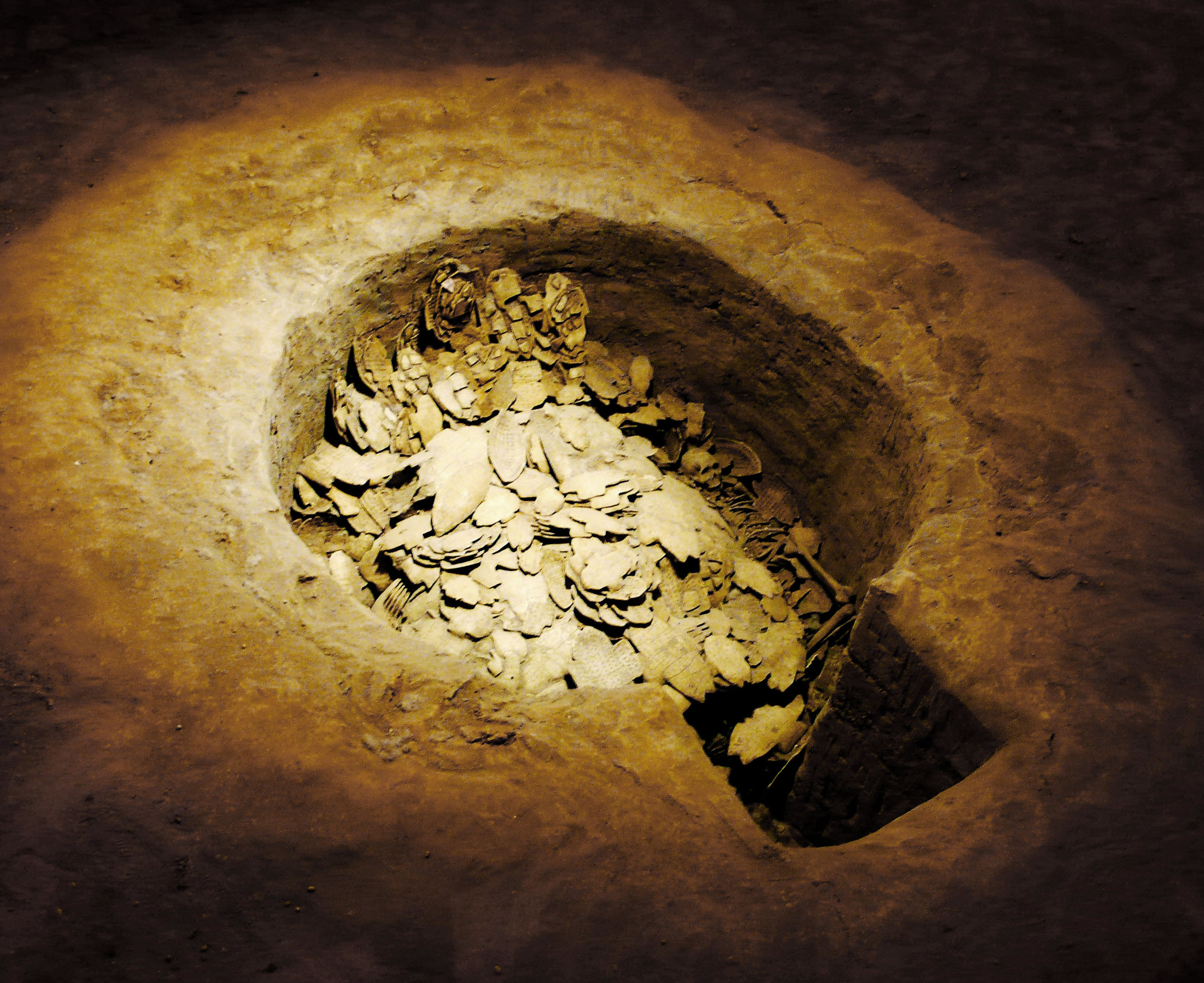
安阳殷墟甲骨坑

在商代，中國青铜文明达到巅峰。大約在公元前1600年，商汤灭夏，取代了夏朝。根据文献记载，汤有三子，太丁、外丙、仲壬。太丁是汤的嫡长子，被立为太子，但太丁未即位便先汤而死。汤二十九年，汤王过世。其后，长子太丁早逝，次子外丙、三子仲壬先后即位，但总共在位时间仅短短六年。伊尹辅佐太甲摄政，太甲即位之初，“暴虐，不遵汤法，乱德”，于是伊尹放太甲出亳都并置其于汤所葬之地桐宫。太甲在桐宫修德，认识到自己的过错，伊尹见此便迎接太甲回都，还政于太甲。还政后，伊尹又作《太甲》三篇教育太甲。“太甲修政，殷道中兴”，“诸侯咸归…百姓以宁”，创造了商朝的第一次中兴。此后小甲、太戊、雍己三子相继为王，在王位继承制度上出现了兄终弟及的乱象。
小甲是太庚之子，旁系先王。小甲时期，商王朝第一次衰落。小甲在位十七年崩。根据传世文献记载，雍己继位为王。雍己之后，太戊有中丁、外壬、河亶甲三子相继为王。中丁夺位遭到了王朝内部其他统治势力的反对。元年，诸侯侵犯京畿，中丁被迫放弃经营了一百多年的都城亳，东迁于嚣，由此保住了王位。东土边境的蓝夷部落趁机作乱，中丁伐之。中丁在位九年或十一年崩，其弟外壬继位，都于嚣。其王位是平稳传承还是争夺而来的，由于记载的缺乏，无法明了，但外壬即位元年，邳人、侁人叛乱，这可能说明其王位是争夺而来的。外壬在位五年或十年崩，其弟河亶甲夺位称王，迁都于相。夺权徒都导致商王朝政权内部分裂，国力剧减，诸侯侵犯，商王朝第三次衰落。河亶甲连年用兵讨伐叛离诸侯。征蓝夷，又征班方，侁人联盟班方，河亶甲联合彭伯、韦伯克邳、降班方，侁人臣服。河亶甲为旁系先王，在位九年崩。中丁之子，祖乙即位。即位之初迁都于邢，其王位可能是争夺而来的。祖乙作为太戊的嫡长孙，可能得到了王朝内部旧贵族势力的支持，立旧臣巫咸之子巫贤为相，管理政事。如此政权逐渐稳定，修筑新都。命高圉为邠侯，巩固对西土边疆的统治。商王朝二次复兴。祖乙受殷人的尊崇程度与汤不相上下。祖乙在位十九年崩，庙号“中宗”。祖乙之子祖辛即位，政权平稳过渡。祖辛在位十四年或十六年崩，其弟沃甲继位。沃甲在卜辞中作“羌甲”，因为其子南庚继位为王，所以初属直系先王，但因南庚未有子成王，所以在后期的黄祖卜辞中以旁系先王祭祀。沃甲在位五年崩，其侄祖丁继位。祖丁是祖辛之子，有阳甲、盘庚、小辛、小乙四子先后成王。四子同父异母，使得祖丁的四位配偶全部纳入周祭祀谱，在先王行列中独占鳌头。在位九年而陟，堂弟南庚继位。南庚是沃甲之子，即位三年后迁都于奄，因奄地偏南，所以此王得名“南庚”。南庚在位仅六年，祖丁之子阳甲即位。自此“祖辛—祖丁—阳甲”一系代替“沃甲—南庚”一系为直系，南庚在位时间较短，可能是逊位于阳甲，或是阳甲夺位。王位传承的纷争，削弱了政治统治的势力，国力锐减，边境诸侯内侵。带来了商王朝的第四次大衰落。阳甲三年，西征丹山戎，得丹山。阳甲在位四年崩，其弟盘庚即位。太庚三子小甲、太戊、雍己相继为王，破坏了嫡长子传承制度，此后弟子相互代立，争夺王位，屡迁都邑，使得国力衰亡，诸侯莫朝，边境遭侵。是为商代中期的“比九世乱”。
盘庚在卜辞中作“般庚”。商代前期多次迁都，在商汤时，曾建都于郑亳（地点尚存争议），到盘庚在位时，约在前1300年定都于殷（今河南安阳），并固定下来，从此商朝也称殷朝。盘庚迁殷以后，商朝社会经济进一步发展。直至武丁即位以后，商四处讨伐，征服了周围许多小国，扩大了领土，商朝达到全盛时期。武丁死后，商朝逐渐衰落。商代最后一个王帝辛（商纣王）对开发中国东南，对淮河流域和长江流域的经济文化交流有很大促进；但由于连年发动战争和大规模建造琼宫瑶台，大大耗费社会的人力与资财，促使社会矛盾激化，自西伯周文王始圖滅商。文王次子周武王承襲乃父之志，联合羌、髳、卢等部落，共同伐纣，一直打到朝歌（今河南鹤壁市淇县）。人们不愿为荒淫无度的纣王卖命，纷纷倒戈，牧野之战后，纣王自焚，商朝从此灭亡。周王朝建立。

## 周朝
周朝是中國歷史上繼商朝之後的王朝，也是最後一個完全施行封建制度（分封制）的世襲王朝，可分為西周（約前1100年－前771年）與東周（前770年－前256年）兩個時期。西周從周武王滅殷商建國並定都镐京（宗周）（今陕西西安附近）起，至周幽王亡國止，是中華文明的全盛時期之一。該時期的物質文明及精神文明皆深刻地影響着後世。東周都城為洛邑（今河南洛陽），其時代又可分為春秋時期（前770年－前476年）與戰國時期（前476年－前221年）。前256年秦昭襄王廢黜周赧王，東周亡，周朝覆灭。

### 西周

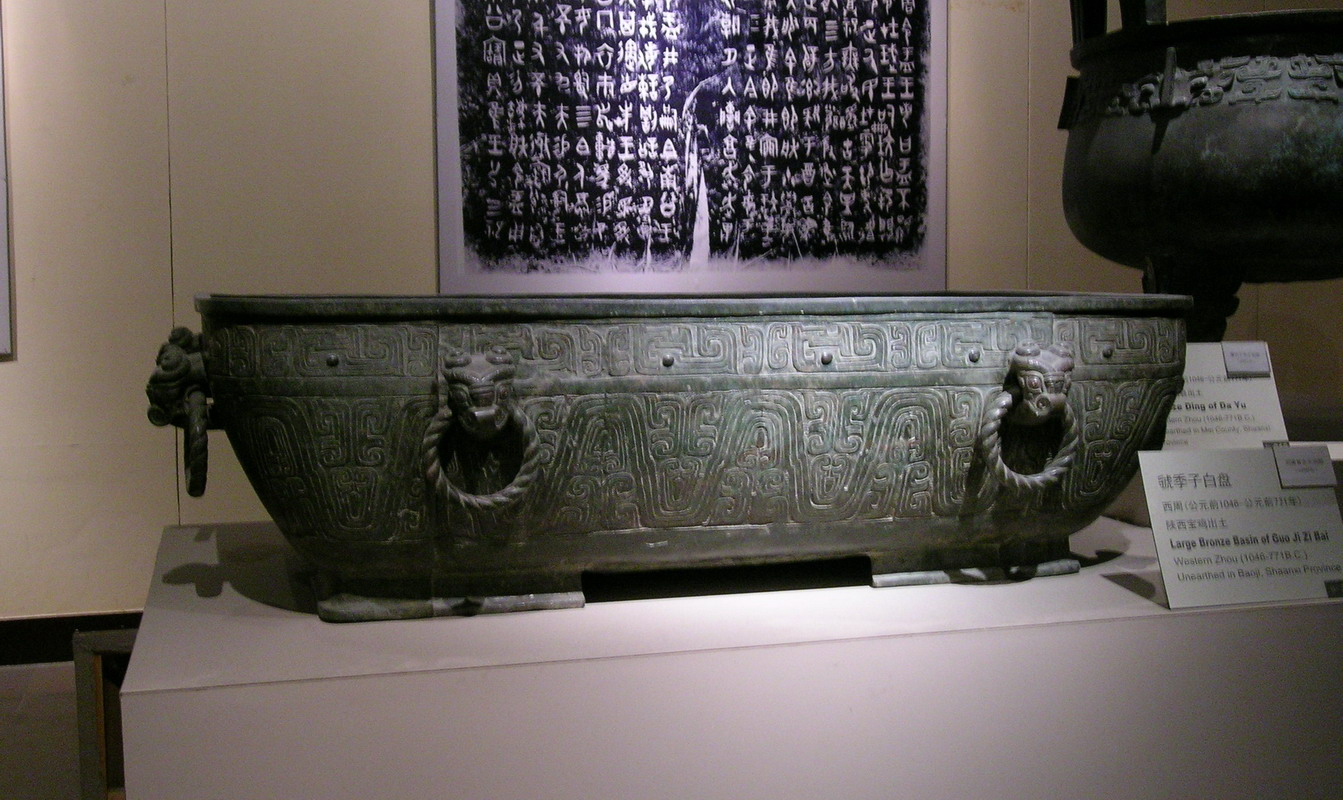
虢季子白盘记录了虢宣公在公元前816年于洛河北岸大胜猃狁的事迹

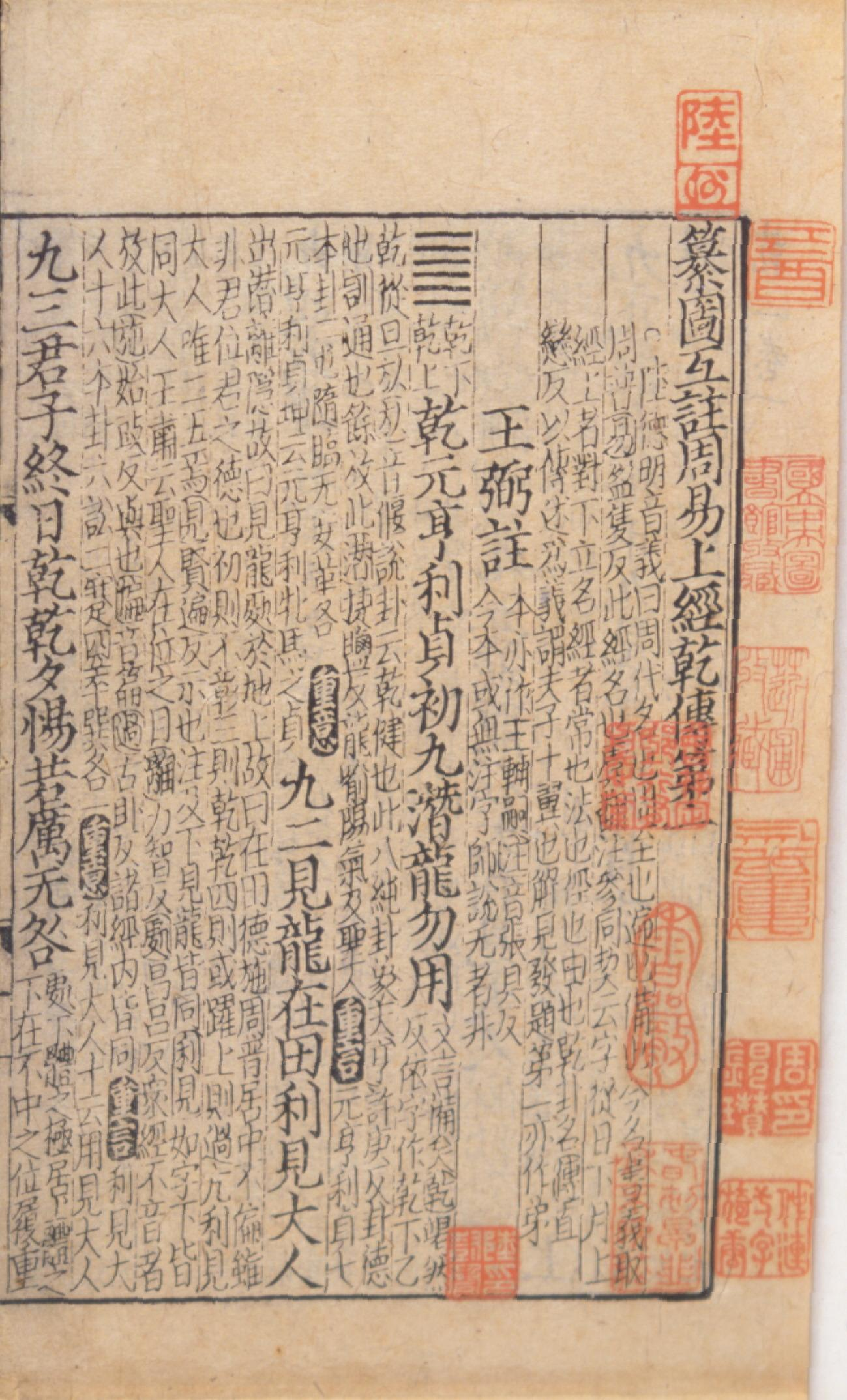
宋代版本的易經

約公元前1046年，武王灭商之后，实施封建制度，大封王族及功臣，如封太公望于齐、召公奭于燕等，另封子受辛之子武庚于朝歌（今河南淇县），又封叔鲜（管侯）、叔度（蔡侯）、叔处（霍侯）为“三监”，以监视武庚的行动，前1043年，周武王殁，子诵即位，是为周成王，由周公旦辅政，前1041年。三监（蔡叔度、管叔鲜、霍叔处）看不惯周公旦辅政，而管叔鲜更怨恨周公旦比自己年岁小却执掌辅政大权，于是联合武庚叛乱，史称“三监之乱”，周公旦不得已出征，花了三年平定此乱，武庚及管叔鲜被杀，蔡叔度被流放，霍叔处被废为庶民。周公旦命这些商朝遗民修筑雒邑（今河南省洛阳市附近）。前1037年，雒邑修筑完成。周成王殁，子钊即位，是为周康王，初由召公奭、畢公高等諸侯輔政。前996年周康王殁，四十六年之间，天下安宁，刑错四十余年不用，史称“成康之治”。成為以後歷代就中國治世的典範。
周康王死后，子瑕继位，是为周昭王。周昭王十六年，昭王亲征荆楚，直至江汉地区。南征共3年，周昭王还师渡汉水时溺死，全军覆没。其子满继位，是为周穆王，继位时年已五十。穆王好大喜功，仍想向四方发展。又好游行，以致朝政松弛。东方徐国率九夷侵周。穆王南征，联楚平乱，得胜。经过昭穆时代之后，周朝開始实力大减。这一时期，西北戎狄渐兴。周懿王时，戎狄交侵，暴虐中国。周人深为所苦。
周厉王时期，连年战乱，百姓苦不堪言。同时，厉王以荣夷公为卿士，垄断社会财富及资源。为压制国人不满，周厉王命卫巫监视，有谤王者即杀。结果人人自危，终于酿成国人暴动。前841年，厉王出奔到彘（今山西霍县）。朝中由召穆公虎、周定公两大臣行政，号为共和（一说由诸侯共伯和摄行政事）。共和十四年（前828年），厉王死于彘，太子静即位，是为周宣王，在位四十六年。宣王励精图治，政通人和，诸侯来朝得宗周。宣王晚年，周王朝重新出现衰象。宣王干涉鲁国君位承继，以武力强立鲁孝公，引起诸侯不快。三十六年，征伐条戎、奔戎，惨败。三十九年，与西戎别支姜氏之戎战于千亩（今山西介休南），再惨败。前781年，周幽王继位，任用好利的虢石父执政，朝政腐败，国人怨声四起；幽王三年（前779年），伐六济之戎失败；同时天灾频仍，周朝统治内外交困。幽王废正後申侯之女及宜臼太子之位，改以嬖宠美人褒姒为后，其子伯服为太子。宜臼逃奔申国，申侯联合缯国与犬戎进攻幽王。幽王与伯服均被犬戎杀死於戏（今陕西临潼东）。前771年，西周覆亡，國祚約二百五十一年。

### 東周
周幽王被杀后，申、曾等诸侯见目的达到，而此时郑、卫、晋等诸侯率领的勤王之师也已经赶到，于是申侯与缯侯与外面的郑、卫、晋等诸侯里应外合，大败犬戎，犬戎退走。申、缯、卫、晋、郑等诸侯立周幽王太子宜臼为王，是为周平王。与此同时，虢公翰等王朝大臣立姬余臣为王，史称“携王”，这样出现了二王并立的局面。但是列国中绝大多数只承认周平王，而不承认周携王。周平王21年（公元前750年），晋文侯杀周携王，结束了“二王并立”的局面。
周平王元年（公元前770年），由于宗周遭到战火的破坏，同时犬戎虽然撤走，但是仍然在附近一带。于是周平王在秦、晋、郑等诸侯的护送下，迁都雒邑（成周）。东周开始。由于后世的史家往往又把東周这段时期划分为春秋和战国两个时期，所以又称这段时期为春秋战国时期。
由于周王室放弃了关中地区，实力大不如前，不仅无力控制诸侯，还要仰仗诸侯们的供给，早期主要是郑、卫国和晋国，到了战国时期则是魏国和韩国。周室的地位一落千丈，仅留有“天下共主”的虚名。春秋时期，周王室还有一点号召力，到了战国时期，连一点号召力都没有了。
周室东迁，关中故地被犬戎等部落所占据。当周幽王危难之时，秦襄公从秦起兵勤王，奋勇作战，杀退了犬戎，但是没能救出周幽王。但是秦襄公的英勇和忠诚得到了周平王的肯定，于是作为对秦人勤王之功的褒奖，周平王把岐周故地封给了秦襄公，把秦由周王室的附庸升格为诸侯，秦正式成为诸侯国。经过秦襄公、秦文公父子两代人的征战，基本上收复了岐周之地。东周开始后，郑国的郑武公、郑庄公父子把持了王朝的大政。他们利用出任王朝卿士的有利条件，常常借王命大肆扩张，使郑国成为春秋初年一个强国，号称小霸。由于郑庄公公朝中的势力太大，而且常常忙于他在郑国的私事，很少入朝听政，即使入朝，也仅是装装样子，或者干自己的私活。这样引起了周平王的不满。于是周平王逐渐起用虢公以分化郑庄公的权力，这引起郑庄公的强烈不满。而周平王在很多事情又必须依赖郑庄公，因此不得不向郑庄公解释，于是发生了周郑交质的事件。《左传》对这一事件进行了强烈的批评，文中引用“信不由中，质无益也。”说明交质的“无信”本质；并且认为周王室与诸侯互换人质，是自己降格，说明交质的“无礼”本质。故认为此事件是“礼崩乐坏”的缩影。
前720年，周平王殁，周朝廷准备委任虢公执政，取代郑庄公。郑国在这年先后收割了温地的麦和成周的禾，周郑关系进一步恶化。到了前717年，郑庄公入朝，周桓王因为郑国擅自领军取用王畿的麦，不以礼接待郑庄公。郑庄公不满周王的做法，两年后（前716年）未有禀告周王便和鲁国交换领土（该协议于前711年落实），但同年又与齐国一同入朝。
前706年，周桓王收回郑庄公在周朝的权力，郑庄公不朝见周桓王，于是周桓王组织联军攻打郑国，但被郑国击败。是为𦈡葛之战。此后郑庄公与周王室不再有大规模的接触。

#### 春秋時代
前770年，由於遭到北方遊牧部落犬戎的侵襲，周平王東遷黄河中游的雒邑（今河南洛陽），东周開始。此後，周王朝的影響力逐漸減弱，取而代之的是大大小小一百多個小國（諸侯國和附屬國），史稱春秋时期。春秋時期的大國共有十幾個，其中包括晉、秦、鄭、齊及楚等。這一時期社會動盪，戰爭不斷，先後有五個國家稱霸，即齊、宋、晉、楚、秦（又有一說是齊、晉、楚、吳、越），合稱春秋五霸。
第一個稱霸的國君齐桓公任用管仲，在國內施行改革，使當時階級矛盾十分激烈的齊國安定下來，並逐漸強盛，許多诸侯都朝拜齊國。齊國率九個盟國之師攻伐威脅周朝的楚國，楚成王被迫將和。齊桓公死後，他的五個兒子爭做國君，齊失其霸業。宋襄公曾經試圖稱霸，後為楚軍所敗。
晉國公子重耳在一場內亂後登上君位，是為晋文公。晉文公實行改革，使晉國的勢力發展到中原，與南方大國楚國產生摩擦。後楚國出兵圍攻宋國首都帝丘，晋文公聯合秦、齊、宋三國之師大破楚軍於城濮，成為中原霸主。與晉國為盟的秦國國君秦穆公在晉文公死後起了稱霸的野心，與晉文公之子晉襄公屢次發生戰爭，最後以晉國的勝利告終，於是往西發展，把西邊的一些戎國滅掉，使秦穆公成為西戎的霸主。
楚成王的孫子楚庄王即位後，再次與晉國爭霸，楚國圍攻宋、鄭，晉國幾次派兵來救，都大敗而歸。許多中原國家背晉向楚。楚庄王成為中原的霸主。莊王死後，楚經靈王、平王兩代漸弱。東南方的吳國闔閭趁勢興兵伐楚，並大敗楚軍，攻佔楚國國都壽春，後平王之子昭王聯盟秦國攻吳，吳兵退出楚境。定都會稽（今浙江紹興）的越國趁吳軍遠征時攻擊吳國，大敗吳軍，吳王闔閭被射死，後闔閭之子夫差又報仇攻越，大獲全勝，俘虜越王勾踐。吳國又出兵齊國，與魯國聯合將齊國打敗，又攻晉國，但在黃池被晉軍打敗，越王勾踐趁這時襲擊吳國，九年後兼併吳國，夫差自殺而死。隨後北上，與齊、晉等諸侯會盟。勾踐死後，越國衰弱，戰國時為楚威王所滅。
春秋時期確定二十八宿；後期則產生古四分曆。
春秋时期的人能製造精良的戰車與騎兵装备，此時中國的冶金也十分發達，能製造精良的鐵器，在农业上出現各種灌溉機械，大大提高生產效率，從而為以後人口大大膨脹奠定基礎。歷史上出現春秋（左传），國語，戰國策等史事記敘。
春秋戰國時期學術思想比較自由，史稱百家爭鳴。出現多位對之後中國有深遠影響的思想家（诸子百家），例如老子、孔子、墨子、庄子、孟子、荀子、韩非等人。出現很多學術流派，較出名的有十大家，即道家（自然）、儒家（倫理）、阴阳家（星象占卜）、法家（法治）、名家（修辭辯論）、墨家（兼愛非攻）、雜家（合各家所長）、農家（君民同耕）、小說家（道聽途說）等。
春秋时期在文化上出現了中國最早的詩歌總集诗经（又称《诗》或《诗三百》）。戰爭史上出現的傑出兵法家有孙武（著有《孙子兵法》）、司馬穰苴（著有《司马法》）、孙膑（著有《孙膑兵法》）、吴起（著有《吳子兵法》）、尉繚（著有《尉缭子》）等等。

#### 戰國時代
前546年左右，黃河流域的爭霸基本結束，晉、楚兩國平分霸權。
前403年，晉國被三個門閥巨卿瓜分，成為韓、趙、魏三個諸侯國，史稱「三家分晉」。再加上姜姓的齐国被田氏取代，人稱田齊。
韓、趙、魏、齊、秦、楚及燕，並稱战国七雄，戰國時期正式開始。大部分马克思主义史學家將戰國開始劃為封建社會，然而大部分西方及臺灣學者卻又將之劃為封建社會的崩潰，這是定義不同所致。
戰國初年，各國開始變法運動，其中，以李悝變法的魏國，在魏文侯時首先興起，北伐韓、趙、中山，東伐齊、宋，南伐楚，西伐秦，成為強國。齊國在齊威王時興起，兩次攻伐魏國獲勝，並長期任為霸主。南邊的楚國經吴起變法後強盛，滅掉陳、蔡、越，擴展疆土。趙國經過赵武灵王胡服騎射後訓練成一部強大的軍隊，與秦、齊、楚爭先。韓國國君韓昭侯任用法家大師申不害變法，逐漸興起。
前356年，秦國的秦孝公採用法家的商鞅變法開始後，秦國國力大大增強，使其他六國恐懼，名士苏秦游遍六國，說服六國國君聯合合縱抗秦，秦國卻用张仪為相，又使六國屈從于秦，破壞合縱。宋、魯等小國到戰國後期為齊楚所滅。合縱破壞後，齊國作為山東六國中最強盛的國家，開始沾沾自喜，其差點滅掉燕國，自稱東帝，攻滅宋國的行為使諸侯驚恐，在燕國大將樂毅的統領下，燕、韓、趙、魏、秦五國大軍重創齊國，攻陷齊都城臨淄，後齊國在大將田單使用火牛陣趕走燕國後成功復國，自此東方雄主齊國衰落，秦國基本上對山東六國形成壓倒性優勢。
秦昭襄王时期，秦國開始发动對六國的大规模戰役，採用范睢的远交近攻策略，任命大將白起发动戰役，通過伊闕之戰、郢都之戰、華陽之戰、長平之戰四大戰役橫掃山東六國，奠定了秦國統一天下的基礎。前256年至前249年，秦灭周。秦國最終在秦始皇的统治下，於前221年憑藉王翦父子消滅六國，完成統一，中國歷史進入新的時代。
科技史上出現墨子，建築史上有鲁班，首次發明瓦當，奠定中國建築技術的基礎。
文化上有第一個以個人名字出現在中國文學史上的詩人屈原，他著有《楚辞》、《離騷》等文學作品。

## 秦汉时期

### 秦朝

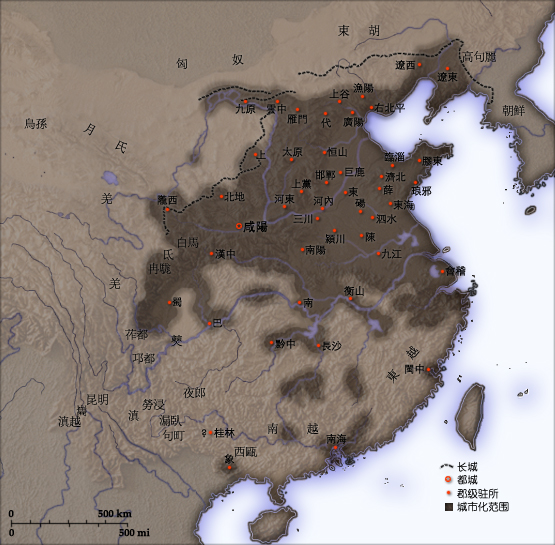
秦朝諸城邑及長城的地理位置圖

秦朝源自周朝诸侯国秦国。前770年，秦襄公在东周周平王东迁时有功，受封于关中平原，建立秦国。秦国于战国时期逐渐转强，到秦王政陆续攻灭六国（前230年至前221年）而一统天下，建立秦朝，结束战国时期，中国从此进入统一时代。

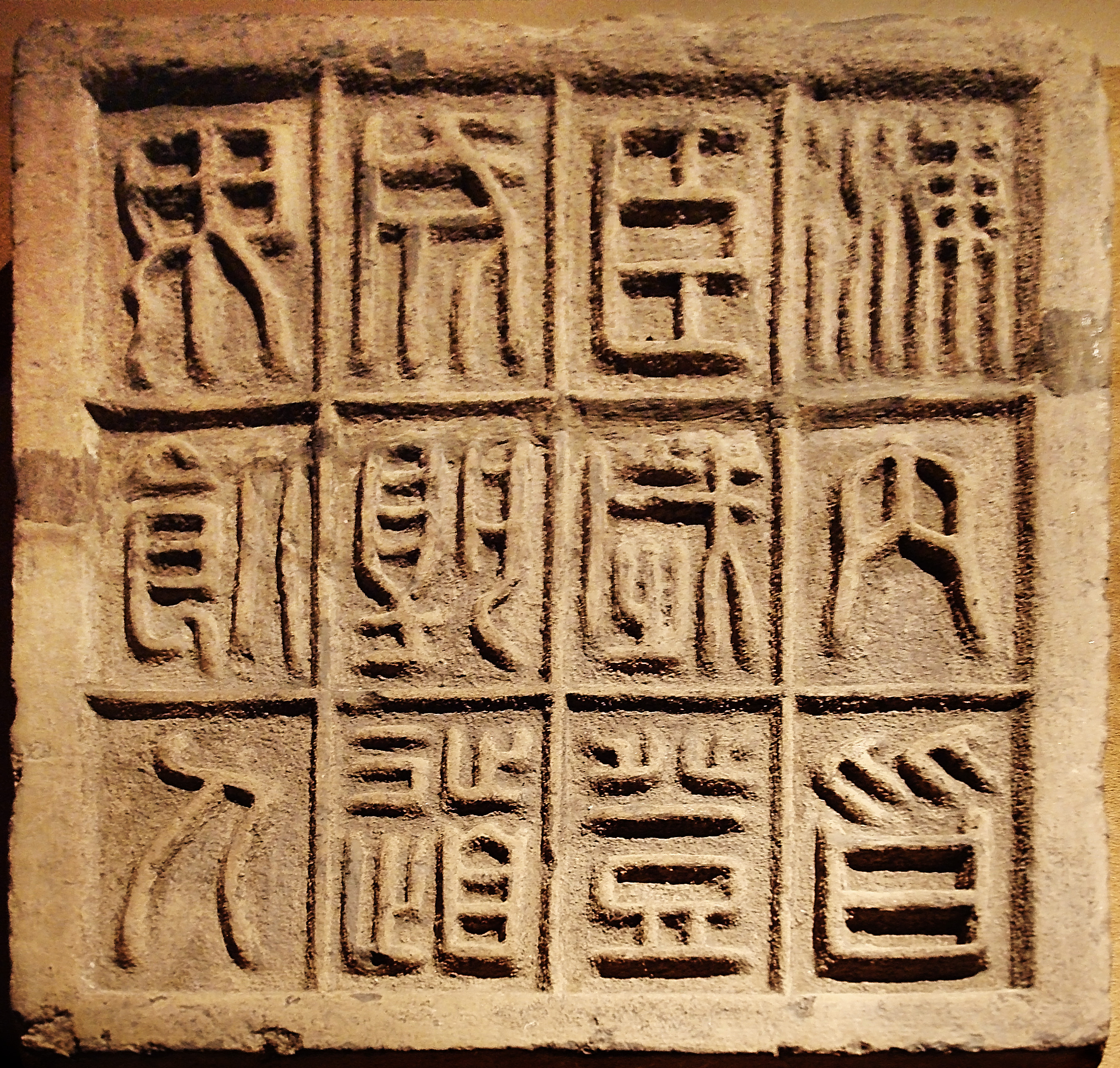
秦代石刻文，其含義為「海内皆臣，歲登成熟，道毋飢人」，字體為小篆

秦王政建立秦朝后自称“始皇帝”（即秦始皇），从此中国有了皇帝的称号，并且发起一系列的改革以巩固帝国。而后南征百越、北伐匈奴。疆域东起辽东，西至临洮，北抵长城，南达象郡（今越南北部）。虽然秦朝外表十分强盛，但由于秦始皇集权、过度发展、严重劳役百姓，所以秦朝之统治不免带有苛急、暴虐之特点，让天下百姓饱受苛政之苦而想要起义。秦始皇最后留下的，是一个外强中干的帝国。秦朝为了巩固辽阔但各地文化不一的帝国，在政治、军事、经济、交通方面，都推行政策与改革。政治制度是以皇帝制度、三公九卿制与郡县制为基础的中央集权制。君主专制的皇帝握有最高权力，丞相仅仅是辅佐，而法律基本延续秦国法律。为了降低各地区差异，秦始皇推行书同文（以小篆为文字）、车同轨、统一货币（秦半两）与度量衡。军事上，兴建长城以巩固北方，毁六国长城与城敦等防御工事，没收天下百姓武器，铸成十二金人，先后五次东巡以安定关东各地区。交通方面，兴建驰道与灵渠等交通设施以便军队前往各地平乱，也有利各地区运输物资。经济方面，秦朝延续商鞅变法的政策。推行重农抑商，鼓励农民增产粮食，甚至有机会获爵位。工商业方面实行盐铁专卖，但不完全禁止商业，也鼓励如经营畜牧业的乌氏倮与丹砂的巴地寡妇清等商人。政治思想方面以法家为尊，推行融合“法、术、势”（以法律为根本、以愚民为手段、法术势相结合）三合一的君主专制，另有发扬阴阳家的五德始终说以神化皇帝。宗教以传统崇拜祖先、天帝、山川神等众神以及巫术、占卜与占星等，而神仙方术之术受秦始皇所迷信。为了箝制人民思想避免叛乱、与报复欺骗秦始皇的方士们，先后发生焚书坑儒事件，这是先秦文化与诸子百家思想的一大浩劫。
秦始皇死后，宦官赵高与丞相李斯密不发丧，密谋夺权。赵高为胡亥的师傅，与秦始皇长子扶苏和蒙恬之弟蒙毅不合，而李斯也对蒙氏兄弟不满。他们拥立胡亥为太子，假造诏令以赐死在九原督军的扶苏，史称沙丘之变。他们等到东巡大军返抵咸阳才发丧，胡亥也继位为帝，即秦二世。秦二世受赵高摆布，他赐死蒙氏兄弟，并杀害兄弟姐妹数十人。蒙恬的九原军也由王离接管。秦二世纵情于声色犬马，圈养无数狗马禽兽；征招罪犯与百姓，续建阿房宫与秦始皇陵。秦朝政治趋向混乱，赵高把持朝廷，蒙蔽皇帝，控制群臣言论，指鹿为马。前208年，李斯被赵高陷害，于咸阳腰斩，夷三族。另外役民过甚，当时力役三十倍于古以及田赋二十倍于古。旧六国百姓不愿受严刻的秦法箝制与无数的劳役折磨，于同年爆发秦末农民战争。前207年刘邦与张良会合于洛阳以东，然后夺南阳、定武关，入关中。此时赵高担任丞相，因畏惧刘邦，命阎乐杀秦二世，改立子婴为秦王。同时，刘邦军于蓝田击溃秦军，驻军霸上。秦王子婴杀掉赵高后于轵道向刘邦投降，秦朝亡。刘邦入主关中后，废除严苛的秦法，与百姓约法三章，受秦人拥戴。前206到前202年刘邦与项羽之间爆发了争夺天下的战争，史称“楚汉之争”，最后刘邦取胜。

### 漢朝

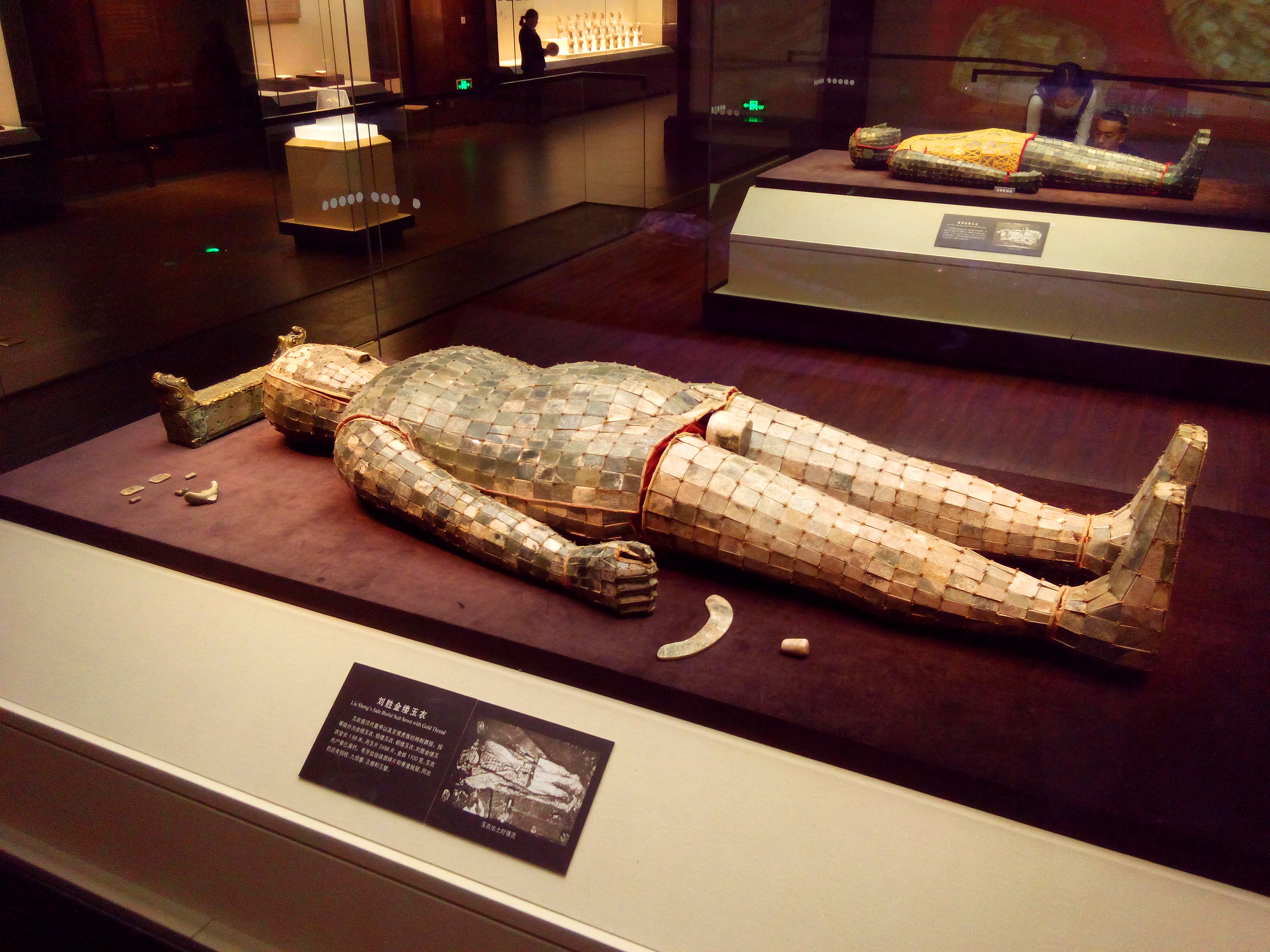
汉朝中山靖王刘胜的金缕玉衣，出土于满城汉墓（现藏于河北博物院）

汉朝是中國第一個在文治武功與國際聲望達到極為輝煌的時代，也是中國歷史分野上被視為上古時期轉折到中古時期的第一個朝代，具有承先啟後的重要關鍵地位及代表性。由於中間歷經王莽篡漢的短暫中斷過程，所以又分為西汉（又稱前漢）及东汉（又稱後漢）。
前202年汉高祖刘邦正式称帝，立国号“汉”，西汉建国。汉高祖刘邦登基后，采用叔孙通的建议，恢复礼法，设三公和九卿，任用萧何为丞相，采取与民休息、清静无为的黄老治术，鼓励生产，轻徭薄赋。称帝之后，异姓诸侯王势大，因此汉初几年对异姓王一一分别翦除，改封刘氏宗亲为王。后刘邦与功臣斬白马立盟誓：“非刘氏而王者，天下共击之”，史称“白马之盟”。汉初政府官员基本上由大大小的功臣充任，从而形成汉初“布衣卿相”的政治格局。此时，由于秦末以来动乱多年，国力虚弱，导致汉高祖刘邦在收复秦末被匈奴占据的河套地区时，遭匈奴冒顿单于围困于白登，即白登之围，从此以后，汉朝采用和亲政策。刘邦与刘盈去世后，吕后称制，大封诸吕，并欲王诸吕。而以陈平、周勃为首之功臣派亦做好准备，并与刘氏皇族联合。吕后一死，功臣派与皇族立即先发制人，发动政变，一举诛平吕氏外戚，废掉少帝刘弘，迎立汉高祖刘邦的第四子代王刘恒为帝，是为汉文帝。
汉文帝和儿子汉景帝在位期间，继续采取黄老无为的手段，奉行“無為而治”的方针，实行轻徭薄赋、力行节俭的与民休息政策，恩威并施，以弥补秦末民变和楚汉战争的多年动乱带来的巨大破坏，使人民负担大大得到减轻。汉文帝在位时，存在诸侯王国势力过大及匈奴入侵中国等问题。汉文帝对待这些问题采取的是异常谨慎而且又有效的手法。文帝二年（前178年）和十二年（前168年）分别两次“除田租税之半”，即是租率最终减为三十税一。文帝十三年，还全免田租。同时，对周边敌对国家也不轻易出兵，维持和平，以免耗损国力。这就是轻徭薄赋的政策。文帝生活也十分节俭，宫室内车骑衣服没有增添，衣不曳地，帷帐不施文绣，更下诏禁止郡国贡献奇珍异物。因此，国家的开支有所节制，贵族官僚不敢奢侈无度，从而减轻了人民的负担。这就是休养生息的政策。
景帝即位不久，就采纳晁错的建议，削夺诸藩王的封地，引发各封国的担忧，而在汉景帝三年正月（公元前154年）爆发了“七国之乱”，汉景帝因此杀了晁错，以寄达到平息叛乱的目的。但是七国之乱并未因此缓和，景帝任用周亚夫出兵平叛，在三月即告弭平，各诸侯国的势力因此极大削弱。七国之乱以后，景帝开始专心打理朝政，据说景帝十分朴素，仁厚爱民。除了平定七国之乱以外，从来没有大规模用过兵，和匈奴的战争始终控制在一定的规模内，依然对匈奴采取和亲政策。在与匈奴和南越国（南粤）保持和平的同时，也在积蓄国力，透过马复令等措施来积极备战；此一时期史称“文景之治”，是中国成为大一统帝国时代以来，第一次被传统历史学家赞誉的时期。
景帝驾崩后，其子刘彻即位，史称汉武帝。武帝在位期间（在位前141年—前87年），采取一系列改革措施，锐意进取，使得西汉的政治、经济及军事整合起来。在政治上，武帝加强皇权，于公元前140年建立年号“建元”，该年就称之为“建元元年”，始开中国以皇帝年号纪年的滥觞，采纳主父偃的建议，施行推恩令，削弱诸侯藩王的势力，从此，诸侯藩王的势力不再能够对中央朝廷构成威胁；后又以诸侯献上的黄金成色不纯为由，取消百余位列侯的爵位，即史书上所称的“酎金失侯”。经此二次事件后，中央集权得到大大的加强。文化上，废除之前以“黄老学说、无为而治”的治国思想；并采纳董仲舒“罢黜百家，独尊儒术”的建议，使儒家思想从此逐步成为中国历经二千年的“主流思想”。对外关系上，积极对付西汉的最大外患匈奴。在此期间，先后出现卫青、霍去病等杰出名将，经过武帝、昭帝、宣帝三朝数十年用兵后，终于打败匈奴单于，使其“漠南无王庭”；又吞灭南越国，征讨朝鲜，使汉朝成为当时的东亚霸主。外交上，两次派张骞出使西域，开辟丝绸之路，并先后以两位公主刘细君、刘解忧和亲西域大国乌孙，而达到离间西域和匈奴关系，进而联络西域的目的。汉武帝晚年笃信巫术，听信江充谗言，导致发生著名的“巫蛊之祸”，戾太子刘据被迫杀江充而谋反，结果兵败而死，皇后卫子夫因此自杀。事后武帝也极为后悔，修建望思台以悼念太子。

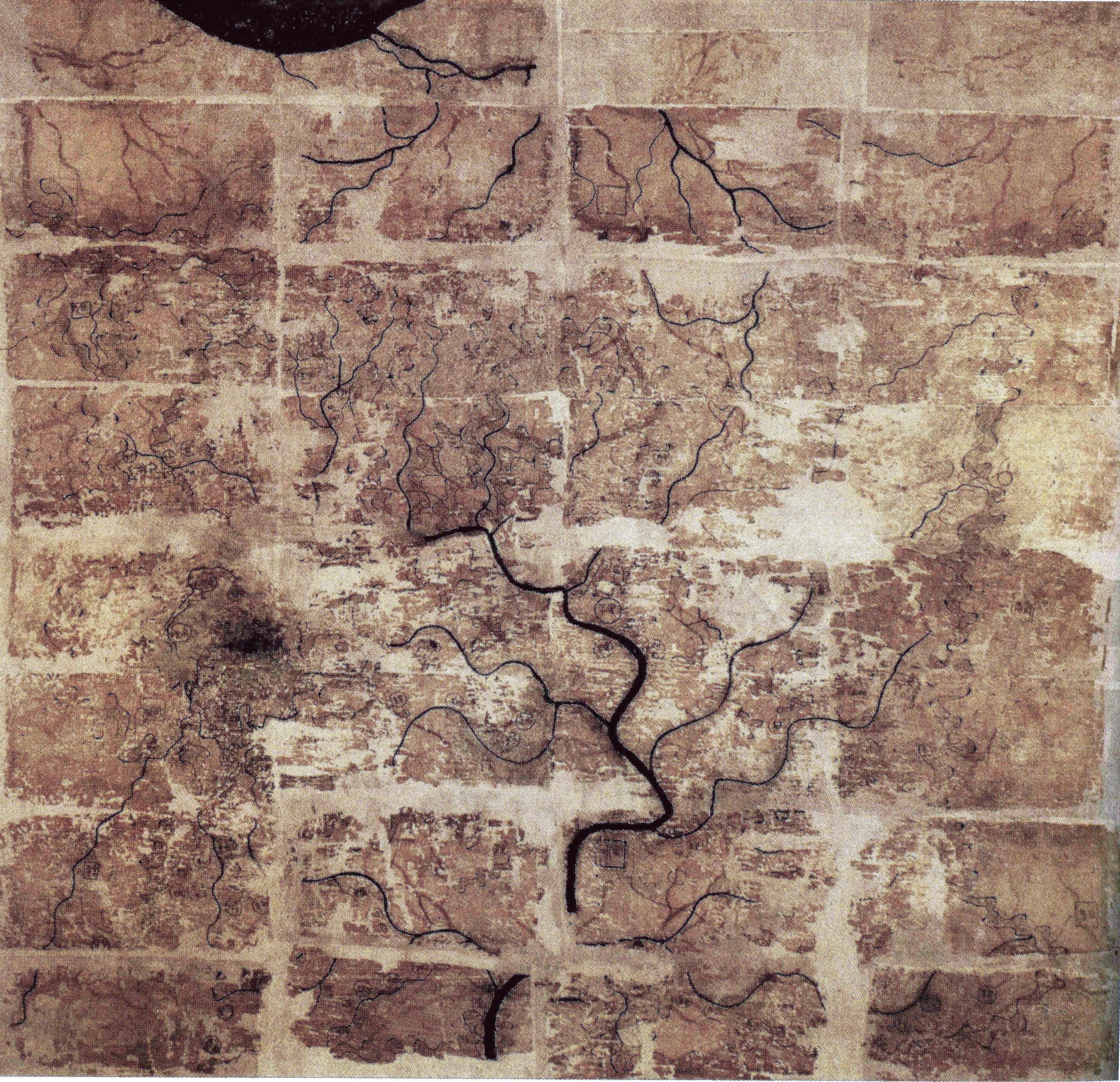
馬王堆出土的一幅绘制于丝绸上的漢代地圖

西汉经过多年对外战争，文景之治的积蓄耗费殆尽，经济遭受巨大冲击，国力也出现衰退的局面。为此，在巫蛊之祸后，汉武帝利用远征军失利的时机发表著名的“轮台之诏”，不再奉行穷兵黩武的政策。为提振经济，武帝将铸币、盐铁收归中央管理，加强农业生产，实行和籴法，开凿白渠，并创立均输、平准政策，统购统销，干预物价，加强国家在经济中扮演的角色，此一系列政策使汉朝得以避免步入衰败。
汉武帝去世后，钩弋夫人之子，年仅八岁的刘弗陵即位，是为汉昭帝。汉昭帝登基之初，由上官桀、金日磾和霍光三人共同辅政。但是在元凤元年（前80年），爆发元凤政变，上官桀被杀，霍光从此大权独揽。霍光延续武帝在位晚年的政策，对内休养生息，放宽盐铁专卖制度，提高儒生地位。昭帝死后，武帝孙昌邑王刘贺即位。他行为放纵，密谋排除霍光，但反被霍光所废。之后霍光又迎立刘病已即位，是为汉宣帝。本始元年（前73年），霍光还政于宣帝。地节二年（前68年），霍光去世。此后宣帝将霍氏集团一网打尽。但是，宣帝继续奉行霍光的治国路线，大力整顿吏治，劝民农桑，抑制兼并，降低国家在经济中的角色。这段时期，汉朝不仅内政清明，而且对于匈奴继续保持强势，在汉宣帝神爵二年（前60年）设立西域都护以加强对西域三十六国所处地区的联络与控制。经过昭宣二帝的休养生息，国家经济得以从武帝中期以来面临衰退的困境下的明显恢复，史称“昭宣中兴”。
汉宣帝死后，汉元帝刘奭即位，西汉开始走向衰落。元帝“柔仁好儒”，对于社会秩序采取放纵态度，经常下令大赦免，导致盗贼遍地，土地兼并日益严重，也致使皇权旁落，外戚与宦官势力兴起。他死后，汉成帝刘骜即位，成帝好女色，先后宠爱许皇后、班婕妤和赵氏姐妹（赵飞燕、赵合德），赵氏姐妹不能生育，因而嫉恨其他可以生育的妃嫔与他们的子女，成帝与其他妃嫔的子女均为赵飞燕姐妹残害杀死，史称“燕啄皇孙”。由于“酒色侵骨”，成帝最后竟死在“温柔乡”之中。由于成帝不理朝政，为外戚王氏集团的兴起提供条件，皇太后王政君的家族权力急遽膨胀。成帝死后，由定陶王之子哀帝刘欣即位，哀帝有“断袖之癖”，终日与他宠信的董贤厮混相好，外戚王氏的权力一度受压抑。此时国家已是一片末世之象，民间“再受命”说法四起。元寿二年（前1年）八月，哀帝去世。太皇太后王政君派王莽接替董贤成为大司马，并迎接中山王刘衎即位，是为汉平帝，改元元始。但是，刘衎已沦为王莽的傀儡。五年后，王莽毒死仅14岁的平帝，并迎立太子刘婴即位，号“孺子”，自己担任“假皇帝”，9年1月，王莽逼迫孺子婴退位，篡漢自立新朝，西汉结束。

### 西汉灭亡后的乱局
王莽（外戚）奪權后，宣佈一系列的改革，改國號為新。然而這些改革不切實際。新莽天凤五年（17年）绿林起义爆发，23年，新朝被劉玄為首的叛軍推翻，同年2月，绿林军拥立汉宗室刘玄作皇帝，恢复汉的国号，年号更始，史称玄汉，劉玄成為更始帝，然而他的無能腐敗，加上叛軍中的綠林軍和赤眉軍混亂，25年赤眉军立刘盆子为帝，史称赤眉汉。随后击败绿林军，更始帝刘玄向赤眉军投降。之后漢朝宗室劉秀乘虛而入。25年劉秀復辟漢朝，定都雒邑，史稱东汉，而他後被稱為汉光武帝。
一般将王莽新朝与更始帝其列入西汉诸帝，但其法统混乱。

### 東漢
汉更始三年（25年）六月，原本服从更始帝的汉朝宗室刘秀在鄗县（今河北高邑东南）之南即皇帝位，是为光武帝，灭刘盆子，仍沿用汉的国号，以这一年为建武元年，定都雒阳，史称东汉。即位后，于37年终于消灭赤眉、隗嚣、公孙述等割据势力，统一全国。
汉光武帝废除王莽时的弊政，建武二年（26年），光武帝下令整顿吏治，设尚书六人分掌国家大事，进一步削弱三公（太尉、司徒、司空）的权力，加强中央集权；同时清查土地、新定税制、振兴农业，使人民生活逐步稳定下来；另外提倡儒术，建立太学，设置五经博士，与尊儒并行的便是表彰气节，因此士大夫争相以名节为目标，为淳美的政教，奠下基础；对匈奴等外部势力实行防御的策略，纵容姑息放弃西域，对外戚严加限制，史称光武中兴。但由于分封土地，也造成土地兼并情况日益严重，地方豪强势力兴起，为东汉的最终灭亡埋下隐患。

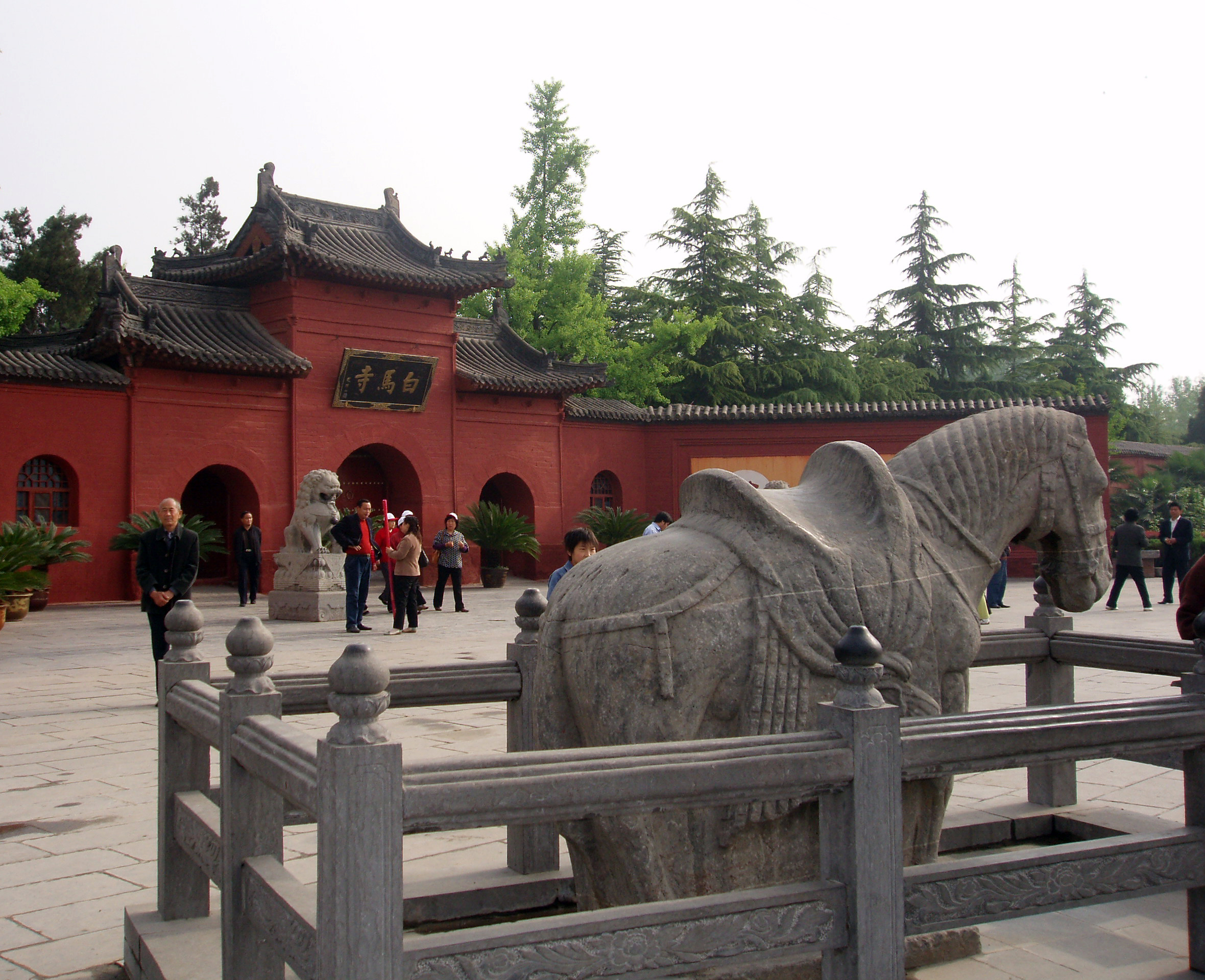
佛教在汉明帝时期传入中国后兴建的白馬寺

汉明帝和汉章帝在位期间，东汉进入全盛时期，史称“明章之治”。期间，窦固以班超出使西域，班超在西域长驻三十多年，不仅善于使用武力威慑各国，更善于运用外交手段去联络距离较远的国家。但匈奴人亦同样在开展类似的行动，推翻各国亲汉的政权，再与新政权结盟。双方不断地反复攻防，一直到20年后，班超之子班勇才完全掌控西域。章和二年（88年）十月，车骑将军窦宪领军出塞，击破北匈奴，登燕然山，令班固作铭，史称燕然勒石。二年后，永元三年（91年）窦宪派兵再次出击，出塞五千里进攻金微山，大破北匈奴单于主力，斩名王以下五千余人，俘虏北单于皇太后，北单于仓皇逃窜不知所终，从此扫除数百年来匈奴对汉朝北方边境的威胁，汉朝国势也再一次到达汉武帝时期的鼎盛；佛教也在此时传入中国。但是在章帝后期，外戚窦氏日益跋扈，揭开东汉后期外戚与宦官两股势力争斗的序曲，東漢盛世僅維持六十餘年。
88年，年仅三十一岁的汉章帝突然驾崩，时仅十岁的太子刘肇即位，是为汉和帝，他即位伊始，实际上朝政都由窦皇后操纵，国家政治日益腐败。窦氏的跋扈引发和帝的不满，不久年仅14岁的和帝就抓捕外戚窦宪，外戚势力开始衰弱，和帝信用宦官，从此东汉的政治沦为外戚和宦官两股势力的争斗。不过，和帝仍然在政事上非常勤奋，不失为英明之主。元兴元年冬十二月，年仅廿七岁的和帝病逝。出生仅百日的少子刘隆即位，是为殇帝。殇帝仅在位8个月就驾崩了。接替即位的是清河王刘庆之子安帝刘祜。他即位早期由太后邓绥临朝理政。邓太后勤俭节约，任用贤良，同时对自己家族的势力有所限制，却也对宦官势力纵容。建光元年（121年），邓太后逝世，安帝亲政，将邓氏家族诛杀殆尽。安帝依赖外戚宋氏和阎氏以及宦官的力量。听信奸臣，肆意无忌，朝政昏庸不堪，东汉快速衰败下去。延光四年三月，汉安帝在南巡途中死在叶城。外戚阎氏秘不发丧，拥立汉章帝之孙济北王刘寿之子刘懿，史称汉少帝，其在位仅200余日就病死。少帝死后，阎氏家族密谋再立傀儡，被中常侍孙程击破，阎氏家族被诛杀。孙程迎立济阴王刘保，是为汉顺帝。在顺帝执政早期，宦官势力膨胀，却引发社会各界的反弹。阳嘉元年（132年），贵人梁妠立为皇后，从此梁氏外戚势力开始崛起，梁妠的兄弟梁冀被任命为大将军。汉安二年（143年）八月，顺帝病死，太子刘炳即位，是为冲帝，即位时年仅2岁，由梁太后临朝执政。永嘉元年（145年）正月初六，刘炳驾崩，年仅三岁。正月廿五日，梁冀拥立刘缵即位，是为质帝。质帝非常聪颖，称梁冀为“跋扈将军”，结果不久质帝就被毒害弒杀。
本初元年闰六月初七日，大将军梁冀拥立汉章帝之孙刘志即位，是为汉桓帝。桓帝年少，因此继续由梁太后临朝执政。桓帝即位之初，梁冀势力几无边界，他残害忠良，中饱私囊，无恶不作。桓帝对他暗中也颇为不满，延熹二年八月初十，桓帝派兵士包围梁宅，梁冀与妻子双双自杀，梁氏外戚势力土崩瓦解。宦官成为新的权力中心。单超、徐璜、具瑗、左悺、唐衡五人被封为县侯；单超食邑两万户，后又封为车骑将军，其他四人各一万户，世称五侯。五侯贪婪放纵，终致在延熹九年（166年）引发第一次党锢之祸。永康元年十二月廿八日（168年），汉桓帝驾崩。桓帝没有留下子嗣，由河间王刘开的曾孙刘宏继位，是为汉灵帝。灵帝即位之初，就引发以窦太后、窦武为首的外戚势力和以曹节、王甫为首的宦官势力的激烈权力斗争。永康元年九月初七，宦官发动政变，杀窦武，窦太后失势被软禁，外戚势力被削弱。宦官则在永康二年（164年）制造第二次党锢之祸。而灵帝本人骄奢淫逸，为填补财政公开卖官，朝政腐败。

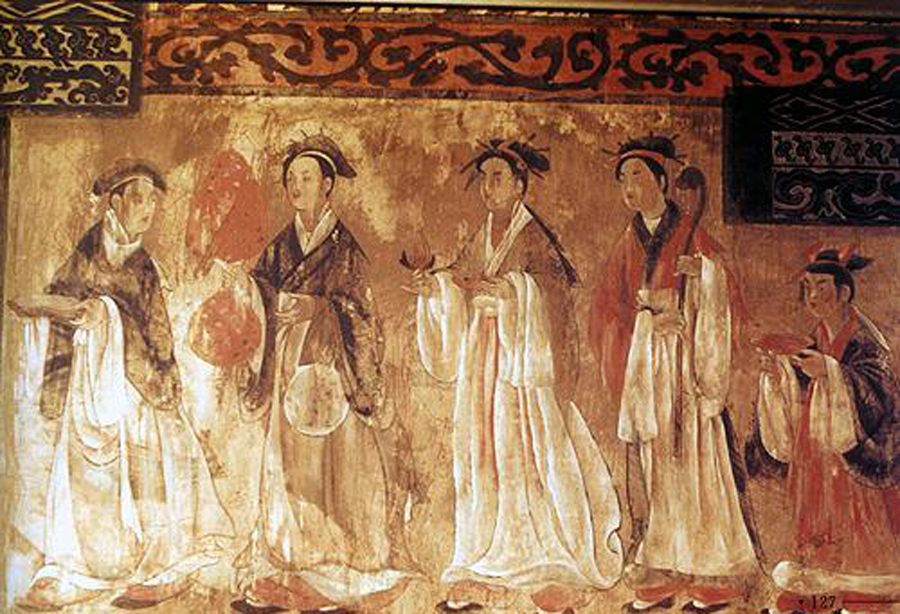
一幅打虎亭汉墓的濕璧畫

数十年的政争以及天灾动摇了汉朝的民生，终于在184年爆发由太平道教主张角引发的黄巾之乱，黄巾军以“苍天已死，黄天当立；岁在甲子，天下大吉”号召数十万民众参与，虽然叛乱不久即告平定，但是东汉朝廷经此一役已实力大减。关键是中央朝廷为了尽快平叛，又将军政权力下放给各州的州牧。各地豪强从此开始慢慢拥兵自重，加以其原已具有强大经济实力，最终演变成东汉末年众豪强军阀割据一方、群雄逐鹿的局面。汉灵帝死后，外戚大将军何进和宦官双双火并而亡，终于结束戚宦之争。但董卓掌权后，废少帝刘辩为弘农王，改立陈留王刘协，并且焚毁首都洛阳。董卓被吕布诛杀后，经过几年混战，出现把持朝廷的曹操、位于河北的袁绍、位于淮南的袁术、位于江东的孙策、位于荆州的刘表、位于益州的刘焉等势力。
東漢漢獻帝建安二年（197年）袁術在淮南壽春僭號稱帝，國號仲家，並仿效河南尹設置淮南尹。後來曹操在《讓縣自明本志令》中稱，當時袁術因為畏懼曹操，僅僭越天子之制而不敢稱帝。
袁術稱帝後，接連遭到孫策、呂布、曹操、劉備等勢力的叛盟與打擊。後呂布轉而與袁術結盟，但在建安三年（198年）敗亡。建安四年（199年），袁術勢窮，想將帝號讓給擁有四州的庶兄袁紹，欲投奔袁紹長子、時任青州刺史袁譚，但在途中被曹操遣劉備、朱靈擋下。六月，袁術病死，仲家政權滅亡。其中曹操“挾天子以令諸侯”，架空汉室权力建構霸府政治，消灭各路割据势力，并在官渡之战中消灭了最强敌人袁绍军队的主力，基本统一了中国北方。
汉献帝建安十三年，罢三公官，复置丞相，曹操任丞相，独揽大权。曹操挥军南征，却在赤壁之战中被孙权、刘备联军击败，曹操退回北方。不久刘备以荆州为根本，进占益州，曹刘孙三分天下之势开始形成。而在这段期间，汉献帝只是一个傀儡皇帝，朝廷大权掌握在曹操手中。曹操先是晋位为魏公，不久又晋位魏王，違反漢高祖所訂「非劉氏而王，天下共擊之」的白馬之盟。刘备亦晋位汉中王，东汉至此已名存实亡。
建安25年（220年）春正月庚子，魏武帝曹操去世，其世子曹丕继任汉丞相，袭封魏王。同年十一月，曹丕篡汉，迫汉献帝“禅让”帝位，东汉结束，四百多年的汉朝国祚也正式告终，三国时代正式开始。而魏文帝曹丕篡汉建立魏后，漢昭烈帝刘备随即在蜀地宣布继承汉朝法统，建立了沿用汉国号的政权，史称蜀汉。江东孙权虽向魏称臣，内政外交皆自主，几年后吳大帝孙权亦称帝，国号吴。

## 魏晋南北朝时期

### 三国

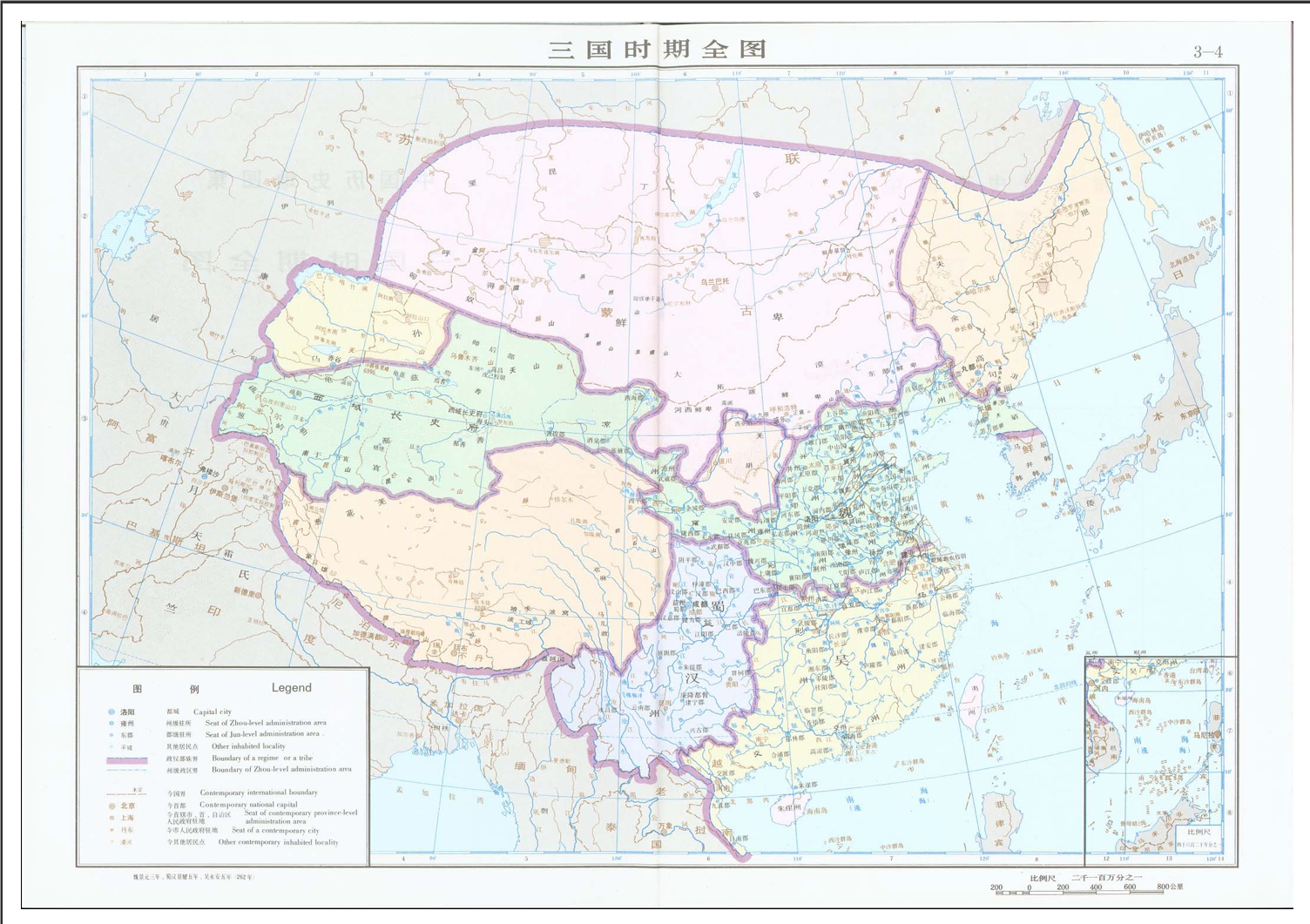
三国全图

220年曹操病逝，其子曹丕篡位，迫汉献帝禅让后自立為帝，史称曹魏（220年-266年），至此东汉灭亡，中国历史正式进入三国时期。次年以益州为主的刘备亦以汉室宗亲的身份称帝，国号续为汉，史称蜀汉（221年-263年）。刘备与孙权在赤壁之战后拓展势力，为了荆州问题双方多次发生纠纷与战争，最后刘备在222年的夷陵之战失败，孙权获得荆州绝大部分。刘备于223年病死，辅佐其子刘禅的诸葛亮于同年再与孙权恢复同盟。据有扬州、荆州及交州等地的孙权先于221年向曹魏称臣，受封为大魏吴王，至229年才称帝，国号吴（229年-280年），史称孙吴或者东吴。蜀汉在诸葛亮（前期）和姜维（后期）的领导下多次北伐曹魏，但成果不大，诸葛亮亦在234年病逝于北伐途中。东吴亦多次北伐曹魏，但几乎全部失败，其中较著名的有陆逊北伐。期间也出現公孫淵的燕國政權（237年-238年），但旋即被司馬懿領兵剿滅，最終只是曇花一現。曹魏朝廷在魏明帝曹叡逝世後被顧命大臣大將軍曹爽和太傅司馬懿把持，其中曹爽獨專朝政排斥司馬懿，致使司馬懿於249年發動高平陵之變。在高平陵事件後，曹爽與其同黨被夷三族，其后在魏国淮南地区出现反对司马氏支持曹氏皇室的叛乱，史称淮南三叛，在司马氏平定叛乱后，曹魏朝廷完全被司马氏一手掌控，進入由司馬氏專權的時代。司马懿死后由其长子司马师继续把持魏国朝政，后司马师病故，之后由司马懿次子司马昭把持朝政，在司马昭把持魏国朝政期间，出现甘露事变，司马昭当街弑君，杀死了曹魏皇帝，造成了极其恶劣的政治影响。司马昭为建立军功准备篡位，发动魏灭蜀之战，两国战于剑阁，不分上下，后邓艾奇袭江油(今四川江油北)，后又在蜀汉腹地绵竹大破诸葛瞻、攻占涪城(今四川绵阳)，进逼成都。后主刘禅出城投降，蜀汉亡。265年司马昭病死，其子司马炎继承司马昭的晋王位，旋即接受魏元帝的禅让称帝，改国号晋，史称西晋，曹魏亡。自孙权晚年起东吴的政治就变的混乱，出现了大量的权力争斗，政治日趋保守，失去北伐的雄心，最终西晋于280年发动晋灭吴之战，灭亡孙吴，统一中国。至此三国时期结束，进入晋朝。

### 西晋
司马氏在三国时期为曹魏世族，高平陵事变后司馬懿父子掌握魏国政权。265年，司马炎逼迫魏元帝曹奂禅位，国号晋，即晋武帝。280年，西晋灭孙吴而统一天下，但是和平稳定的局面只维持了短短的十几年。晋惠帝司馬衷继位后朝廷渐乱，领有军权的诸王纷纷争权，史称八王之乱。晋朝元气大伤后，内迁的诸民族乘机举兵，造成五胡乱华的局面，大量百姓与世族开始南渡。316年，西晋灭亡，北方从此进入五胡十六国时期。

### 五胡十六國
46年之后，东汉朝廷常以招引或强制的方式，将边疆的北方各族内迁，以便监控各族或是增加兵源和劳动力。到了西晋时，中国北部、东部和西部，尤其是并州和关中一带，大量胡族与汉族杂住。这些胡族逐渐成为汉人管辖下的编户，由于他们需要纳税，且时时受汉官欺压或受汉人歧视，因此心生不满，时有举兵之事。八王之乱的爆发，使晋廷失去在地方的影响力，胡族陆续叛变。304年，李特子李雄继立后击败罗尚并称成都王，又于306年称帝，国号“成”，338年改国号为“汉”，史称成汉。匈奴刘渊统领五部匈奴，成都王司马颖结其为外援。304年司马颖遭王浚围攻，遣刘渊回并州发兵支援。他乘机宣布独立，称汉王，自称继承汉朝正统。308年刘渊称帝并迁都至平阳，国号“汉”，后称前赵。304年成汉与汉国的建立，开启了“五胡十六国时期”。范围大致上涵盖华北、蜀地、辽东，最远可达漠北、江淮及西域。在入主中原众多民族，在这个范围内相继建立许多国家，传统史家认为这些外族以匈奴、羯、鲜卑、羌及氐为主，统称五胡，将此时期称为五胡乱华。
西晋灭亡后，华北地区战火纷飞，掠夺与屠杀不断。在该时期包括西南的成汉，先后建立16个国家，史称十六国。北方经济受到严重摧毁，影响了中国的社会、经济、民族、文化、政治、军事等发展走向。311年永嘉之乱给人民巨大痛苦，让人们大多逃难到凉州、辽东以及江南地区，使这些地区的经济文化渐渐繁荣，经济中心开始南移。在诸国混战期间，前秦皇帝苻坚一度统一华北，但在南征东晋时，于淝水之战惨败。其后各族于关东及空虚的关中叛变，加上东晋北伐，前秦全面崩溃，北方再度混乱。北魏立国后，经过拓跋圭、拓跋嗣及拓跋焘的经营，最后于439年统一华北，进入南北朝时期。

### 东晋
317年，晋朝宗室司马睿于建康称帝，东晋建立，据有中国南方的领土。中原的世族及平民陆续南迁，形成中国北方侨民和南方土著聚居的局面。东晋初期，王导等人采取镇之以静策略，稳定局势。皇权衰落，朝廷大权主要由世族掌握，由于军权外重内轻，朝廷控制力弱，不少方镇心怀野心，先后发生了王敦之乱、苏峻之乱及桓温专政。虽然部分士族当权者有恢复之心，前后发动几次北伐，但是朝廷担心野心家借此扩张势力，大多消极支持。383年，前秦出动举国之师，意图灭亡东晋。面对亡国之祸，东晋君臣一心，凭借淝水之战奠定胜局。谢玄等将领乘胜追击，成功的收复大批失土，致使前秦崩解，引发了北方军事和政治格局的变化。然而，东晋后期又发生朋党相争及桓玄作乱。平民负担沉重，又发生孙恩、卢循之乱。谯纵亦据蜀地自立。最后刘裕崛起，平定诸乱，凭借军事力量夺得帝位，进入了南北朝时期。
经济方面，东晋庄园经济占据的比例比西晋更大。由于农业技术提升等因素，在侨姓世族与吴姓世族的衣冠南渡密集开发下，江南获得全面发展而繁荣兴盛，中国的经济中心也逐渐南移，后来才有大运河的出现。此外，手工业和商业方面也有长足进步。晋朝虽为汉末以来中国文化衰落的时期，但在哲学、文学、艺术、史学、科技等等方面也有新的发展。汉代以前，政治主权完全在华夏族，而其他族则作为被统治者而同化；汉代以后，政治主权不全在华夏族，而他族或以征服华夏族者而同化，边疆民族带来的草原游牧文化也融于中原文化。当时天下大乱，东晋士族文人多不以道义为重，使儒学衰落。一些旷达的士人目击衰乱不甘于隐避，就开始做出放逸的事情来，比如清谈，甚至逐渐成为一种社会风气。与此同时玄学开始广泛传播。玄学与印度东传之佛教交汇，使中国文化的儒释道逐渐合为一体。

### 南北朝
由420年刘裕篡东晋建立劉宋开始，至589年隋灭南陈为止，上承东晋、五胡十六国，下接隋朝。因为南北两势长时间对立，所以称南北朝。南朝（420年—589年）包含宋、齐、梁、侯漢、陈等五朝；北朝（439年—581年）包含北魏、东魏、西魏、北齐和北周等五朝。
南朝皇族主要是寒门或庶族，因为军权逐渐由寒门或庶族掌握，所以能够篡夺皇位。初期经济逐渐恢复，军力强盛。由于战略错误与北朝军力强盛，使得疆界逐次南移。皇帝与宗室为了皇位时常血腥斗争。南梁受到梁武帝改善，使国力再度强盛。晚年国家糜烂，侯景之乱使南朝实力大减，并四分五裂，独霸政局的侨姓世族完全崩溃。虽由南陈的陈文帝统一南朝，但国力已衰，只能依长江抵御北朝。北朝承继五胡十六国，为胡汉融合的新兴朝代。北魏皇室为鲜卑族，漢族门阀受五胡文化影響，鮮卑皇室也受到漢文化的薰陶，彼此通婚。北魏被北方的柔然牵制，直到较友好的突厥并吞柔然后才全力对付南朝。后期在六镇之亂之后造成实力大衰。北魏分裂為高歡控制的东魏及宇文泰控制的西魏后，不久分别被高氏北齐及宇文氏北周取代。北齐主要由六镇集团组成，初期军力强盛。北周鲜卑军比北齐少，政治地位不如南朝陈。最后借由宇文泰开创的关陇集团，吞并政治日趋腐败的北齐。北周武帝去世后，汉人杨坚掌握朝廷，迫使北周静帝禅让建立隋朝，经营八年之后，发兵灭南陈统一中国。
相对于北朝战争不断、各阶级对立的局势，经济持续成长的南朝比较稳定，出现元嘉之治与永明之治等治世。中原人口自黄巾之乱和永嘉之乱就持续南移，带来劳动力与生产技术。江南的繁荣，使得中国的经济南移，在隋炀帝时建立隋唐大运河。文化方面，乱世为思想自由提供沃土肥壤，提出务实求治和无君论等观点。对文学、艺术、科技等开创出独到见解与理论。玄学、佛教与道教都很兴盛。其中佛教带动石窟的发展，敦煌莫高窟、麦积山石窟、云冈石窟与龙门石窟名扬后世。对外交流也很兴旺，东到日本和朝鲜半岛，西到西域、中亚、西亚（埃兰沙赫尔），南到东南亚与印度。
南北朝初期仍是世族政治，社会阶层分为世族、齐民编户、依附人及奴隶。世族拥有大量不需付税的依附人从事生产与作战，影响朝廷的税收。虽然南朝皇帝仍然需要主流世族的拥护，不过也扶持寒门以平衡政治势力，并且在南梁时萌芽出科举制度。南朝世族因为长期安逸而逐渐衰退，在侯景之乱后彻底崩溃。北朝胡族缺乏政治的经验，所以重用汉人世族，引起双方的文化采借，久之形成文化混合，以北魏孝文帝的汉化运动最盛。混合的过程产生激烈的思想冲突、政治斗争或种族冲突，例如六镇之乱、北齐的排汉运动。而北周建立关中本位政策，融合鲜卑及汉文化以消除胡汉隔阂。隋朝统一天下后，开创出具开放性和包容性的隋唐帝国。

## 隋唐五代时期

### 隋朝

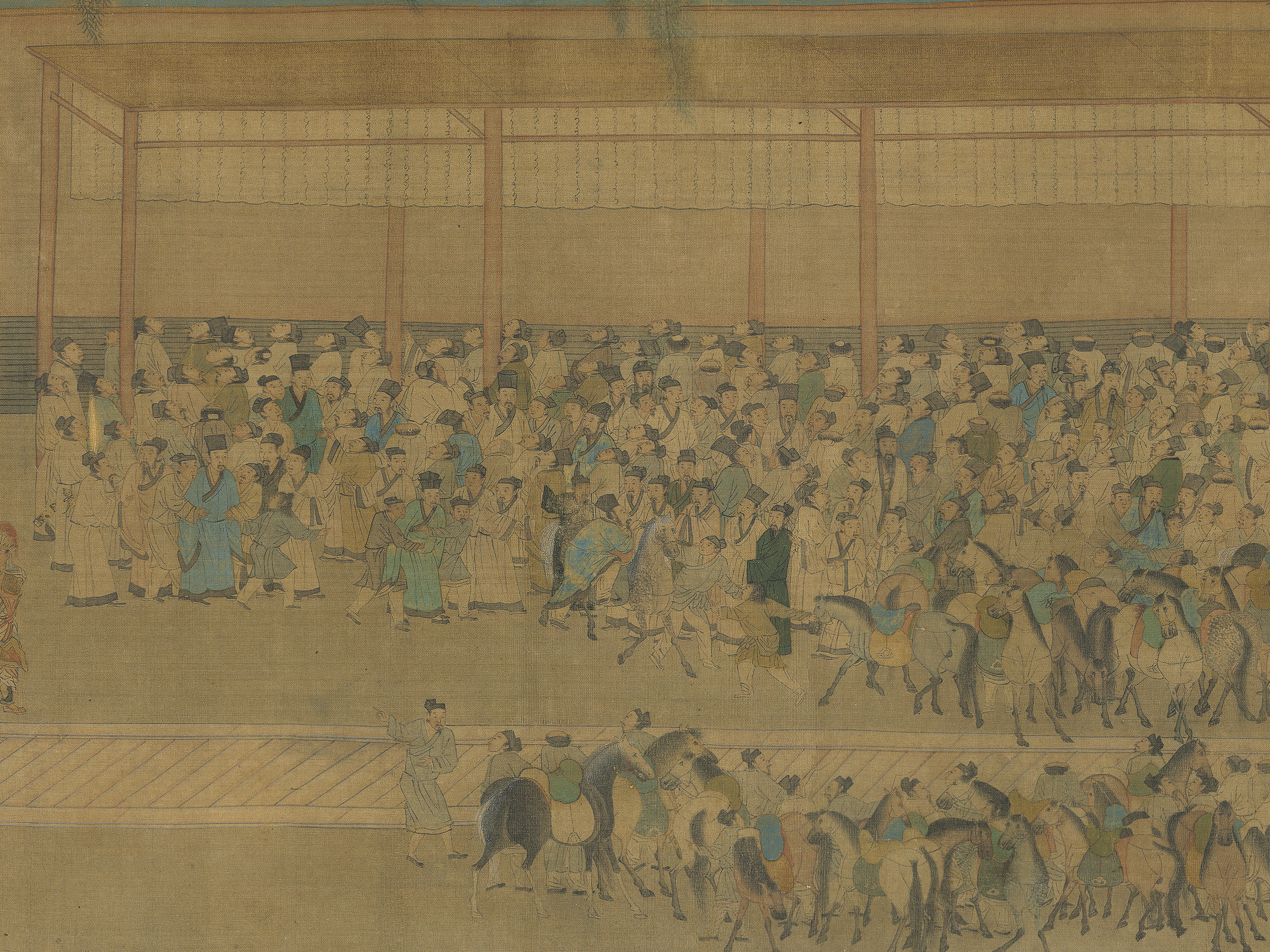
科舉始於605年時的隋朝，發展並成型於唐朝

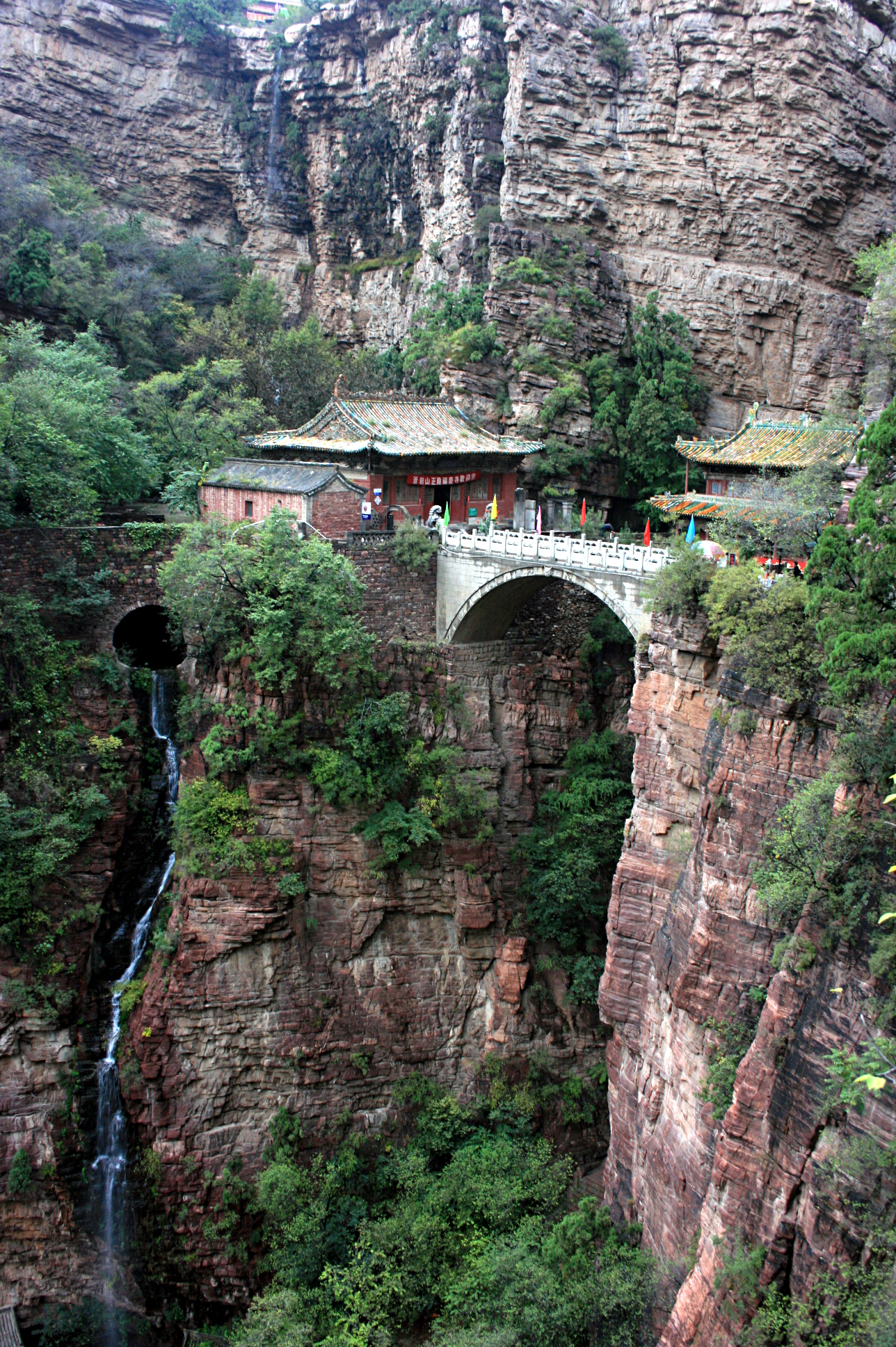
苍岩山桥楼殿是中国三大悬空寺之一。依山傍崖而建的福庆寺，始建于隋朝，已有一千余年历史

581年，楊堅取代北周建立隋朝，定都長安（今陝西省西安市附近），杨坚成為隋文帝。589年隋朝滅南朝陳，統一天下。隋朝是五胡亂華後漢族在北方重新建立的大一統王朝，結束自西晉永嘉之禍以來長達近三百年的分裂局面。隋朝是中國歷史上最偉大的朝代之一，隋朝在政治上確立重要的制度——三省六部制，創建影響深遠的科舉制度，改革律令；在軍事上繼續推行和改革府兵制度；在經濟上，一方面實行均田制和租庸調制，另一方面則採取“大索貌閱”和“輸籍定樣”等措施，以增加政府收入，加上隋文帝节俭，令全國节俭成風。積存糧食數千萬石之多，是中國歷史上最富一朝，全國户數、口數及耕地面積，已達到唐朝開元二十八年（740年）時的水平，據統計，可供五六十年之用。隋文帝年号为开皇，这一时期史稱「開皇之治」。隋朝在610年完工的大运河系統，鞏固中央對東南地區的統治，加強南北經濟、文化的聯繫，為經濟、政治上的大一統王朝盛世。然而文帝晚年剛愎自用，加重刑罰，为隋朝的覆灭奠定基础。隋文帝死後，其子隋煬帝一方面为修京杭大运河而调动了大量的劳动力，一方面又好大喜功、穷奢极欲、連年征戰，使农民不堪重负纷纷起义，導致隋朝迅速滅亡。隋朝國祚只有三十八年，是繼秦朝後的另一强大而短暂的大一統王朝。

### 唐朝

#### 空前盛世
隋朝在大业年间，使得各地民变不止。李渊见天下大乱，617年在太原起兵。不久占领隋都大兴城。李渊拥立杨侑为帝，于同年五月迫使隋恭帝禅位，建国唐朝，即唐高祖。都城大兴改名为长安。李渊建立唐朝后先后平定瓦冈军李密、西北金城的薛举、薛仁杲、武威的李轨、河东的刘武周、宋金刚、洛阳王世充与河北夏帝窦建德。623年辅公祏率杜伏威余部在丹阳反唐，隔年被唐军俘杀，江南平定。624年消灭高开道、辅公祏后唐朝基本统一中原。628年，柴绍率军消灭依附突厥的梁师都，唐朝统一战争最终结束。
626年李世民发动玄武门之变。李渊禅让帝位，成为太上皇。李世民继位，即唐太宗。唐太宗励精图治、纳谏如流，逐渐恢复唐朝的国力。在内政方面，唐太宗推行均田制与租庸调制，提升农业发展。在职官制度上，改良隋朝的制度，形成三省六部和科举选士制，限制皇权发展与贵族世袭等恶习。对外方面，唐太宗采取积极防御、以战止战的策略，以及用羁縻与武力的方式安抚四方。627年东突厥的藩属薛延陀、回纥、拔也古、同罗诸部因为不认同颉利可汗的政令与改革国俗，纷纷脱离，改立薛延陀部为可汗，突利可汗也归降唐朝。628年朔方人梁洛仁杀盘据夏州的梁师都，归降唐朝。629年李靖率骑兵奇袭攻灭东突厥，隔年北方各族入贡长安，诸民族尊称唐太宗为天可汗。635年派李靖攻占吐谷浑，637年派苏定方西征攻下西突厥，641年派文成公主与吐蕃赞普松赞干布通婚。这些都稳定唐朝与四方各国的关系。贞观时期国家安定，经济得到恢复和发展，史称“贞观之治”。

唐朝疆域變遷圖。本圖為完整呈現唐朝各時期的領土變遷，共分成貞觀元年（627年）、貞觀十四年（640年）、貞觀二十一年（647年）、顯慶五年（660年）、龍朔二年（662年）、麟德二年（665年）、總章元年（668年）、咸亨三年（672年）、儀鳳四年（679年）、開元三年（715年）、天寶十年（751年）、元和十五年（820年）、大中二年（848年）、大中三年（849年）、乾符二年（875年）

对外于659年消灭西突厥，疆域西扩至咸海与阿姆河一带，设立安西都护府于碎叶城（今吉尔吉斯托克马克市）。并且于葱岭以西设置十六个都督府，让吐火罗叶护、诃达罗支国王等等中亚君主兼任都督。在东方，与新罗联合灭掉东北强国高句丽和百济，并白江口之战击败日本援军。唐朝在朝鲜半岛建立安东都护府，也间接促使新罗统一朝鲜半岛，朝鮮成為之後一千三百年中國最重要的藩屬國。
660年起，高宗因健康原因，许多政事都逐渐交给武则天处理，武则天成为最高统治者之一，与高宗并称“二圣”。高宗去世后，太子李显即位，是为唐中宗。武则天不久将中宗废为庐陵王，改立四子李旦为帝，是为唐睿宗。武则天于690年废睿宗，即皇帝位，改国号为周，即武周，定都洛阳，改立李旦为皇嗣。武则天成为中国历史上唯一的女皇帝。在武则天掌权与称帝的期间，国家较贞观时期有更大的发展。武则天晚年，705年退位，史称神龙革命。

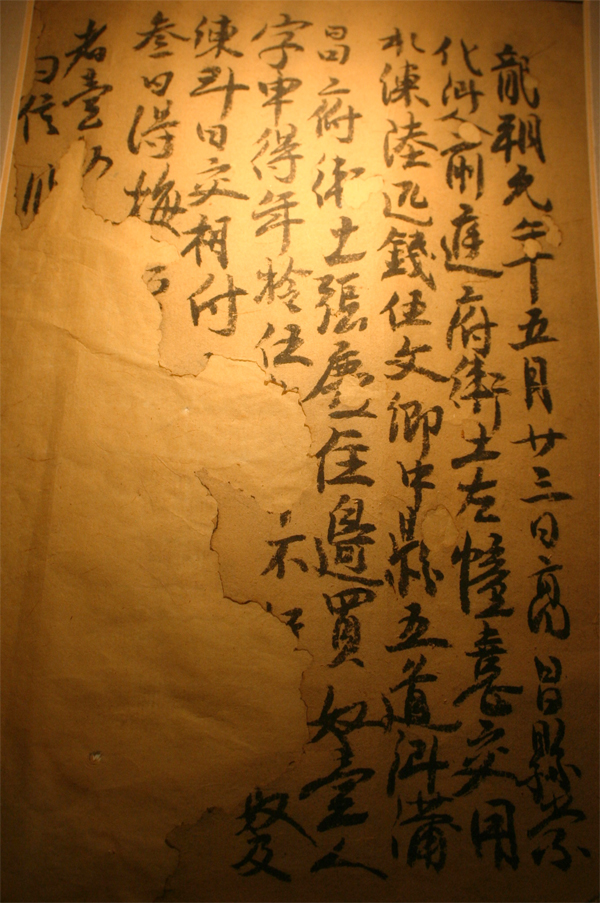
在中亞出土的一份以漢字書寫的奴隸買賣合同，紀錄了唐代一宗西域奴隸交易。顯示當時在中國存在的奴隸制

712年李隆基即位，即唐玄宗。唐玄宗时期可分为开元与天宝两个部分，其中前三十年开元时期的政治比较清明。唐玄宗提出以武、韦为戒，以贞观为榜样，作为执政的指导思想。他先后任用姚崇、宋璟、卢怀慎、张九龄与韩休等贤臣，并且广纳谏言。例如采纳张九龄的建议，将京官中有能之士外调为都督刺史以训练行政能力，又将有为的都督刺史升为京官。增进中央与地方的沟通、了解和信任。裁减武周中宗时期的员外官等冗官，精简机构以便节省开支与提升行政能力。严格执行法律，抑制权贵，就算是皇亲国戚犯罪，也绳之以法。对于稳定社会秩序产生良好的影响。加强执行均田制，打击土豪。发展农业生产，兴修水利，扩大耕地面积，大大提升农业生产力。对外方面，改善与吐蕃、东突厥、契丹与奚的关系，推行和亲政策。听从姚崇与宋璟的建议，充实边防军务，并且避免与外族发生战争。唐玄宗的这些措施使唐朝在开元年间进入全盛时期，人口大量增长，物产丰富，史称开元之治。

#### 安史之乱与地方割据
唐玄宗于742年改元天宝。唐玄宗晚年志得意满，放纵享乐，把政事交給李林甫、杨国忠處理，并宠幸杨贵妃。755年11月，安禄山以讨伐杨国忠为由发动叛乱，史称安史之乱。唐玄宗紧急南逃蜀地成都，途中发生马嵬驿之变，杨国忠与杨贵妃在愤怒士兵的要求下被杀。太子李亨前往灵武募兵。安禄山占据长安后建僭燕。七月，李亨抵达灵武后，在宦官李辅国拥立下称帝，即唐肃宗，奉唐玄宗为太上皇。
762年太上皇唐玄宗与唐肃宗相继去世，太子李豫（原名李俶）继位，即唐代宗。唐代宗派其子李适统领诸将，仆固怀恩为副，率唐军与回纥军攻克洛阳。史朝义北走范阳，仆固怀恩率军追击，河北叛将李怀仙也投降唐军，并一同追击。隔年正月，史朝义在石头（今河北唐山东北）自缢，八年的战乱才告平定。安史之乱成为唐朝历史上的转折点。藩镇割据、外族入侵、宦官专权与牛李党争等蜂拥而至，成为唐朝的内忧外患。779年唐代宗就在这些乱事中去世，长子李适继位，即唐德宗。
唐德宗在初期颇能励精图治，坚决削灭藩镇，藩镇对其较为敬畏。他起用杨炎推行两税法，以刘晏改革漕运，修改盐法，行常平法以改善财政。但是他为人刚愎忌刻，没有任人之明。唐德宗晚年任用奸臣裴延龄，并且亲昵宦官贪吏，国政日衰。805年唐德宗去世，太子李诵继位，即唐顺宗。唐代宗遗留下来的问题越来越严重，唐顺宗与唐宪宗都企图解决，其中唐宪宗较为成功，实现了元和中兴。唐朝中央的政治大权大多由皇帝与宰相掌控，但在天宝之后转变成皇帝与内廷宦官的联合，外廷宰相变成政治上的二流角色。在唐宪宗到唐宣宗期间，发生较长的党争，即称牛李党争。
846年唐武宗去世，宦官们发生权力斗争，其叔李忱在宦官马元贽的扶持之下即位，即唐宣宗。由于李党失势，李德裕被贬黜到崖州（今海南琼山），至此长达40年的牛李党争结束。唐宣宗雖是由宦官擁立的君主，但即位以后励精图治，加强皇权、抑制宦官权力，是时唐朝又出现短暂的复兴景象，史称大中之治。然而唐宣宗为人多疑苛察，使得上下莫不粉饰太平；他崇奉道教，一直希望能够通过服用丹药来长生不老。859年唐宣宗因服用丹药过度而去世。唐宣宗晚年，国内已有乱象，他死后不久就爆发寇乱。
唐宣宗去世后，相继为帝的唐懿宗与唐僖宗是著名的无道昏君，使唐朝的国势一直走下坡。政治败坏、社会贫富差距过大，不少叛乱相继发生，唐朝经济命脉的江南地区也被破坏殆尽，彻底动摇了这个政权，也产生李国昌、朱全忠等新藩镇。904年朱全忠杀崔胤，逼迫唐昭宗迁都洛阳，长安城被毁。同年8月朱全忠弑帝，另立昭宗子李柷为帝，即唐哀帝。隔年，朱全忠大肆贬逐朝官，并全部杀死于白马驿，投尸于黄河，史称白马之祸。朱全忠本想等统一后再夺取帝位，但因征淮南失利，所以早于907年逼迫唐哀帝禅让，建国后梁，唐朝亡，國祚二百九十年。唐朝灭亡后，五代十国时期开始。

### 五代十国
907年軍閥朱溫篡唐，建立後梁，定都汴京（今河南開封），朱温史称梁太祖。蜀王王建，晉王李存勖，燕王劉仁恭等起兵反對。908年，王建稱帝反梁，國號蜀，史稱前蜀。923年，李存勖殺劉仁恭之子劉守光，並進兵汴京（今河南開封），朱溫子梁末帝朱友貞自殺，後梁滅亡，李存勖定都洛陽，定國號唐，史稱後唐。
后唐庄宗李存勖定都洛阳后，力图恢复大唐的荣光。他见前蜀王氏无道，925年派郭崇韬攻入成都，不出七十日就灭了前蜀。至此，汉地诸藩国臣服，后唐庄宗成为长城以南整个汉地公认的唯一皇帝。但另一方面，后唐庄宗渐自大贪逸，宠信宦官、伶人，疏远旧将，内部矛盾激化。皇后刘氏和宦官与郭崇韬不和，向庄宗进谗言，结果郭崇韬被误杀，引来政局动荡和军人反叛。一个半月内，各地起兵反叛，后唐大乱。庄宗不得已，派李克用的养子李嗣源，往河北讨伐反叛，在嗣源的女婿石敬瑭的策动下，河北军立嗣源为帝，反攻洛阳。庄宗被伶人郭从谦所杀，史称兴教门之变，此后，李嗣源继皇帝位，是为后唐明宗。
926年，后唐明宗李嗣源即位后，也有相当治绩，朝政渐为安定。但军人安重诲专权，未能处理好与孟知祥、董璋的关系，两人发生内斗，孟知祥取胜，结果为后来后蜀脱离后唐独立埋下了祸根。明宗晚年病倒在床时，秦王李从荣以为明宗已死，起兵企图攻入皇宫，结果事败被杀。明宗得知秦王被杀，震惊之下驾崩，大臣妃子拥立宋王李从厚，是为后唐闵帝。闵帝即位后，采用削藩政策，引起潞王李从珂的叛乱，叛军攻入京师，而闵帝逃往河北，被姐夫石敬瑭设计除去其手下将士，为李从珂军士擒杀，从珂即帝位，是为后唐末帝。末帝与镇守太原的河东节度使石敬瑭不和，936年末帝下诏把石敬瑭调任，引来石敬瑭的叛乱。末帝发兵攻太原，石敬瑭向契丹借兵，辽太宗耶律德光亲率大军南下，唐军大败，937年，契丹与石敬瑭的大军攻入洛阳，1月11日末帝自焚而死，后唐灭亡。
936年，石敬塘建後晉，石敬塘為了獲契丹的支持，把燕雲十六州割讓給契丹，使之後中原的邊防受到嚴重威脅。后晋建国后一直处于动荡中，石敬瑭割地称儿的做法受到许多人的反对，包括他自己过去的亲信。石敬瑭本人到死没有改变依附契丹的政策，但国家多处发生叛乱如导致石敬瑭的两个儿子被杀的范延光、张从宾之乱、安重荣、安从进之乱等。种种事情给他带来了极大的打击。为了对付叛乱，石敬瑭加重严刑峻法，同时非常猜忌自己的手下。石敬瑭死时，立石重贵为继承人,是为后晋出帝。石重贵是他的侄子，因为在战场上立战功获得石敬瑭的赏识。但石重贵仅是一勇之夫，根本无法在国家面对困境下应付各种政治问题。石重贵登基后决定渐渐脱离对契丹的依附，他首先宣称对耶律德光称孙，但不称臣。契丹对此当然不能坐视。944年契丹伐晋，双方在澶州（今河南濮阳南）交战，互有胜负。945年契丹再次南征，后晋出帝亲征，再次战败契丹。947年，契丹第三次南下，后晋重臣杜重威、李守贞和张彦泽率军向契丹投降，后晋丧失主力，契丹派张彦泽率先部入开封。后晋出帝被迫投降，全家被俘虏到契丹。后晋灭亡。大將劉知遠乘機率軍入汴京，建立後漢。
后汉高祖刘知远为世居太原的沙陀人，原为五代后晋河东节度使。947年，乘契丹陷开封而于太原称帝，后汉建立，948年刘知远二子刘承祐嗣位，即后汉隐帝。950年李守贞等藩镇发生叛乱，后汉隐帝命郭威平之。但郭威出镇天雄军时，汉隐帝猜忌郭威，欲杀之，郭威进而反叛。
950年，郭威發動兵變，奪得帝位，建立後周，郭威是为后周太祖。郭威死后由其养子（本身是其内侄）柴荣继位，是为后周世宗。959年，後周世宗柴荣死後，后周恭帝即位，随后960年趙匡胤發動兵變，奪得帝位，建立宋朝，五代结束。
后北宋渐灭全国藩镇，963年灭荆南，965年灭后蜀，971年灭南汉，975年灭南唐，978年吴越国归降，979年，宋太宗消滅北漢，統一中原，至此五代十國時期完全結束。

## 宋辽夏金并立时期

### 宋朝
宋朝是繼唐朝後又一個長達三百年的皇朝，分為北宋和南宋。960年，後周大將趙匡胤發動兵變建立北宋，是為宋太祖，定都汴京（今河南開封市），又稱東京。

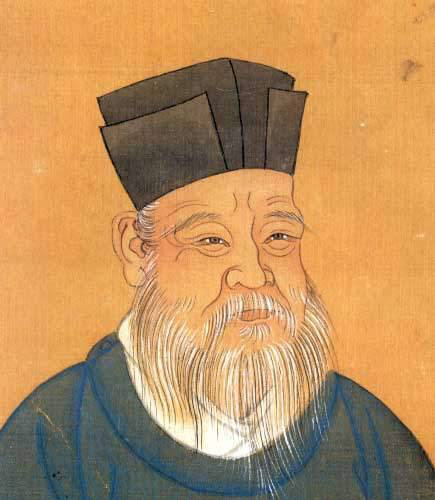
朱熹在乾道三年（公元1167年）到岳麓书院与张栻论学，举行了历史上有名的“朱张会讲”，推动了宋代理学和中国古代哲学的发展，

北宋時期中國出現印刷術。當時中國經濟發達，中國海上貿易十分興盛，福建泉州市一帶成為繁華的港口，財政收入超過一億兩白銀，首都開封和杭州人口達到100萬和120萬人口，各國商人雲集，文化也極盛，出現程頤、朱熹等理學家，提倡三從四德。與唐詩並駕齊驅的宋詞，有蘇軾、歐陽修、黃庭堅、李綱、辛棄疾、陳與義、陸游、文天祥等詞文優秀的詞人，出現中國歷史上最著名的女詞人李清照，社會文化發達，出現白蛇傳、梁祝等浪漫愛情傳說。
宋神宗時，因著王安石變法，發生分別以王安石、司馬光為首的新舊党爭，增加社會的不安，新舊黨爭長達三十多年，影響深遠，也使改革失敗。燕雲十六州在北方契丹族建立的遼朝手中（五代中的後晉高祖“兒皇帝”石敬瑭所獻），河西走廊被党項族建立的西夏趁中原內亂占據。北宋雖然曾多次出兵討伐遼和西夏，但均以失敗告終，其後不得不向日益坐大的遼和西夏交納歲幣，以維持和平。
1115年的松花江流域女真族建立的金國勢力逐漸強大，1125年，金國滅遼國。之後金國開始進攻積弱的北宋，1127年（靖康元年）金國攻破北宋首都汴京（今河南開封），俘虜三千多名皇族，其中包括當時的皇帝宋欽宗和太上皇宋徽宗，因為欽宗其時的年號為靖康，史稱靖康之變，北宋至此滅亡。1127年，宋欽宗之弟趙構於南京應天府（今河南商丘市）即皇帝位，是為宋高宗，定都臨安（今浙江省杭州市），史稱南宋。南宋曾多次派兵和金交戰，試圖北伐，宋金1142年達成紹興和議，導致宋金南北分治的局面。此後宋金亦有和戰，但是宋軍無法收復北宋故土，金軍亦未能跨越長江和淮河，宋金雙方都未有突破，在秦嶺淮河線對峙。期間南宋政權先後有秦檜、韓侂冑、史彌遠、賈似道等權相專權，皇帝逐漸怠忽政務。1234年，蒙古與南宋聯合滅金。隨即蒙古與南宋對抗，經歷大規模血腥戰爭（如襄樊之戰、釣魚城之戰）。1271年忽必烈建立元朝，定都大都（今北京）。1276年，蒙古攻破臨安，佔領南宋大部分領土。1279年，元軍與南宋崖山海戰，8歲的小皇帝趙昺被陸秀夫背著跳海殉國。崖山海戰以元朝的勝利告終，偏安江南一百五十年的南宋隨之滅亡。

### 遼朝（契丹）

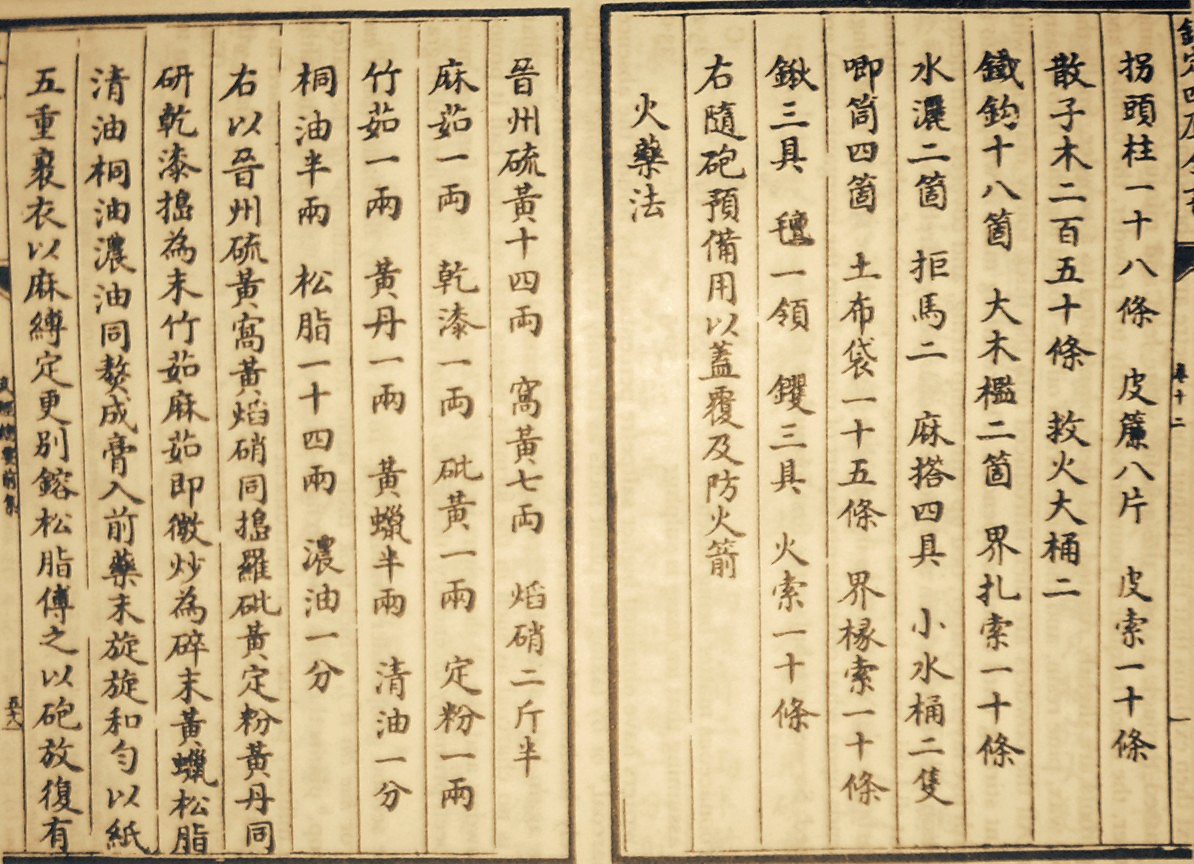
世界最早的火藥制方

遼由契丹族建立。契丹與秦漢時的東胡、魏晉南北朝的烏桓、鮮卑有著淵源關係，遊牧於遼河流域。安史之亂後，唐朝統治衰微，突厥也被回鶻取代，契丹趁機發展，9世紀後期日益強大。契丹軍事首領耶律阿保機於公元907年推翻了聯盟首領遙輦氏，任契丹部落聯盟首領。
916年，耶律阿保機建立契丹國，稱帝建元，即遼太祖，都臨潢府（今內蒙巴林左旗），成為中原最大威脅。公元944年南下中原，946年陷開封，滅後晉，947年改國號大遼。1005年辽朝与北宋签订澶渊之盟，从此宋辽的和平局面长达一百多年。
遼末政治腐敗，完顏阿骨打建金抗遼。遼天祚帝率兵親征，在護步答岡（今黑龍江五常市以西）大敗，金朝連連告捷，中京大定府、西京大同府、南京（燕京）析津府相繼陷落。公元1125年金太宗俘虜遼天祚帝，遼亡。立國凡二百一十年。餘部在耶律大石率領下，經漠北可敦城西征中亞，建立西遼，最終亡於大蒙古國。

### 西夏
党項融合了鮮卑與羌兩個民族，原先居住在今青海省東南部黃河河曲一帶，隋唐、五代十國時期向外擴展、遷移，其中遷到夏州（今陝西橫山縣）一部叫「拓跋部」，受唐朝賜姓李。宋朝建立後，勢力逐漸壯大，向遼朝稱臣請婚，遼冊封李繼遷為夏國王，從此與遼結成犄角之勢，困擾宋朝。李德明（李繼遷之子）之子李元昊繼位後，不斷開拓疆土，於1038年稱帝，國號夏，史稱西夏，都中興府，統一河西地區，先后在战争中迫使宋辽两国与其议和，此后西夏采取依辽和宋的政策，换取了几十年的和平。夏崇宗时期金國兴起并一举灭掉辽國、北宋，西夏向金國称臣，趁机大幅扩张领土，夺取宋辽故土，进入盛世时期。西夏末皇室內部一再出現爭奪皇位的事件，在蒙古帝國的威脅下，搖搖欲墜。公元1226年，成吉思汗率大軍圍困中興府達半年，西夏末代統治者帝晛於公元1227年6月向蒙古投降，西夏亡。立國一百九十年。

### 金朝

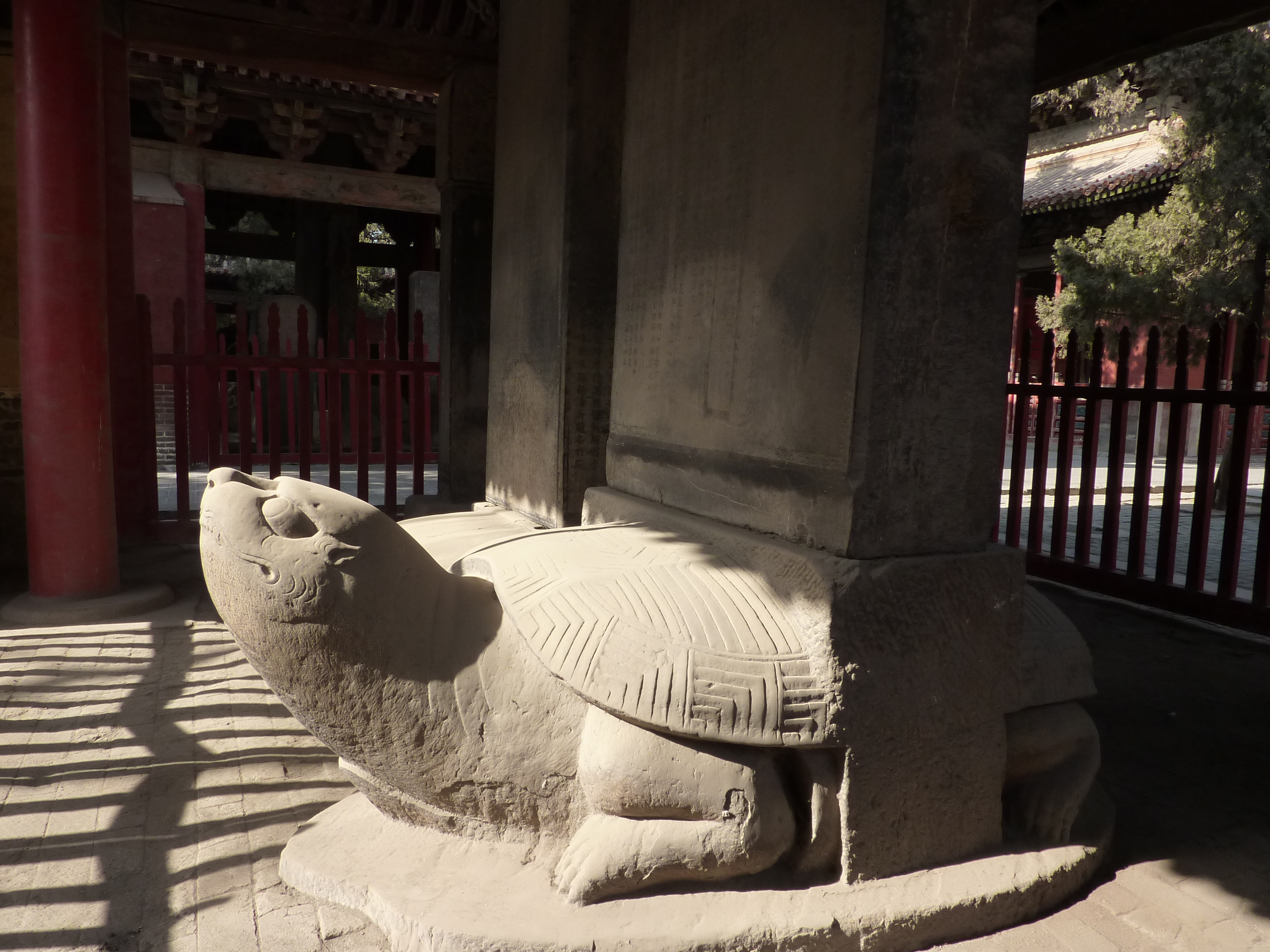
金代皇室墳墓的贔屓

女真即隋唐時的黑水靺鞨。五代時臣服於契丹。其中一部--完顏部，於11世紀初定居在黑龍江的支流阿什河流域，勢力日漸強大，逐渐吞併了女真各部。完顏部首領烏古乃死後，各部落分崩離析，爭鬥不斷，完顏部聯盟長完顏盈歌、國相完顏撒改、盈歌之侄阿骨打重新統一，奠定此後金國基礎。完颜阿骨打繼任聯盟長後，獲悉遼國內部虛弱的消息，於1114年起兵反遼，先後攻下寧江州、出河店、賓州、咸州等地。遼天慶五年（公元1115年）完顏阿骨打稱帝，建國大金，都會寧府（今黑龍江省哈尔滨市阿城区南白城子）。公元1125年滅遼。滅遼後，金國將矛盾指向北宋。宣和七年（公元1125年）十一月金軍南下，十二月陷燕京，次年正月兵臨開封。靖康元年八月再次南下，於靖康二年（公元1127年）四月陷開封，俘虜徽欽二帝北去，北宋亡。南宋建立後，金國加緊統一腳步，但在黃天蕩之戰中受挫，郾城之戰大敗，此後宋金雙方都未有突破，金世宗即位後，30年中不再發動戰爭，女真逐漸腐敗，戰鬥力下降，宣宗時，有所謂貞祐之亂，盜賊滿野。蒙古滅西夏後，矛頭指向金國，於公元1211年大舉攻金，迫近中都燕京（今北京市），金軍雖有「震天雷」、「飛火槍」等新式武器，但當時政治腐敗，將領毫無鬥志，於野狐嶺戰役、澮河堡戰役、縉山戰役中大敗，主力被全殲，被迫求和。
公元1214年，金宣宗為避敵鋒芒，由中都遷都南京（今開封市）。公元1215年，成吉思汗佔領中都（今北京市），黃河以北之地盡為蒙古所有。窩闊台繼位後，分南北兩路攻開封，金哀宗逃往歸德、蔡州。宋理宗端平元年、金哀宗天興三年（公元1234年）正月，蔡州城破，金亡。立國一百二十年。

## 元朝

### 蒙古的崛起

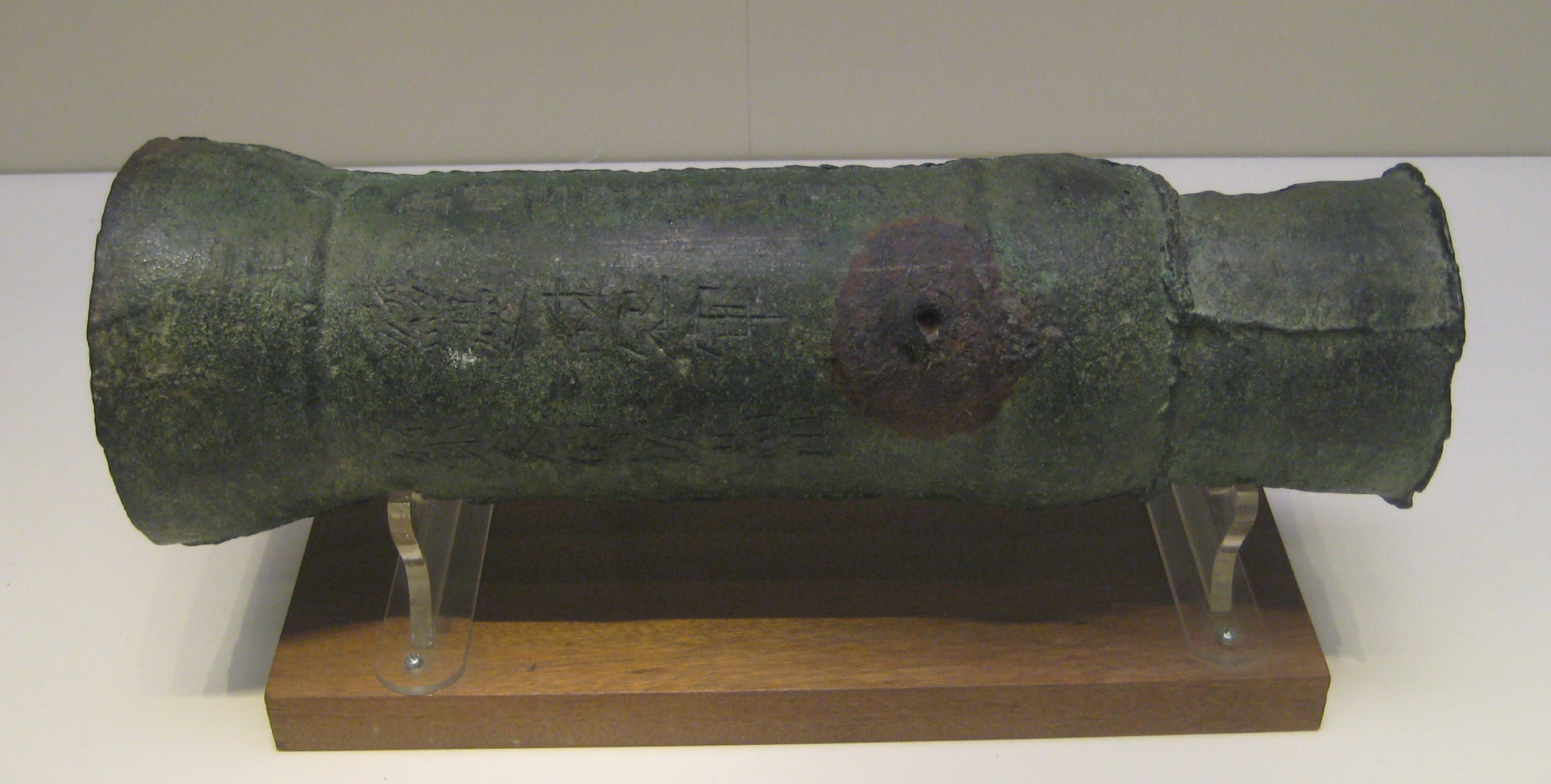
元代（1332）火器

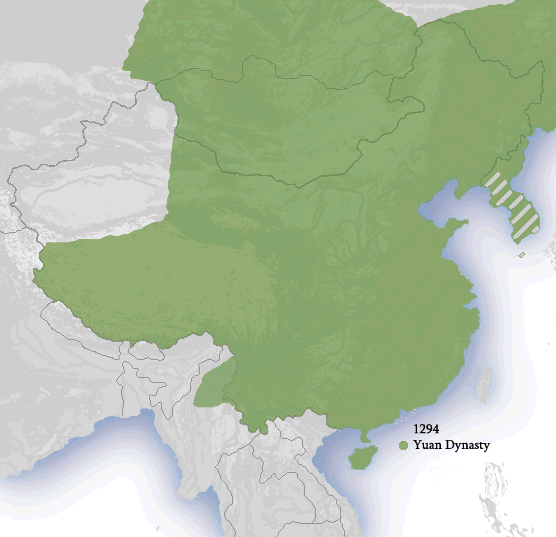
1294年的元朝疆域图。其中綠色部份為元朝疆域，绿白相间部分为元朝附属国高丽

1206年成吉思汗统一漠北诸部，于斡难河（今鄂嫩河）建立大蒙古国。当时蒙古的宗主国为金朝，由于金朝与其盟国西夏走向衰落，蒙古先后攻打西夏与金朝，并于1227年8月攻灭西夏，1234年3月攻灭金朝，完全领有华北。在西方，蒙古先后发动三次西征，使蒙古帝国称霸欧亚大陆。
1259年元宪宗蒙哥于征伐宋战争去世后，1260年5月5日忽必烈在部分宗王和蒙汉大臣的拥立下于开平（后称上都）自立为蒙古皇帝，年号中统。忽必烈登基后不久，阿里不哥在蒙古帝国首都哈拉和林召开忽里勒台大会，被阿速台等宗王和大臣选立蒙古大汗，并获得钦察、察合台与窝阔台汗国的支持。
忽必烈汗为了成为中国皇帝而推行汉法，主要内容有改元建号，1267年忽必烈汗迁都燕京（今北京市），并命刘秉忠兴建大都城。1272年改为大都（突厥语称汗八里，帝都之意），将上都作为陪都。1271年12月18日，忽必烈汗公布《建国号诏》，取《易经》中“大哉乾元”之意，将国号由大蒙古国改为大元，建国元朝，忽必烈即元世祖；1260年设立中书省，1263年设立枢密院，1268年设立御史台等等国家机构；设置大司农并且提倡农业；尊孔崇儒并大力发展儒学等推行汉法的政策。然而为了保留原蒙古制度，最后形成蒙汉两元政治。元世祖虽然于争夺汗位战争获得蒙古大汗的汗位，并且最后成为皇帝，但由于汗位取得不合法与崇尚汉法，使得蒙古宗室不承认忽必烈的汗位，四大汗国有三国不奉忽必烈的命令，蒙古帝国完全解体。最后窝阔台系的海都出兵争夺汗位，造成漠北地区动荡不安，史称海都之乱。
1279年3月，張弘範在崖山海战攻灭南宋，陆秀夫身揹8岁的小皇帝宋幼主赵昺投海而死，南宋亡。元朝统一中国，结束自靖康之乱以来百余多年的分裂局面。元朝周边一些国家或地区（包括高丽、安南、占城、缅甸）臣服，加入元朝的朝贡关系。

### 中期的统治

元代“至元通行宝钞”钱贯

1294年元世祖驾崩，元成宗继位。元成宗主要恪守元世祖时期的成宪，任用其侄海山（答剌麻八剌之子）镇守和林以平定西北海都之乱，并且下令停止征讨日本与安南。在内政方面专力整顿国内政治，减免江南部分赋税。然而，由于元成宗过度赏赐，入不敷出，使国库资财匮乏。1307年正月，元成宗驾崩，海山之弟爱育黎拔力八达与右丞相哈剌哈孙发动大都政变。元武宗因爱育黎拔力八达有功，册封他为皇太弟（即未来的元仁宗），相傳武宗系与仁宗系交替称帝，即武仁之约。元武宗时期，加封孔子为“大成至圣文宣王”，并给予孔子的家族与弟子一些称号。为解决元成宗时期的财政危机，元武宗设置常平仓以平抑物价，下令印制至大银钞，然而反而使银钞严重贬值。此外他将中书省宣敕与用人权划归给尚书省。1311年元武宗逝，由皇太弟爱育黎拔力八达继位，是为元仁宗，这次是元朝首次和平继承帝位。
元仁宗力图改变元武宗时造成的财政枯竭、政制混乱的局面，他推行“以儒治国”政策，并且减裁冗员、加强中央集权以整顿朝政。其子元英宗继续实行元仁宗的以儒治国、加强中央集权和官僚体制的政策，并于1323年下令编成并颁布元朝正式法典《大元通制》。1323年英宗在上都以南的南坡被刺杀，史称南坡之变。镇守和林的也孙铁木儿率兵南下，杀掉行刺元英宗的叛臣并称帝，即泰定帝。
泰定帝于1328年七月崩于上都，七岁的阿速吉八为帝，是为元天顺帝。而镇守大都的燕帖木儿与伯颜拥立周王和世琜于漠北、怀王图帖睦尔于江陵，同年图帖睦尔先至大都继位，是为元文宗。燕帖木儿率军攻入上都，天顺帝不知所终。隔年和世琜于漠北和林称帝，即元明宗。元文宗放弃帝位，派燕帖木儿迎元明宗继位，并且被立为皇太子。然而燕帖木儿毒死元明宗，复位元文宗，改元天历，史称天历之变。
1333年元文宗去世后，仅七岁的明宗次子懿璘质班为帝，是为元宁宗。但元宁宗仅在位不到两个月即去世，不久后燕帖木儿也去世。元明宗的长子妥欢贴睦尔被文宗皇后卜答失里从静江（广西桂林）召回并立为帝，是为元順帝。元朝长期处于继承权问题、贪污、权臣擅政的恶习，使得政治总是无法上轨。这种不稳定的朝廷如果又遇到天灾人祸的干扰，往往导致国家的覆没。元朝后期，特别是1340年代中后期至1350年代期间，干旱、瘟疫与水灾时常发生，黄河地区水患尤其严重。1351年红巾军的起事，揭开元朝灭亡的序幕。

### 民变与灭亡
元廷派兵镇压各地红巾军，丞相脱脱亲自率军南下攻陷徐州芝麻李军，一度压制民变军。然而脱脱在1354年南攻高邮张士诚军之际，被元廷大臣弹劾而功亏一篑。徐寿辉部最后分裂成两湖的陈友谅与四川的明玉珍。两淮郭子兴的部下朱元璋于1356年以南京为根据地开始扩充地盘；1363年与据有两湖的陈友谅作战，最后于鄱阳湖之战获得胜利；1365年占领两湖后于同年冬东进攻打据有江苏沿海的张士诚；1367年平定张士诚后，继续南下压制浙江的方国珍，至此江南无一人反抗朱元璋。另外，福建于1357年至1366年间发生色目军乱，史称亦思巴奚兵乱。与此同时，元朝在察罕帖木儿和李思齐等率领元军反击北方红巾军，1363年北方红巾军最后在安丰之役中败给降元后的张士诚，刘福通战死，韩林儿南下投奔朱元璋，随后被杀。朱元璋统一江南后于1367年下令北伐，他派徐达、常遇春率明军分别攻打山东与河南，并且封锁潼关以防止关中元军进援中原。明军于1368年八月攻陷元大都，元順帝北逃，史书称此为元朝结束之年。然而元廷仍在上都，往后史书称之为北元。而明廷认为他顺天明命，谥号为顺帝。

## 明朝

### 建国与统一
元朝末期，官员贪污，朝政腐败。为消除赤字，元廷加重赋税，大量滥印新钞“至正宝钞”，随之产生的通货膨胀加上荒灾、黄河泛滥等天灾使得民不聊生。1351年元顺帝派贾鲁治理黄河，征调各地百姓二十万人。同年五月，白莲教韩山童与刘福通煽动饱受天灾与督工苛待的百姓叛元起事，建立红巾军，据有河南与安徽等地。红巾军与各地义军陆续起事，势力扩张到华中、华南地区。隔年，红巾军的郭子兴聚众起义，攻占濠州（今安徽凤阳）。不久，朱元璋投奔郭子兴，屡立战功，得到郭子兴的器重和信任。之后，朱元璋离开濠州，发展自己的势力。1356年朱元璋率兵占领集庆（今江苏省南京市），改名为应天府，并攻下周围一些军事要地，获得一块立足的基地。经过几年努力，其军事和经济实力迅速壮大。1359年，陳友諒挾持徐壽輝，遷都江州（今江西九江），自立為漢王。次年（1360年）閏五月十六日，其在採石五通廟登基稱帝，國號漢，改年號為大義，建立陳漢政權。1363年，朱元璋通过鄱阳湖水战，陳友諒势力被消灭。1367年朱元璋自称吴王，率军攻下平江（今江苏省苏州市），灭张士诚，同年又消灭割据浙江沿海的方国珍。
1368年正月，朱元璋于南京称帝，即明太祖，年号洪武，明朝建立。同年攻占元大都，元朝势力撤出中原，在全国的统治结束。之后1371年消灭位四川明玉珍势力，1381年消灭据守云南的元朝梁王。最后，于1388年深入漠北进攻北元。

### 前期的巩固

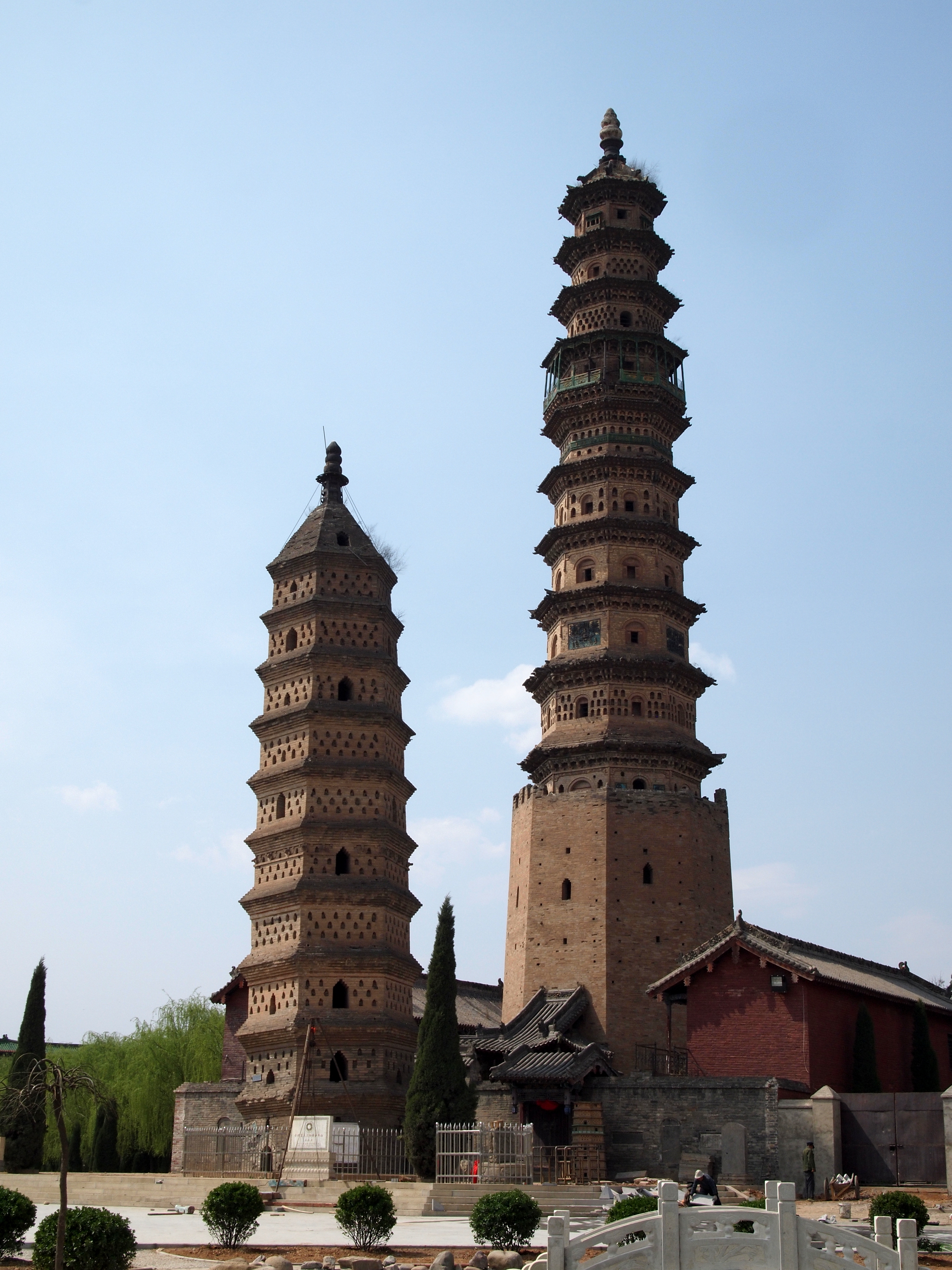
山西海会寺雙塔，分别是高約20餘米的宋代樓閣式磚塔，和高約50米明代樓閣式磚塔

明太祖洪武帝即位后一方面减轻农民负担，恢复社会的经济生产，改革元朝留下的糟糕吏治，惩治贪污的官吏，社会经济得到恢复和发展，史称洪武之治。明太祖通过屠殺功臣、特务监视等一系列方式加强皇权，并且分封诸子为王，以加强边防，藩屏皇室。诸王之中，以北方诸王势力较强，又以燕王朱棣的势力最大。1398年洪武帝驾崩，由于太子朱标早死，由皇太孙朱允炆即位，年号建文，即建文帝。为巩固皇权，与亲信大臣齐泰、黄子澄等密谋削藩。结果燕王朱棣在姚广孝的建议下以“清君侧，靖内难”為藉口起兵反叛，最后迂回南下，占领京师，是为靖难之变。朱棣即位，即明成祖，年号永乐。建文帝在宫城大火中下落不明。

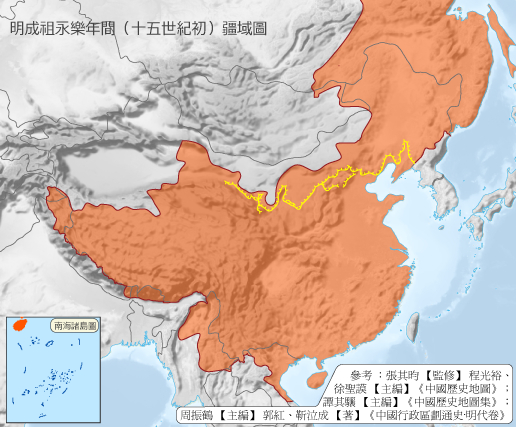
明成祖時期疆域

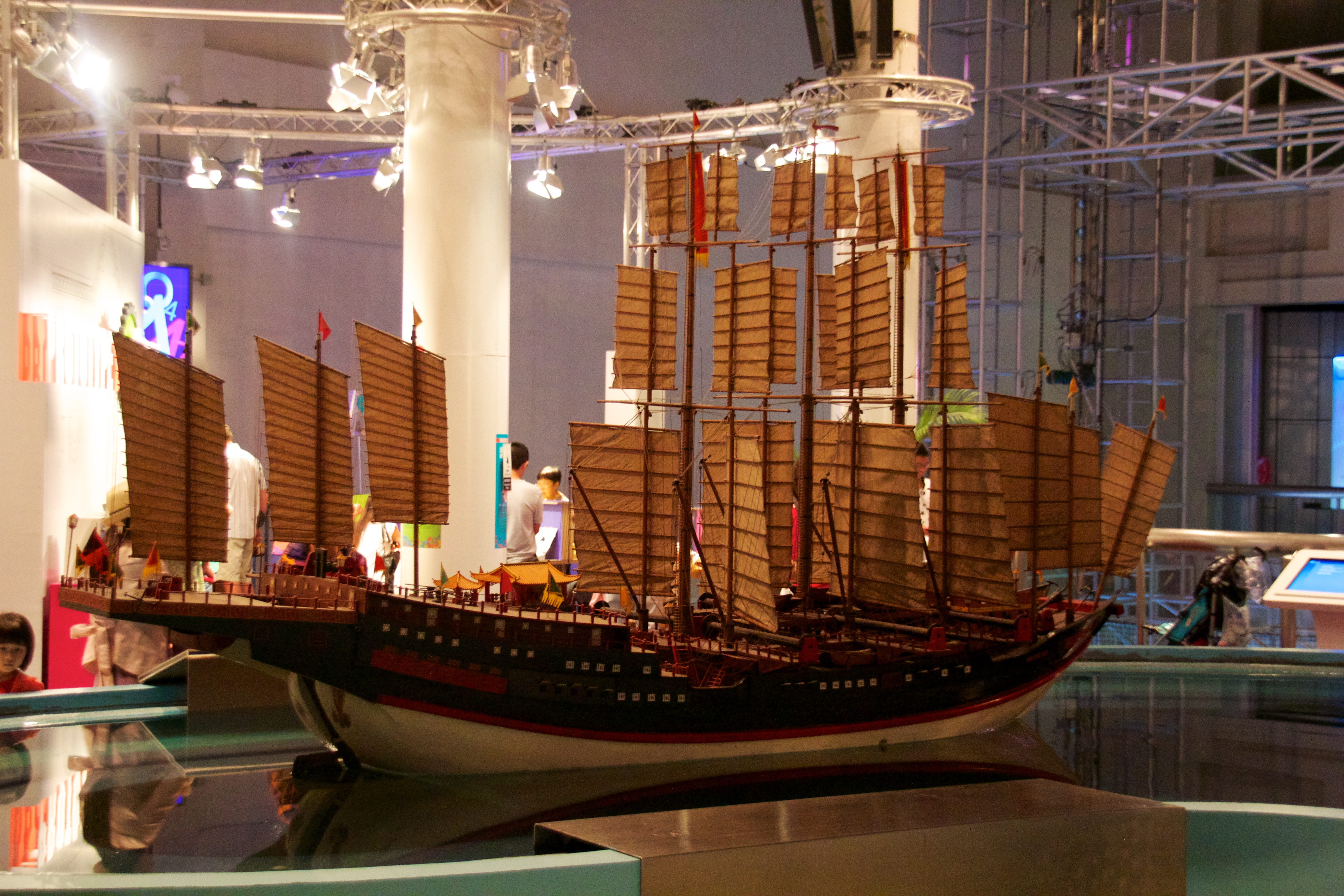
明朝十二帆宝船的模型

继洪武之治，明成祖、明仁宗与明宣宗相继兴起永乐盛世与仁宣之治，这是明朝的兴盛时期之一。永樂帝出击安南，将安南纳入明朝版图，设立交趾承宣布政使司。明成祖之后又亲自五入漠北攻打北元分裂后的鞑靼与瓦剌。明成祖为安抚东北女真各部，在归附的海西女真（位于松花江上游）与建州女真（位于松花江、牡丹江之间）设置卫所，并派宦官亦失哈安抚位于黑龙江下游的野人女真。1407年亦失哈在黑龙江下游东岸奴儿干地方（元朝征东元帅府旧地）设置奴儿干都司。自1405年开始派宦官郑和下西洋，向各国交往、宣示威德以及建立朝贡体制，郑和下西洋前后七次，船队足迹遍布东南亚、南亚、阿拉伯半島和東非地区。其规模空前，扩大明朝对南洋、西洋各国的影响力。文治方面，明成祖修大型类书《永乐大典》。1405年明成祖将北平改名北京，1421年迁都。因为永乐年间天下大治，并且大力开拓海外交流，所以有学者将这段时期称为永乐盛世。但是明成祖同样对异议者大肆杀戮，诸如黄子澄、齐泰等建文帝旧臣等都被杀。
明成祖驾崩后，其长子明仁宗，年号洪熙。洪熙帝即位時47歲，年龄已经偏高，即位仅一年就驾崩。其统治偏向保守固本，任用“三杨”（杨士奇、杨荣、杨溥）等贤臣辅佐朝政，停止郑和下西洋和对外战争以积蓄民力，鼓励生产，宽行省狱，力行节俭。明仁宗驾崩后长子朱瞻基即位，是为明宣宗，年号宣德。宣德元年，皇叔漢王朱高煦發動叛亂造反，企圖效法父親永樂帝爭奪帝位未果，被宣德帝平定。宣德帝基本继承父亲的路线，实行德政治国，并讓鄭和最后一次下西洋。明宣宗同样热爱美术，有画作传世。但是，其执政期间也并非毫无弊端。由于明宣宗喜好养蟋蟀（古名“促织”），许多官吏因此竞相拍马，被称为“促织天子”。同时，宣德帝打破洪武帝留下的宦官不得干政的规矩，一些太监如王振等人开始干政，为明中葉的太监专权埋下隐患。1435年明宣宗去世，九岁的朱祁镇继位，即明英宗，年号正统。

### 危机与改革
1440年後，蒙古西部的瓦剌逐渐强大，经常在明朝边境一带生事。1449年，明英宗朱祁鎮於北伐瓦剌時在土木堡戰敗被俘，雖然瓦剌軍在北京保衛戰時被打敗，但明朝從此不再像永樂、洪熙、宣德般的繁盛，開始衰落，疆域不再擴張，並加強邊防及修築明長城。
明英宗被俘，皇位空缺，瓦剌利用手上的肉票皇帝，不斷向明朝勒索金銀。權臣于謙立英宗之弟明景帝即位，抗擊瓦剌。瓦剌見手上的英宗已經成為無價值的太上皇，於是答應英宗返國的要求。
英宗回到北京後，被親弟景帝嚴密監視，但數年軟禁中的他在1457年發動奪門之變復辟，改元天順，他成為明朝唯一一個使用兩個年號的皇帝。

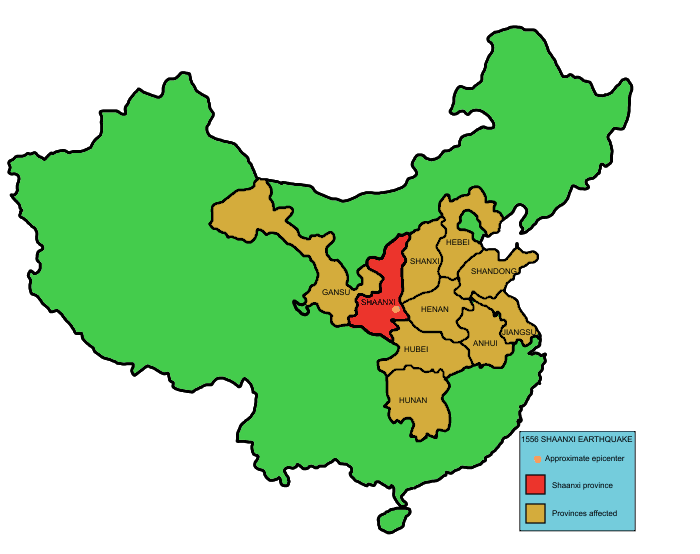
1556年嘉靖大地震，人类历史上死亡人数最多的一次地震

英宗之後的成化帝早年勤政，後期寵信萬貴妃與宦官汪直，罷黜汪直後，國勢尚可。成化帝死後，其子弘治帝勤於政事，開創弘治中興，死後由正德帝繼位，在位期間曾先後平定安化王與寧王發動的兩場宗室內亂。正德帝沉湎於聲色犬馬，不理國政，造成叛變頻繁。正德帝無子，死後由宗室嘉靖帝繼承，嘉靖帝早年勤政，晚期迷信方士道教，政治日益貪污腐敗。在正德與嘉靖兩帝之間，先後宦官劉瑾與其八虎集團、麥福、黃錦、陳洪，內閣首輔楊廷和、夏言、嚴嵩、徐階之間，內閣與宦官的政治鬥爭，明朝逐漸中衰，社會矛盾萌發。
1556年陕西省华县发生约8级的大地震，是中国历史上人口稠密地区影响广泛和损失惨重的著名历史地震之一，这次地震导致大范围的山体倒塌，河流改道，人员死伤极为惨重（死亡83万人）。同时也导致明朝国库连续两年亏空，地震引发的自然灾害和瘟疫导致明朝政府税收减少，对明朝的国力和财政状况亦造成不同程度的影响。
隆慶帝和萬曆帝初期，在內閣首輔高拱和張居正及宦官馮保的輔政之下曾一度中興，國勢鼎盛，此時銀錢透過國際貿易流入中國，明朝經濟達到全盛。萬曆年間，日本太閤豐臣秀吉發動朝鮮之役，使明朝投入大量的兵力與軍費去清剿日軍，國力因而消耗甚烈，但使朝鮮重新處於明朝的控制。其後而明神宗因為寵幸郑贵妃而引發國本之爭，開始怠政而不上朝理政，政治日益腐化。

### 衰败与灭亡
明光宗由明神宗手上接過天子的寶座，卻在一個月間突然駕崩，由其子天啟帝繼承皇位。天啟帝熹宗喜歡木匠工作，任用宦官魏忠賢來分擔朝廷的業務，魏忠賢與其手下的閹党把持朝政，造成東林黨爭，政治更加腐敗，國勢更衰。
1626年，北京西南隅的工部王恭廠火藥庫發生  王恭厰大爆炸，造成2萬多人死傷。同年熹宗在西苑遊玩時不慎落水，一年後死去。熹宗之弟崇祯帝即位後，消滅閹党，力圖振作，但由於明朝末年行政混亂加上明清小冰期、鼠疫等严重的自然灾害，明末民變終於爆發。1644年，起義首領李自成攻克北京，崇祯帝自縊身亡，歷二百七十七年的明朝滅亡。
明朝晚期，居住在東北地區的女真人（即後來的滿族）在努爾哈赤與皇太極父子帶領下開始興盛起來，與明朝抗衡。明督師孫承宗、袁崇煥修築關寧錦防線，抵禦女真人，取得寧遠之戰、寧錦之戰的勝利，並擊退圍攻北京的女真兵馬。1630年，大淩河之戰後，明朝遼東勢力衰落，關寧錦防線開始瓦解，女真人曾五次突破長城攻打北京。1633年，山西爆发“明末大鼠疫”并传至北京城，造成大量人员死亡，加速明朝灭亡。女真人終於在1644年李自成攻克北京後不久，驅逐李自成，進入北京。
南方大臣先後擁護福王朱由崧（弘光）、唐王朱聿鍵（隆武）、桂王朱由榔（永曆）為帝，史稱南明，最終因實力不足及政治內鬥為清軍所滅。
明朝舊臣鄭成功從褔建沿岸廈門和金門攻取臺灣，並驅逐那裡的荷蘭殖民者。鄭成功死後，他的孫子鄭克塽投降清軍，大清王朝將台灣併入中國版圖。
明朝时，黄河决溢143次，如1410年黃河氾濫事件。崇祯元年至十四年（1628-1641年）里，有11年黄河发生决口，史不绝书。

## 清朝

### 滿人的兴起
明朝万历初年，董山的后代觉昌安与其子塔克世偕同明朝辽东总兵李成梁，以建州右卫王杲叛乱为由攻灭王杲与其子阿台，然而觉昌安父子也在混战中死亡。1586年明廷袭封塔克世之子努尔哈赤为指挥使作为补偿。
努尔哈赤以祖、父遗留的十三副遗甲崛起，统一建州女真后陆续并吞女真各部，并与漠南蒙古友好。1616年努尔哈赤在今中国东北地区建国称汗，建立后金，定都赫图阿拉（即兴京，今辽宁新宾）。建州女真国力日盛，1616年努尔哈赤在建立八旗制度后于赫图阿拉称汗立国。两年后他以“七大恨”为由起兵反明。努尔哈赤在1619年的萨尔浒之战中，击败杨镐指挥的明军、朝鲜与叶赫联军；接连占领沈阳、辽阳、抚顺等辽东城市，随后战事集中于辽西地区。努尔哈赤最后于1626年的宁远战役中被袁崇焕的红衣大炮击败，不久逝世。
第八子皇太极历经权力斗争后继位。皇太极即位之后，针对努尔哈赤时期的社会矛盾进行了一系列改革，史称“天聪新政”。还继续完善和扩大蒙古八旗、汉军八旗，设立理藩院管辖蒙古等地事务。将都城沈阳易名盛京，更改女真族名为满族，1636年在盛京称帝，改年号为崇德，国号为大清。随后成功降伏西边蒙古察哈尔部，漠南蒙古归附清朝。另外，皇太极亲征朝鲜并使朝鲜成为大清的藩属。接着，皇太极经察哈尔绕道入侵明朝首都北京。1643年皇太极病死，在其長子豪格，及其弟多爾袞的一場政治鬥爭後，由第九子福临继位，是为顺治帝。
1644年，吴三桂引清兵入关，清朝将首都迁到北京，清朝入主中原。从入关到其后的数十年时间内，在明清戰爭陆续消灭了农民军、南明和明郑等势力。后来清廷实行奖励垦荒、减免捐税的政策。并且正式开科取士，追尊崇祯帝与明朝忠臣。

### 前期的盛世

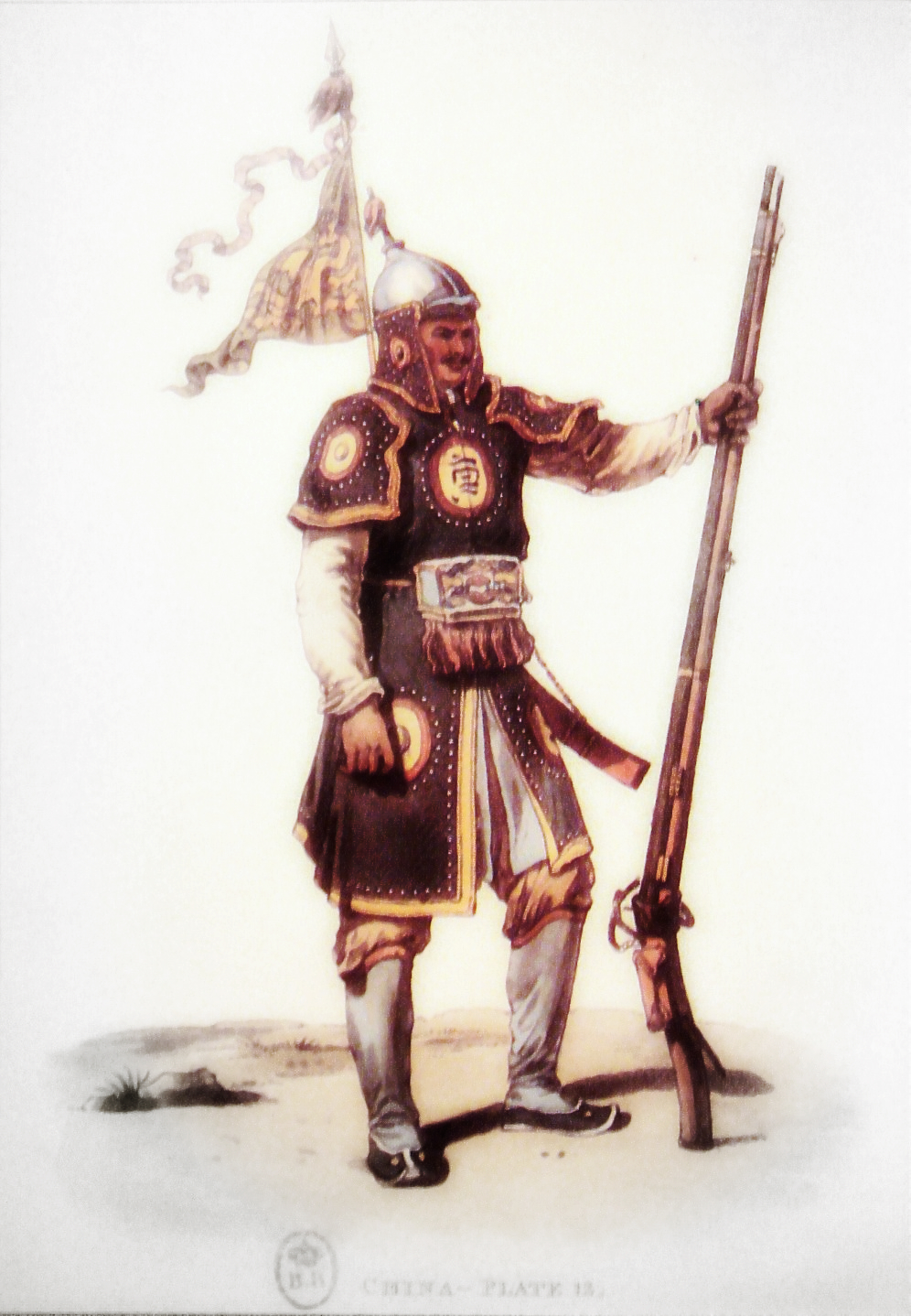
清朝早期規定各省綠營鳥銃兵佔全數一半，隨着火器技术日漸成熟，至清中葉鳥銃兵已完全取代弓兵

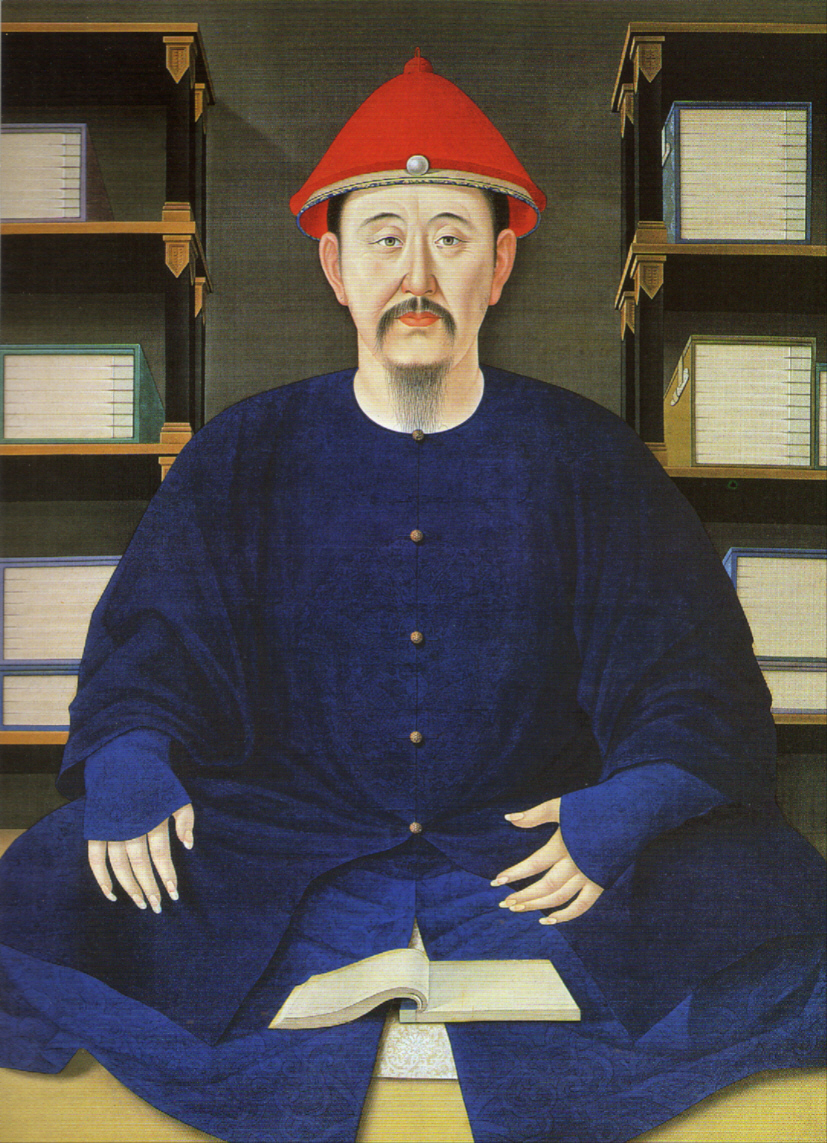
《康熙帝讀書像》

1661年顺治帝逝世，其子8岁的康熙帝即位，初由孝莊文皇后及索尼、遏必隆、蘇克薩哈與鰲拜等四名輔政大臣輔政，四輔臣最終由鰲拜獨專。1669年始親政。三藩之乱于1681年清军攻入云南后结束，同年，郑经之子郑克塽透過東寧之變继位，明郑因内乱不断导致不少将领降清。清朝派明郑降将施琅率领水师攻打台湾。施琅占领澎湖，逼近东宁（今台湾台南），郑克塽率领大臣降清，至此明郑亡。
清朝平定三藩后进入康雍乾时期，这段时期是清朝发展的高峰时期，称为康雍乾盛世。康熙帝为政宽仁，留心民间疾苦，在他亲政不久后，便宣布停止圈地，放宽垦荒地的免税年限。他还着手整顿吏治，恢复京察、大计等考核制度。受康熙帝的“滋生人丁，永不加赋”政策以及外来农作物的引进等影响，清朝人口大大提升。他先后任用靳辅和于成龙治理黄河与大运河。康熙中期以后，因战乱而遭到严重破坏的手工业逐步得到恢复和发展。为安定社会秩序，他颁行十六条圣谕，要地方人士循循告诫乡民。他又派心腹包衣（即家奴）如曹寅、李煦等人打探地方物价、人民收入与官绅不轨之事，并以密褶奏报。此即密折制度的萌芽，到雍正时期趋于完善。康熙帝重视对汉族士大夫的优遇，他多次举办博学鸿儒科，创建南书房，并且向来华传教士学习西方科学与文化。
1690年至1697年间乌兰布通之战与三征噶尔丹使噶尔丹战死，创立多伦会盟以保护喀尔喀蒙古。青藏地区的和硕特汗国协助黄教的达赖五世，击败红教统一全藏，之后分裂成青海与西藏和硕特。达赖六世时，藏区政事交由第巴（理事大臣）桑结嘉错管理，他联合准噶尔对抗西藏和硕特的拉藏汗，拉藏汗先下手杀桑结嘉错并废除达赖六世。1717年噶尔丹的侄子策妄阿拉布坦入侵西藏，攻杀拉藏汗，并且占领拉萨。清军多次被准军击败，最后于1720年由胤禵率军驱除成功，协助达赖七世入藏，以拉藏汗旧臣管理藏区。

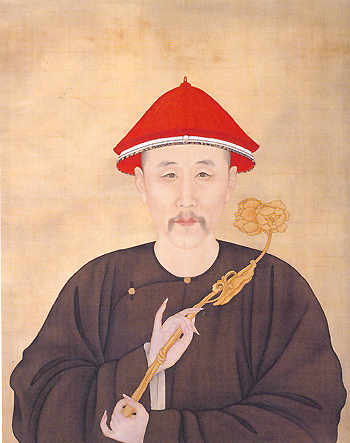
《雍正帝手持如意像》

1722年康熙帝传位于胤禛，即雍正帝。雍正帝在位十三年，针对康熙时期的弊端采取补救措施，以延续康雍乾盛世。他设置军机处加强皇权，废杀与他对立的王公并削弱亲王势力。雍正帝注重皇子教育，采取秘密立儲制度以防止康熙晚年诸皇子争位的局面再度发生。将丁银并入地赋，减轻无地贫民的负担。为解决地方贪腐问题使火耗归公，耗羡费用改由中央政府计算；设置养廉银以提高地方官员的薪水。雍正初年青海亲王罗卜藏丹津意图复兴和硕特汗国而乱，隔年年羹尧与岳钟琪等人平定。听从鄂尔泰建议推行改土归流以地方官管理少数民族。将喀尔喀蒙古正式并入清朝；并且为巩固蒙古于1727年与沙俄签订《恰克图条约》，确立中俄中段疆界。1732年噶尔丹策零东征喀尔喀蒙古，兵至杭爱山，被喀尔喀亲王策棱击败。1734年清准和谈，以阿尔泰山为界，西北大致和平。1735年雍正帝于工作时去世，其子弘历继位，即乾隆帝。

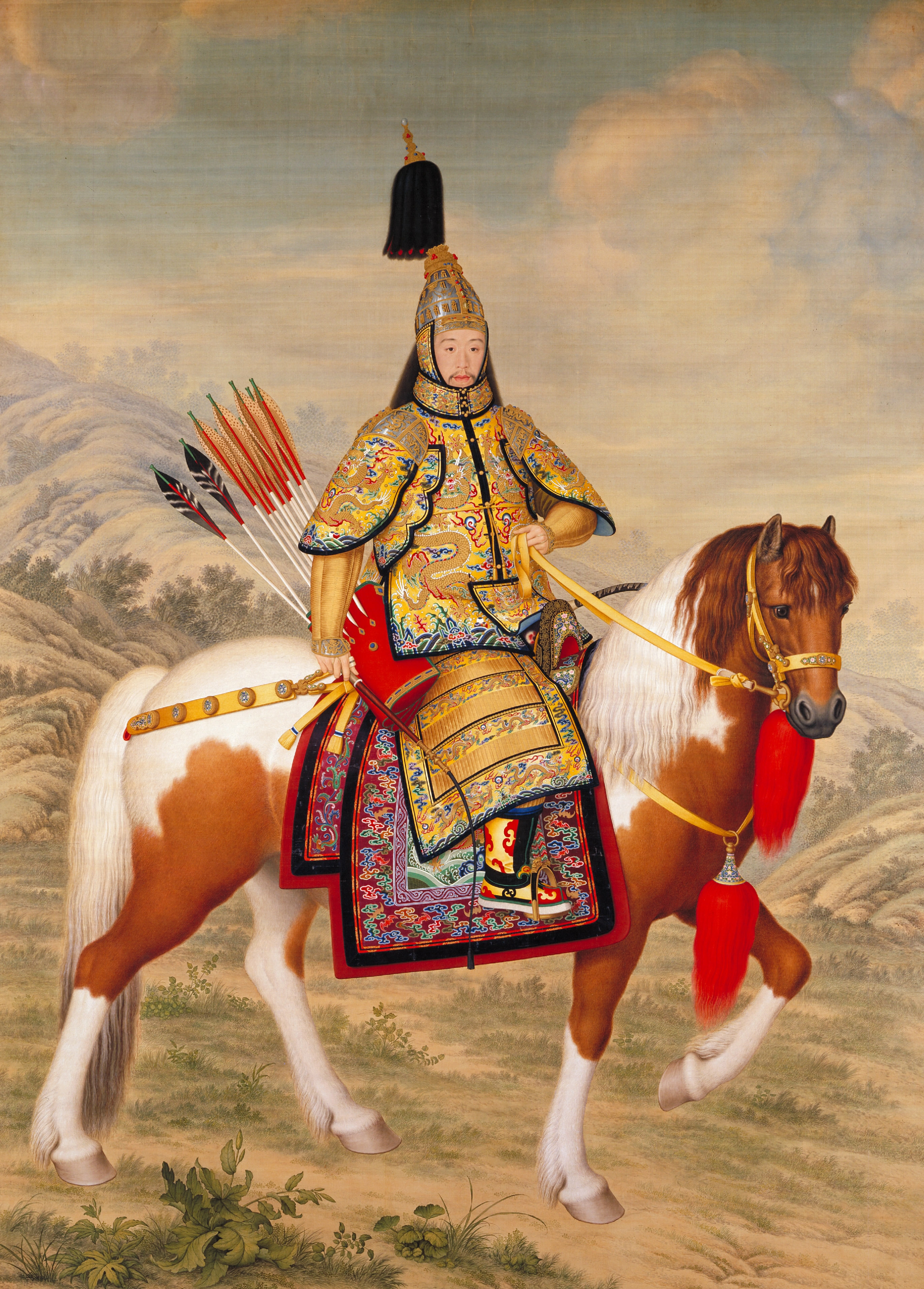
郎世寧繪乾隆帝南苑閱兵的《大閱鎧甲騎馬像》

乾隆帝在位时期是清朝的全盛时期。期间人口不断增加使乾隆末年突破三亿大关，约占当时世界人口的三分之一。江南与广东等地的丝织业与棉织业都很发达，景德镇的瓷器都达到历史高峰。与此同时，银号亦开始在山西出现。乾隆帝鸿讲学术，此时期有许多书籍出版，1773年更下令编纂《四库全书》，与《古今图书集成》成为全世界最庞大的类书，这些都成为盛世的文化标志。
对外方面，乾隆十七年（1752年）冬，达瓦齐袭夺准噶尔汗国汗位，阿睦尔撒纳在随后的内斗中被击败归附清廷。乾隆皇帝乘机于乾隆二十年（1755年）派其为引导，以定北将军班第率军平定准噶尔，攻下伊犁。乾隆帝派兆惠西征，阿睦尔撒纳战败逃亡哈萨克汗国，后因为哈萨克汗归降于乾隆，又逃亡沙俄，阿睦尔撒纳于乾隆二十二年（1757年）病死，天山北路遂告平定。然而在天山南路，回部领袖大小和卓兄弟起兵反清，称大小和卓之乱。乾隆二十三年（1758年）乾隆帝再命兆惠西征，兆惠与富德最终攻灭大小和卓，并让帕米尔高原以西的中亚各国成为藩属国。乾隆末年，尼泊尔的廓尔喀王国两次入侵西藏。1793年清廷派福康安与海兰察领兵入藏，击退廓尔喀入侵，不丹与哲孟雄（今锡金）亦为藩属国，加强驻藏大臣的权力。西南，乾隆初年派张广泗平定贵州苗民之乱，随后清军前往平定大小金川之役。期间缅甸贡榜王朝与中国爆发清缅战争。1769年乾隆帝派傅恒、阿桂入缅未果，双方最后停战。1784年暹罗却克里王朝派使朝贡，1788年缅甸为应付暹罗威胁，也派使朝贡。1789年安南发生西山朝统一后黎朝、郑主与广南国。清军击败西山朝，护送黎帝黎愍帝复位，途中遭西山军的伏击而败，史称清越战争。西山朝阮惠遣使向清廷谢罪，清廷封为安南王。

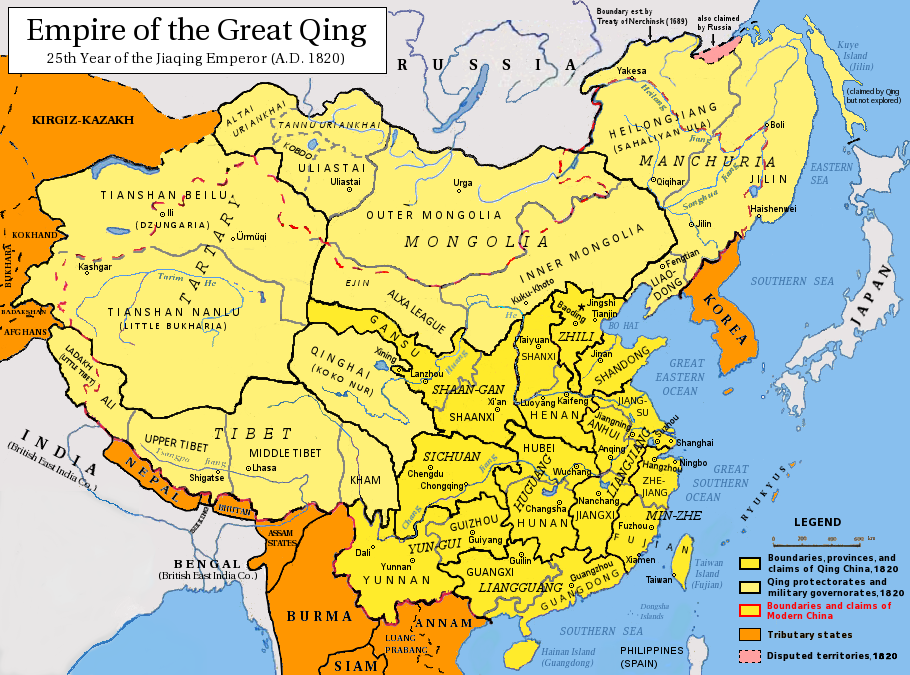
乾隆五十五年（1790年），乾隆帝授予木邦、孟艮、蛮莫三地等同缅甸地位甌脫後，清王朝形成穩定疆域，一直維持到約50年後在第一次鸦片战争中喪失香港岛并在森巴戰爭中失去对拉達克的控制

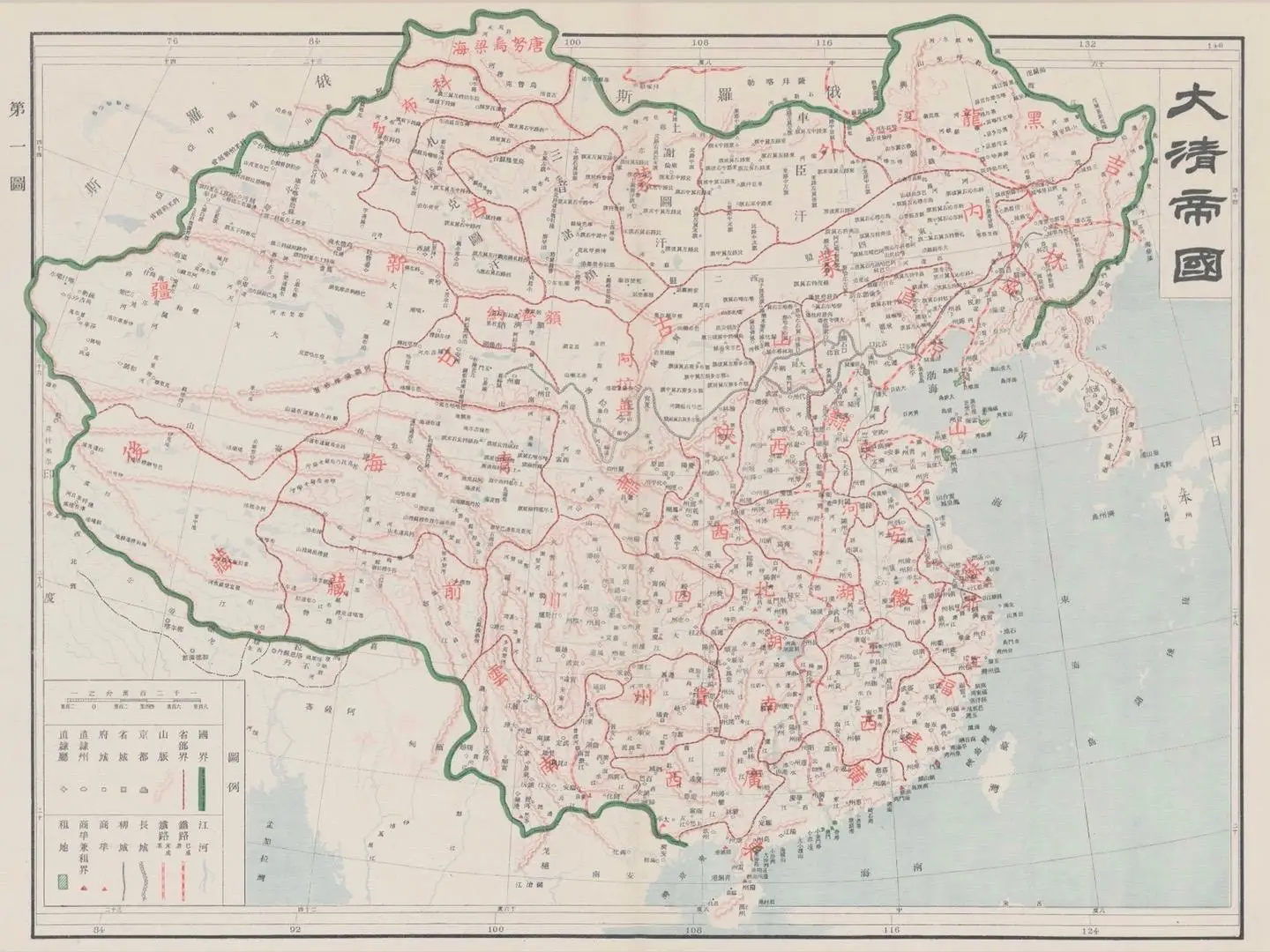
光绪三十一年（1905年）清朝官方全國地图

乾隆期间清朝疆域达1300万余平方公里，东方的朝鲜与琉球国也早就成为藩属国之一。只有江戶幕府统治的日本处于锁国时期，与清朝来往甚少。乾隆帝以十全武功自誉，他平定准噶尔与回疆大小和卓之乱，把新疆納入中國版圖，四川、贵州等地继续改土归流，然而其余战事皆小题大作使国库严重损耗，让清朝国力衰退。乾隆时期的户部存银最高达8,000万两，常年保持在6,000-7,000万两左右，足以应付政府的各项日常开支、重大工程、战争，而虽然清朝的赋税较为轻，且于康乾时期多次对外用兵、大兴各项工程，但每年国家财政都会有余，国库储备逐年上升。当时人口暴增与乡村土地兼并严重，使得许多农民失去土地；加上贪官和珅等官员腐败，于乾隆晚期到嘉庆时期陆续爆发民变。白莲教于1770年代举兵，后来又于1796年爆发川楚教乱，八年后被清军镇压，领袖王三槐被处死。台湾天地会领袖林爽文于1787年发动林爽文事件，历时一年多。在乾隆年间，平定大小金川之乱、消灭准噶尔汗国等各威胁，将新疆正式重新纳入中国版图，并且颁布被视为西藏属于中国领土的最有力的证据《钦定藏内善后章程》二十九条，加强中央政府对西藏的管治，影響现代中国的版图。

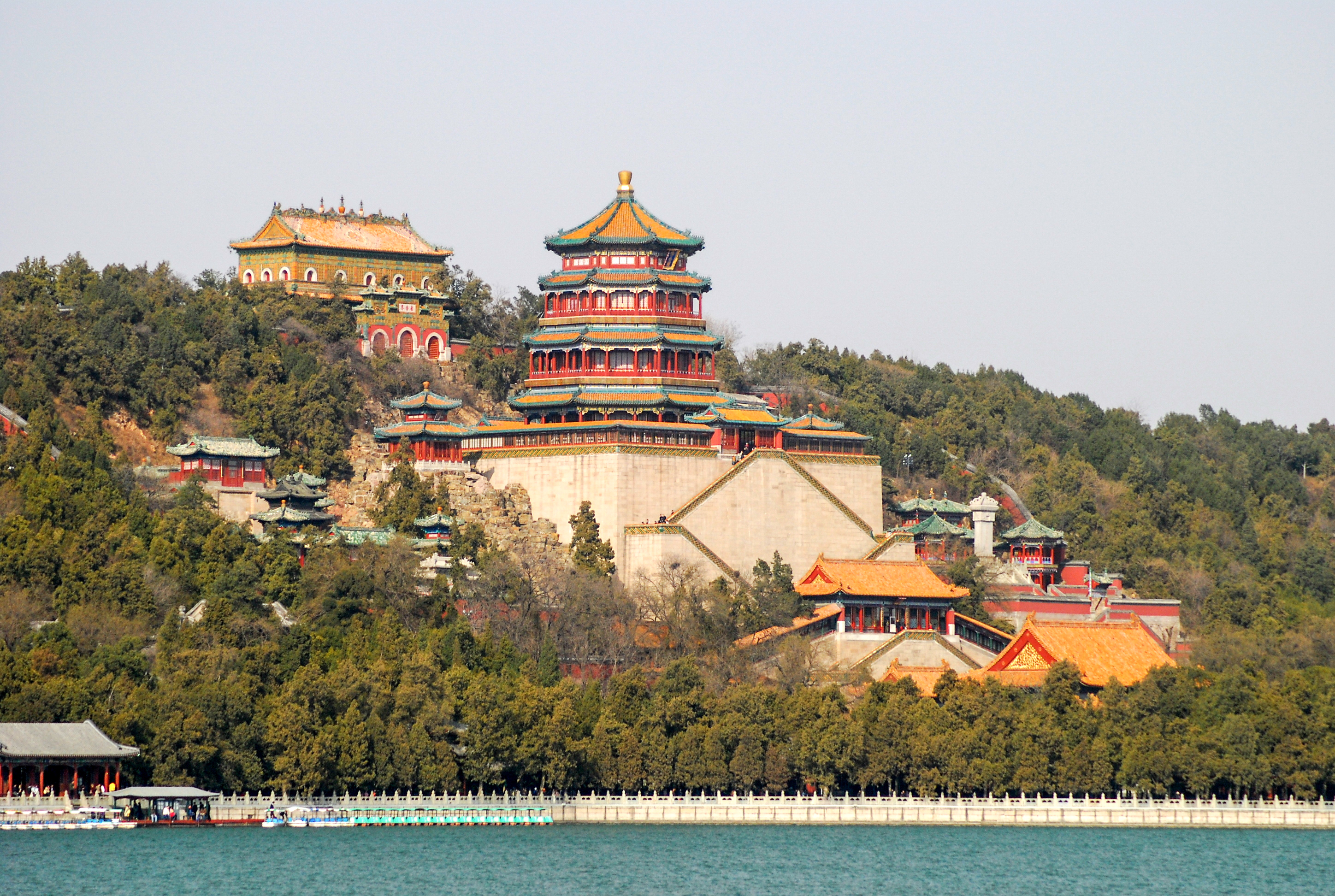
颐和园，修建於乾隆年間

1796年乾隆皇帝禅位于嘉庆皇帝。乾隆帝虽为太上皇，但依然“训政”至1799年去世掌權64年，嘉慶四年一月三日去世，終年八十九歲。嘉庆帝方得以亲政。然而嘉庆帝未能解决弊端，在乾隆帝驾崩後，清朝继续走向衰退。1820年嘉慶帝駕崩，秉國二十五載，由道光帝繼位。

### 近代的衝擊

1841年鴉片戰爭虎門之戰期間，英國復仇女神號（最右後方）戰艦擊毀一艘清朝戎克船

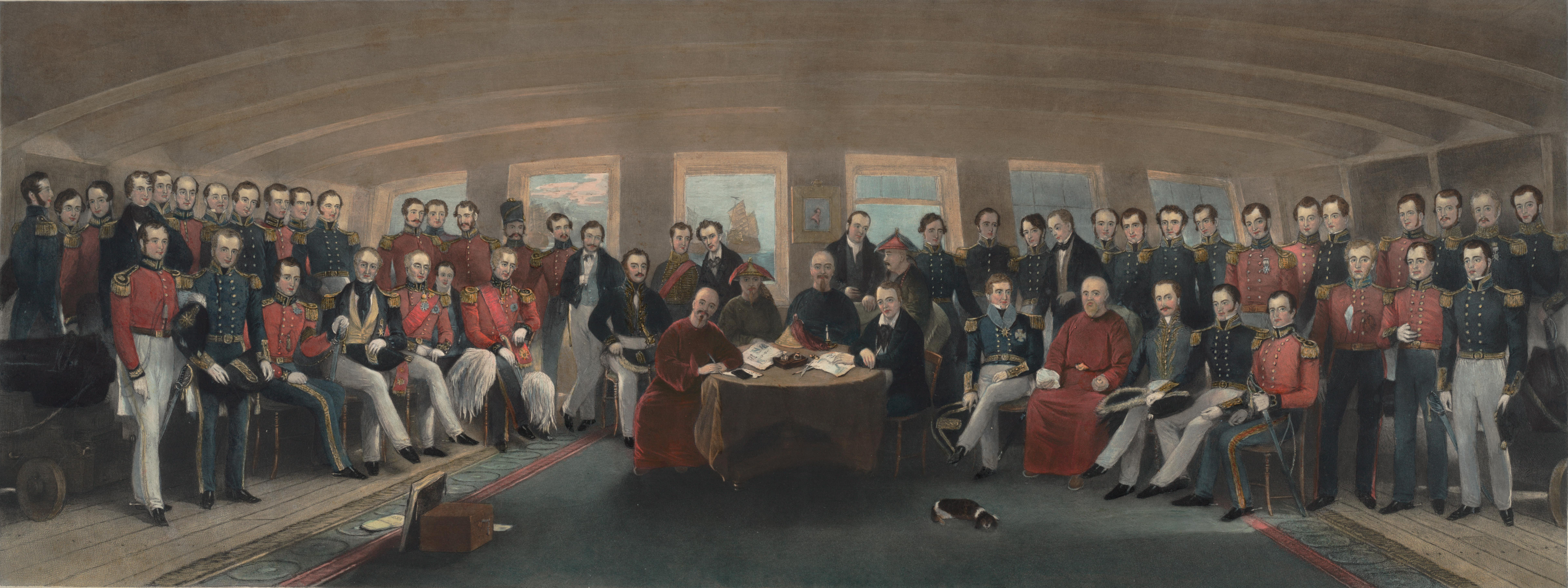
1842年鸦片战争后，中国与英国在汗华囇号上签署《南京条约》

到了19世紀初，清朝已經走向衰落，在嘉慶年間先後爆發川楚教乱，與此同時海上強國英國、荷蘭與葡萄牙等紛紛開始強制與中國貿易。1787年，英國商人開始向華輸入鴉片，導致中國的國際貿易由巨额順差變為巨額逆差。清廷於1815年頒佈搜查洋船鴉片章程，然而英商無視禁令依然走私大量鴉片，道光皇帝于1838年派林則徐赴廣州禁煙。1839年6月，將237萬多斤鴉片在虎門銷毀，史稱虎門銷煙。英國政府因此於1840年6月發動鴉片戰爭。1842年，英軍進入長江，切斷江南對北京的物資供應，於是清廷求和，《南京條約》簽署，除在東南沿海開放上海等5個通商口岸之外，還割讓香港島，中國的主權受到破壞。一般中國大陸史學界認為這是中國近代史的開始。

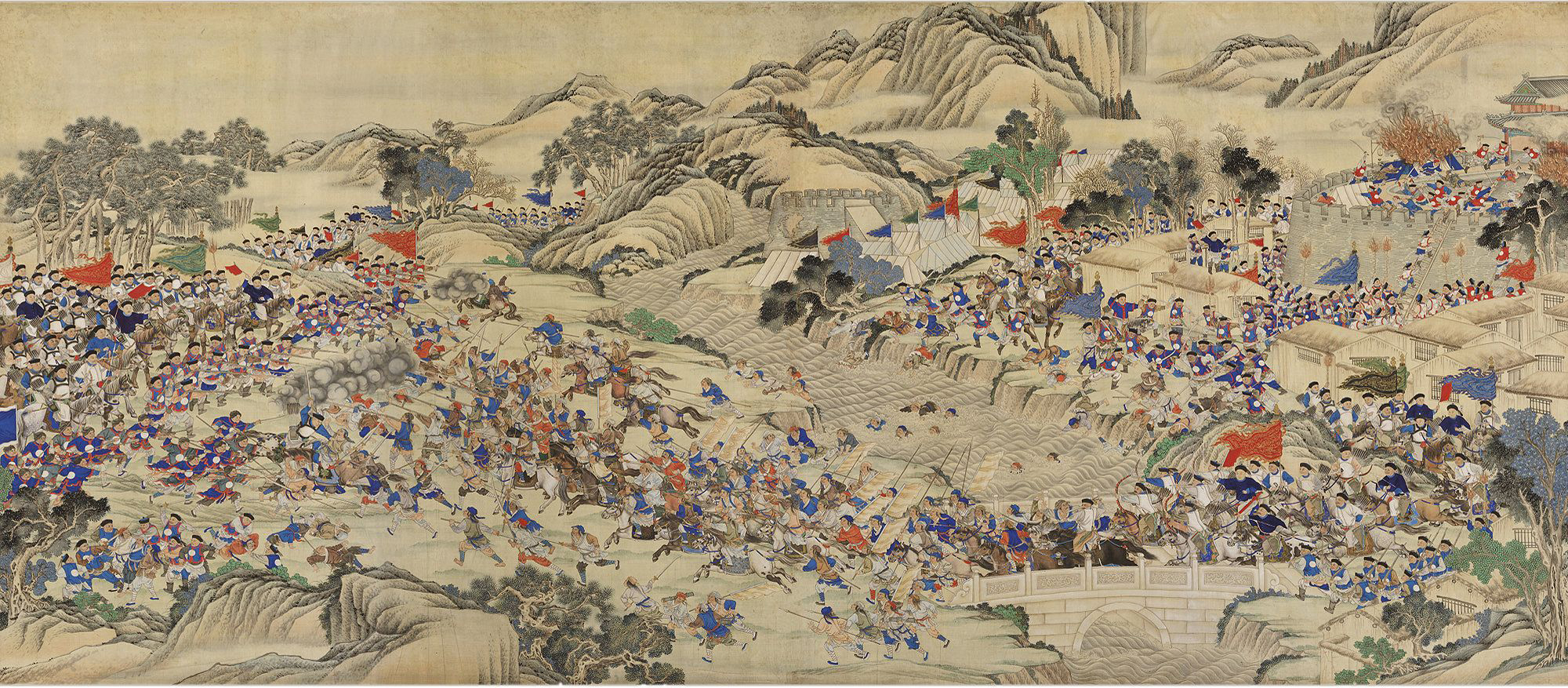
1850年至1864年太平天國起義軍與清軍激戰的情景

與此同時中國國內反抗清朝的鬥爭再度興起。1851年，受到基督教影響的秀才洪秀全建立拜上帝會，發動金田起義並創建太平天國。太平天国是中国历史上规模最大的一次农民起义。太平天國曾經一度佔領南方部分省份，並定都南京（改名“天京”），建立政教合一的中央政權。到了1864年7月，曾国藩弟曾国荃率湘军攻陷天京，对无辜百姓展开屠杀与抢掠，太平天国才正式结束。南京城被烧毁，百姓死伤无数，南京人痛恨湘军，称曾国藩和曾国荃为曾剃头、曾屠户。中央研究院院士、中央研究院近代史研究所创所所长郭廷以在其所著《近代中國史綱》引赵烈文《能静居日记》记载曾国荃率湘軍攻入南京城后的情景：“湘军‘贪掠夺，颇乱伍。中军各勇留营者皆去搜括’，……‘沿街死尸十之九皆老者。其幼孩未满二、三岁者亦被戳以为戏，匍匐道上。妇女四十岁以下者一人俱无（均被虏），老者负伤或十余刀，数十刀，哀号之声达于四方。’凡此均为曾国荃幕友赵烈文目睹所记，总计死者约二三十万人（死亡人数有争议）。”。
同一時期其他的運動還有天地會、捻軍、上海小刀會起義、甘肅同治回乱等。 

大清三角黃龍旗(1862-1889)

大清黃龍旗(1889-1912)中國第一面國旗

晚清時期，代表大清帝國的正式國旗被稱為黃龍旗，也被稱為黃底藍龍戲紅珠圖。在第一次鴉片戰爭之後，中國開始與西方國家有更多的交往，逐漸開始接觸國旗的概念。自1862年開始，斜幅的黃龍旗開始被用作官方船隻的標誌。李鴻章在同西方列强谈判、签约、通商、互派外交人员等外交活动中，看到西方列国庄严悬挂国旗，而中国却无旗可挂，於是在1888年李鴻章制定了《北洋海軍章程》，章程寫道：「按西洋各國，有國旗、兵船旗、商船旗之別。大致旗式以長方為貴，斜長次之。同治年總理衙門初定中國旗式，斜幅黃色，中畫飛龍，係為僱船、捕盜而用，並未奏明為萬年國旗。今中國兵商各船日益加增，時與各國交接，自應重訂旗式，以崇體制。應將兵船國旗改為長方式，照舊黃色，中畫青色飛龍。軍旗提督用五色長方旗，諸將用三色長方旗，上角飾以錨形。」這標誌著中國歷史上首次在正式文書中出現了"國旗"的概念。1889年天津軍械局完成了設計樣稿和營造法則：旗為羽紗質地，正黃色，用羽紗鑲嵌青色五爪飛龍，龍頭向上，分為大小四號，頭號橫長一丈五尺六寸，寬一丈六寸五分；二號橫長一丈三 尺九寸，寬九尺五寸；三號橫長一丈一尺五寸，寬七尺六寸；四號橫長九尺六寸，寬六尺三寸。旗式一律照長方，照舊用正黃色羽紗製造 。

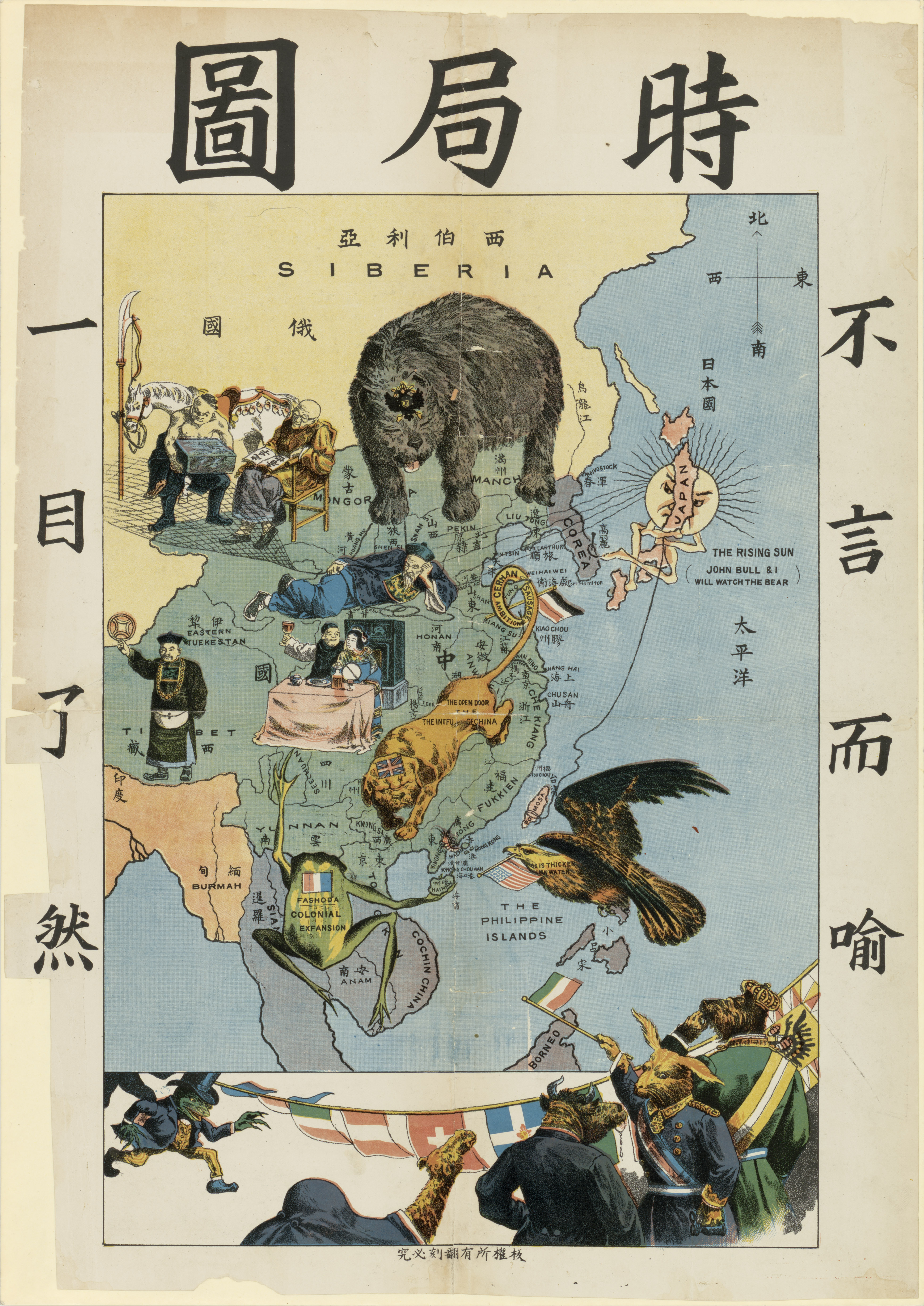
《時局圖》暗指中國遭列強瓜分。圖中以熊表俄國，獅表英國，蛙表法國，鷹表美國，日表日本，德國旗幟表德國，雄踞位置代表勢力範圍。左方的中國人代表青年只專注文武科舉、人民吸食鴉片、官員貪錢與富翁奢華

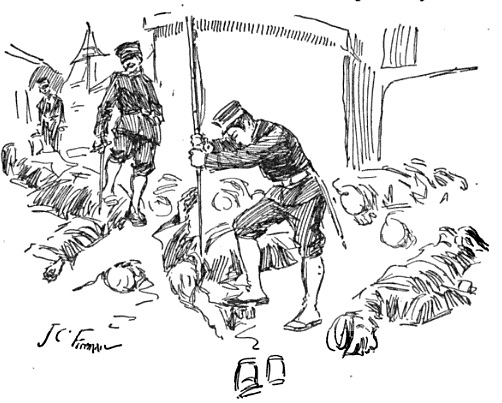
1894年一份西方報紙登載日軍在甲午战争中执行旅顺大屠杀殘害中國人的素描。

19世紀後期，英、法、俄、日等多次侵入中國，強迫中國與之簽定不平等條約。1860年，英法联军在八里桥之战中打败清军，随后攻破北京城，放火烧毁圆明园，咸丰帝逃至承德。10月至11月，清政府与英法俄在礼部衙门簽定《北京條約》，新開放長江沿岸和北方沿海的通商口岸。俄國則通過《璦琿條約》、中俄《北京條約》和《中俄勘分西北界約記》，割去中國東北和西北140多萬平方公里的領土。1894年为朝鲜主权清朝和日本发生甲午战争，期间日军攻陷旅顺，执行旅顺大屠杀，对城内进行4天3夜的抢劫、屠杀和强奸，超过二万人遇害。最终清朝战败，與日本簽定《馬關條約》，賠償日本2億兩白銀，並割讓台灣、澎湖列島、遼寧半島給日本。

### 失敗的改革

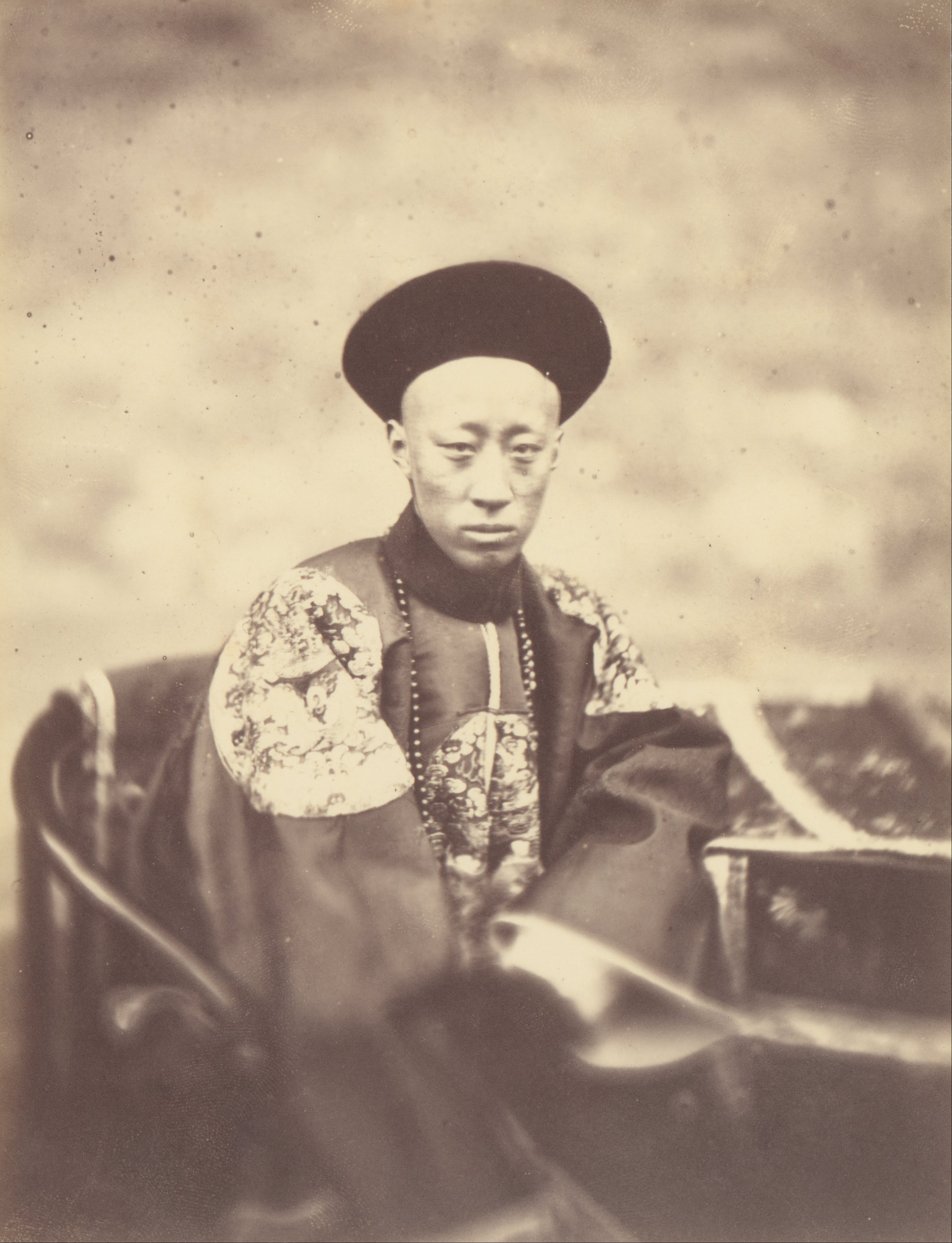
恭親王奕訢

1861年咸豐帝駕崩、同治帝即位，兩宮太后與恭親王奕訢、醇親王奕譞聯手發動辛酉政變扳倒顧命八大臣，實際掌握朝政。為增強國力並鞏固國防，清朝自1860年代開始推行洋務運動，國力有所恢復，並一度出現同治中興的局面。1875年同治帝不幸早逝，光緒帝繼位，仍由兩宮太后攝政至1881年東太后病故，西太后始獨自視事聽政。1877年清軍收復新疆，1881年通過《伊犁條約》清軍收復被沙俄占據多年的伊犁。中法戰爭後清朝還建立當時號稱亞洲第一、世界第八的近代海軍艦隊—北洋水師。1895年中日甲午戰爭的失敗，暴露出清政府的软弱无能。此后，列强纷纷强租土地，意图瓜分中国。1898年，光緒帝在親政後同意康有為、梁啟超等人提出的變法主張，從6月11日到9月21日的被稱為百日維新的103天中進行多項改革，但最終在慈禧太后發動政變後失敗落幕。

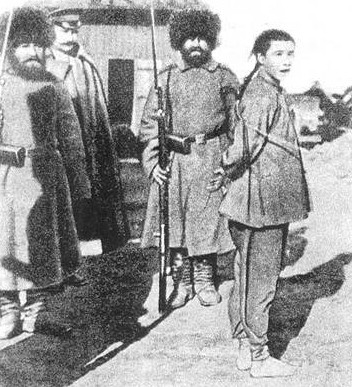
海兰泡惨案中，俄军绑缚中国人准备屠杀

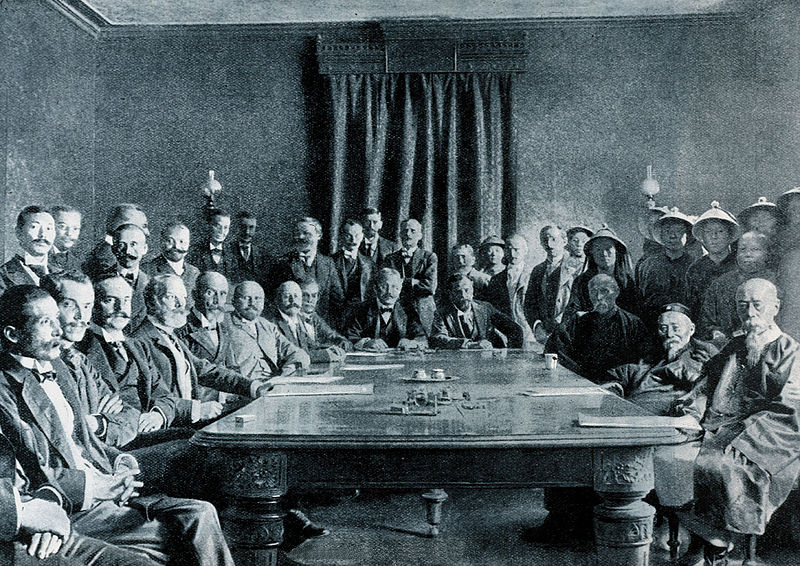
《辛丑条约》签定时的合影。条约對中國處以各樣懲罰性的條款

1899年，義和團運動爆發，以“扶清滅洋”為宗旨並在慈禧太后包庇下烧杀淫掠北京和默許下開始圍攻外國駐北京使館。同时兵权落入亲族手中险些引发政变。於是，各國以解救駐京使館人員和外使人员被杀的理由攻入北京，史稱八國聯軍。1900年7月俄軍以義和團破壞東清鐵路為由，在海蘭泡和江東六十四屯地對中國人進行大規模屠殺，造成約7000人遇難，海蘭泡慘案和江東六十四屯慘案合稱為庚子俄難。1901年，清政府被迫與各國簽定辛丑条約，賠款4.5億兩白銀，分39年還清（本息合計9.8億兩），后来均全额归还，同時從北京到山海關鐵路沿線由各國派兵駐紮，開北京東交民巷為使館區，中國人不得入內等。
光绪年间中国发生了不少天灾，有些天灾甚至造成人口损失。光绪元年至四年（1875-1878年）河南、山西、陕西、直隶、山东等地发生特大旱灾饥荒，尤以山西最严重，太原府100万人死95万。总死亡数计950万-2000万不等，也就是清朝人口的约2-4%，史称丁戊奇荒。光绪十三年（1887年）河南郑州下汛十堡（今惠济区花园口镇石桥村）发生黄河决口，致使200多万（一说93万；一说最保守估计150万；一说700万）人罹难。

### 清末新政与清王朝的灭亡
在辛丑条约签订之后，清政府认识到到了不得不变革的时候，于是开始颁布清末新政。
其变革之处非常多，包含政治，经济，军事，教育等各方面。其具体新政有预备立宪，停科举进行学堂选官，编练新军，新办学校，鼓励工业，币制改革，修建铁路等。但新政的变革仍然落后于时代，其变革多浮于表面，不能阻挡清政府的灭亡。
因为四川保路运动爆发导致湖北防卫空虚，1911年10月10日新军于武昌发动起义，旋即全国多省响应纷纷宣布脱离清政府独立，于次年建立中华民国，清帝亦于2月退位，清朝灭亡，中国进入了共和国时代。

## 中華民國

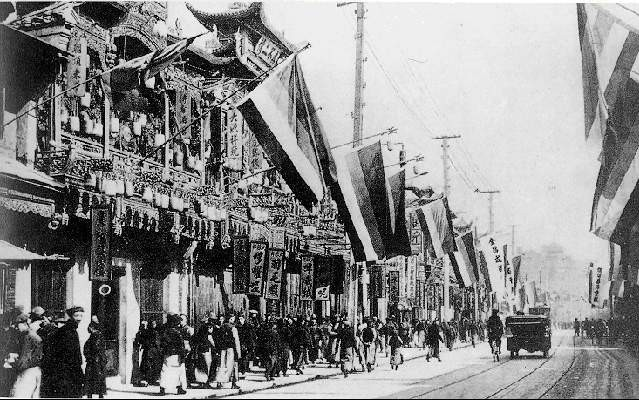
1911年，辛亥革命時的上海南京路

### 革命爆發、走向共和
19世紀末，辛亥革命元老中國現代教育奠基人何子淵、丘逢甲等人開風氣之先，排除頑固守舊勢力的禁錮，成功引進西學，推广新式學校。清政府迫於形勢壓力，對教育革新網開一面，於1905年末頒布新學制，廢除科舉制，並在全國範圍內推廣新式學堂。1909年，地方科舉考試停止以後，西學逐漸成為學校教育的主要形式。正是教育方式的這一根本性轉變，為後來風起雲湧的辛亥革命和國家建設培養造就了大批思想進步、銳意創新的社會精英和寶貴人才。1906年，清政府同時筹划立憲運動，於1911年成立為人詬病的皇族內閣，以慶親王奕劻為內閣總理大臣。
1905年中國同盟會成立以後，革命黨開始興起，孫中山和黃興等人在海外積極籌款，組建黨組織，指揮國內的多次革命運動。經過十餘次失敗的革命起事後，與革命黨互不溝通的湖北新軍在武昌起事獲得成功。清廷迫於情勢於11月任命袁世凱為內閣總理大臣，以便討伐革命黨人。袁世凱一面以武力壓迫南方革命，另一方面暗中與革命黨人談判，換取利益，而革命黨人亦認可袁世凱是能領導中國的有力人選，遂行謀定，是為南北議和。1912年1月1日，中華民國在南京宣告成立，孫中山正式就任首任臨時大總統。2月12日，清宣統帝溥儀宣佈退位，清朝正式走進歷史，中國兩千多年的帝王專制制度也基本結束。
在這個帝國和民國時代交替的時代，出現一大批學者，如康有為、梁啟超、嚴復、王國維、胡適、辜鴻銘、章太炎、陳寅恪、呂思勉、魏源、錢穆、魯迅等人，號稱“國學”（中國文學，史學和哲學）。梁啟超曾領導“史學革命”反對中國的傳統史學，要求把“帝王之史學”改為“為國民寫史”。嚴複曾翻譯西方名著《天演論》以介紹達爾文的進化論，並且分析出中國由於不能衝破長期統治中國的儒家思想而遠遠落後於世界。王國維和辜鴻銘是著名文學家，曾游歐洲各國，後來結合自己的文化和西方思想寫成好幾部名著。章太炎是著名的反清鬥士，他的思想隨著中國的變革而逆轉，成為著名的革命者和文學家。陳寅恪，呂思勉和錢穆皆是著名史學家，為“史學革命”做出卓越的貢獻。魏源曾著《海國圖志》以要求改革。魯迅是中國現代文學的創始者，曾為章太炎學生，著《朝花夕拾》和《狂人日記》。這一時期，國外的各種新思想、新文化也開始慢慢傳入中國，為後來1919年的五四運動爆發、1921年中國共產黨的成立做鋪墊。一部分中國大陸的歷史學家將五四運動譽為中國現代史的開端。

### 北洋政府時期

中華民國國旗（五色旗），北洋政府在1912年至1928年使用

1912年4月1日孫中山在南京辭去擔任3個月的臨時大總統職位，由袁世凱接任，並定都於北京，故又稱北京政府。
袁世凱上台後不久，逼迫國會選他為大總統，之後就解散國會和終止臨時約法，另頒布新約法，以擴大其職權一步步籌備帝制。为反对袁氏独裁，国民党于1913年发动二次革命，但在北洋军的攻击下很快失败，众多国民党员流亡海外。1913年7月又將蔡鍔召入北京控制，且在一番裝模作樣後使馮國璋和大眾誤以為袁世凱並無稱帝之心。但1916年袁世凱宣稱恢復帝制，建立中華帝國。为维护共和云南蔡锷起兵讨袁，是为护国运动，全国多地响应，宣布脱离北京政府独立，且因局势变化，列强亦不支持袁，同年3月，袁世凯被迫宣布取消帝制，6月在绝望中死去，护国战争结束。袁世凱死後黎元洪繼任總統之位，段祺瑞則成為國務總理，但兩人卻因為意見不一而交惡，不久段祺瑞擅自向德國宣戰，黎元洪將段祺瑞撤職，但段祺瑞卻率軍討黎，黎元洪不得不向張勳求助，1917年6月7日張勳卻率五千名辮子軍攻入北京並扶植溥儀為帝，黎元洪又向段祺瑞求助，段祺瑞便用12天討平復辟，黎元洪也辭職。中華民國進入北洋軍閥各派系（皖系、直系和奉系等）控制中央政府時期，地方政府則由各個軍閥派系割據。

### 第一次世界大戰
1917年8月14日，段祺瑞領導的北洋政府和中華民國第一屆國會經過長時間的辯論，最終通過了《對德宣戰案》，中華民國宣布对德意志帝國、奥匈帝國宣战，废除中德、中奥条约，收回天津，汉口德奥租界，並援助協约國
。同年9月22日，廣州國會非常會議承认对德宣战案。
為援助協約國，中華民國特派一戰華工，經由第一次世界大戰中的香港轉送到西歐，總共有14萬名華工參與，其中約有5千人在前往歐洲途中遭遇德國潛艇襲擊或在歐洲犧牲。同時，在戰爭期間，俄國從中國招募了超過16萬名勞工，據報有7千人在前線死於德軍手下。

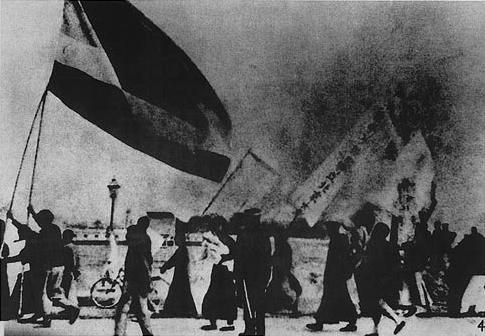
1919年5月4日（五四運動），北京學生遊行反對一戰凡爾賽條約對中國山東問題的處置

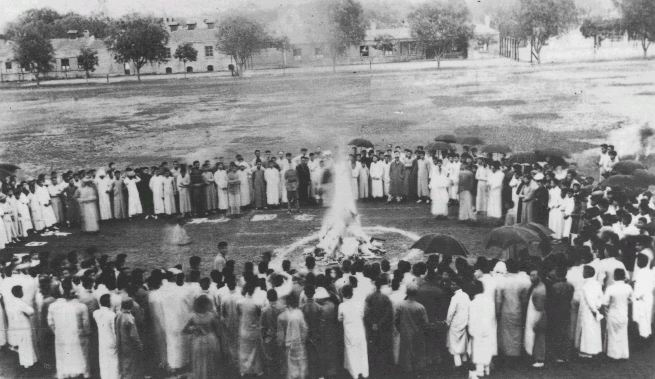
五四運動時期抵制日貨

在第一次世界大戰期間，列強在中華民國的勢力均勢瓦解，日本利用列強無暇他顧之際，欲使中華民國淪為其後院，以鞏固其在東亞地區的利益。1914年9月，日本宣戰德國，封鎖了德國租借地境內的青島，並計畫從背後進攻德國軍事要塞，需要通過中華民國領土，並答應將來將胶州湾歸還給中華民國。當時的中華民國大總統袁世凱宣布中立，並禁止兩軍在中國領土上交戰，但在日本的威脅下，承認山東東部為交戰區。日本派出2.7萬名士兵，在山東半島北岸登陸，但未集中兵力攻打胶州湾的軍事要塞，反而佔領了濰縣，並西進佔領了山東鐵路全線，然後佔領青島。即使德國投降後，日軍仍駐紮在鐵路沿線。這時，中華民國處於孤立無援的狀況，英國、俄國都默許了日本的入侵，即使美國同情中華民國，也不願與日本對立。
在戰後的巴黎和會上，列強決定將膠州灣及德國在山東原先享有的一切權益完全轉讓給日本，北洋政府代表團努力爭取無效。隨後爆發了五四運動，抗議巴黎和會上有關山東問題的決議，最後北洋政府代表團6月28日拒絕在《凡爾賽條約》上簽字。直到1921-1922年的華盛頓會議後，日本才將膠州灣地區和膠濟鐵路全部移交給中華民國，並從山東撤出所有軍隊，中日雙方才解決山東問題。

### 外蒙古獨立
1921年達木丁·蘇赫巴托爾在苏联红军的帮助下建立“人民革命政权”，1924年蒙古人民革命黨宣布废除君主立憲制，成立蒙古人民共和国，定都庫倫，改城名为乌兰巴托。1937年，在霍尔洛·乔巴山的领导下，外蒙古开展了大清洗，党和国家、政府、軍隊、僧侣当中有两到三万人被杀，占当时外蒙古人口的百分之二到百分之三。1945年2月11日美、英、蘇三國簽訂雅爾塔協定，其中提到「外蒙古（蒙古人民共和國）現狀須予維持」；1945年8月14日，中華民國國民政府在主席蔣中正授權下同蘇聯簽訂中蘇友好同盟條約，以蘇聯尊重中國東北主權、不干涉新疆內部事務等作為條件，決定「將依公正之公民投票結果，決定是否承認蒙古人民共和國」；1946年1月5日，國民政府發表公告，正式承認外蒙古獨立。1952年仍然代表中國的中華民國政府以蘇聯未履行中蘇友好同盟條約為由，在聯合國大會提出「控蘇案」並得到通過，意圖阻撓蒙古人民共和國加入聯合國；1961年，蒙古人民共和国成为联合国会员国，中華民國未行使否決權。苏联解体以後，蒙古国于1992年2月12日大呼拉尔放弃社会主义制度，推行多党制和总统制政治体制，实行议会制。新宪法当日生效，国名改称为“蒙古国”。

### 國民政府時期

中華民國國旗（青天白日滿地紅旗），國民政府於1924年開始使用

孫中山之後多次發起護法運動與護國運動，組建廣州軍政府，試圖聯合南方軍閥推翻北京政府未果，提出「聯俄，容共，扶助農工」政策，改組中國國民黨，1924年5月，孫文在中國共產黨和蘇聯的幫助下，于廣州黃埔創辦陸軍軍官學校並任命蔣中正為校長，接納中國共產黨（第三國際中國支部）黨員以個人身份加入中國國民黨，實現第一次國共合作。
1925年3月12日，孫中山病逝於北京，次年，1926年6月，蔣中正率領國民革命軍從廣東發起北伐戰爭，到1928年進佔京津，大體上統一中國。在北伐軍進佔長江流域時，中國國民黨不能容忍中國共產黨激進的工人運動，1927年，國民革命軍總司令蔣中正和國民黨領袖汪精衛，先後在上海和漢口發動清黨，清除國民黨黨內的共產黨及國民黨左派勢力。自1927年国共合作破裂后开始了第一次国共内战，期间共產黨發動數次起義均告失敗，於是轉入江西井岡山等山區，實行工農武裝割據，並於江西瑞金建立中華蘇維埃共和國。1930年到1934年南京國民政府先後五次圍剿中央蘇區，紅軍撐過前四次圍剿，但是在中國國民黨第五次剿共戰爭中反围剿失敗後，從江西蘇區敗退到陕西省北部（中共黨史稱二萬五千里長征）1935年中華蘇維埃共和國更名為中華蘇維埃人民共和國；1936年又更名為中華蘇維埃民主共和國，1936年12月12日西安事變之後，中國共產黨和中國國民黨開展第二次國共合作，並放棄反對國民政府，將中華蘇維埃共和國中央政府西北辦事處改組為陝甘寧邊區政府。

### 第二次世界大戰
1931年9月18日，日本發動九一八事變，出兵佔領東三省，滿洲國于次年成立，日本扶植溥儀成立的第一個傀儡政權。1936年12月12日，西安事變後國共結束十年內戰，第二次国共合作初步形成。1937年7月7日，日本發動盧溝橋事變，中國抗日戰爭全面爆發。12月13日南京淪陷，日军在南京进行大屠殺，超过30万人被杀害。之前國民政府已從南京遷至漢口，後來遷至重慶。而在1940年至1945年間：在日本支那派遣軍扶持下，以汪精衛、周佛海、李士群等為主要成員，在南京建立所謂的“中華民國國民政府”，即“汪精衛政權（日本軍扶植的傀儡政權）”，對淪陷區實行賣國日偽統治。不過，當時已經遷都重慶（戰時首都）的中華民國國民政府，即重慶國民政府，自始至終並不承認“汪偽政權”。
抗戰期間，蔣中正統帥國民革命軍與日軍22次大會戰，國民革命軍陸軍死亡、失蹤321萬人，海軍幾乎全滅。1945年，第二次世界大戰結束後，中國從日本手裡接管台灣及澎湖列島以及其他一些領土，廢除百年不平等條約，而且得以成為联合国安全理事會5個常任理事國之一，號稱“世界五強”之一。然而，中國仍然在1946年與蘇聯簽訂的條約中承認蘇聯控制下的外蒙古的獨立。

### 第二次国共内战
自從抗戰結束，國民黨政府與在抗戰期間實力大增的中共在勢力劃分、物資接收等方面發生衝突，雙方雖經重慶談判簽署雙十協定，並共同參與政治協商會議，但仍在1946年6月升級為全面的國共內戰。與此同時，國民政府亦在準備制憲與行憲。1946年11月在南京召開制憲國民大會，並於1947年元旦正式施行中華民國憲法。1948年第一屆國民大會召開，國民政府改組為中華民國政府，蔣中正當選為行憲後的第一任中華民國總統。但在內戰的戰場上經過遼沈戰役、平津戰役、淮海戰役，國軍兵力大大消耗，解放區逐漸擴大。1949年4月，解放軍发动渡江战役，佔領首都南京總統府。10月1日，中華人民共和國中央人民政府主席毛澤東在北京宣佈中華人民共和國中央人民政府成立，其后几个月解放军陆续攻陷民国政府西南地区，中華民國中央政府和中國國民黨中央黨部被迫于12月10日遷往臺北。

### 政府遷台
國共內戰後，中華民國政府退守臺灣，以臺北為首都。在韓戰中美軍介入亞太局勢後，退守臺灣的中華民國的政經局勢逐漸穩定下來，形成今日以臺澎金馬為實控領土的格局。
動員戡亂時期，中國國民黨在臺灣長期維持一黨獨大的統治，為避免共產黨的威脅，因此凍結憲法中所賦予的政治權力，但仍實施地方公職人員選舉，此舉為養成民眾的民主素養。1975年蔣中正去世後，由蔣經國接掌政權。隨著產業從農業發展到輕重工業、國民教育普及，於1970年代進入經濟起飛時代並開始脫離農業社會進入現代工商業社會，蔣經國總統所推動的十大建設至今仍被視為促進臺灣經濟起飛的基本工程。1950，1960年代，台灣主要發展輕工業，在這階段初期甚至某些農產品是都外貿的主力；1970年代左右，開始發展重工業跟化工業等較高等級的工業產品；1980年代左右，臺灣開始發展高科技的電子領域。隨著經濟與知識方面的快速成長造就一整代的中產階級，導致1980年代中後期，臺灣的威權社會控制體系開始鬆動。
1986年9月28日，政府遷臺後第一個反對黨民主進步黨成立。1987年7月14日，國民黨政府正式宣告解嚴，終止黨禁、報禁，解除長達39年政府對中華民國在政治上的嚴密控制，這無疑已經宣告中華民國政治轉型的開始，不久蔣經國去世，李登輝接任總統，臺灣進入更進一步的民主轉型時代。1991年4月30日，中華民國政府宣佈廢止動員戡亂時期臨時條款，使得臺澎金馬單方面解除對大陸的積極軍事對峙（即正式以成文方式宣告放棄反攻大陸政策）。之後，憲法多次增修後，1996年舉行第一次總統公民直選，由中國國民黨籍的原總統李登輝當選連任；2000年，中華民國第二次總統民選，由在野黨民主進步黨所推舉的陳水扁當選，此次總統選舉亦實現中華民國第一次的政黨輪替。2005年，末代國民大會召開，憲法第七次增修。2008年，提出「不統、不獨、不武」的中國國民黨所推舉的馬英九當選總統，二次政黨輪替，兩岸關係緩和，對外關係亦大幅改善。2016年，民主進步黨籍的蔡英文當選總統，三次政黨輪替並於2020年連任；2024年，民主進步黨籍的賴清德當選總統，實現臺灣民主化以來第一次的三連續執政任期。

## 中華人民共和國

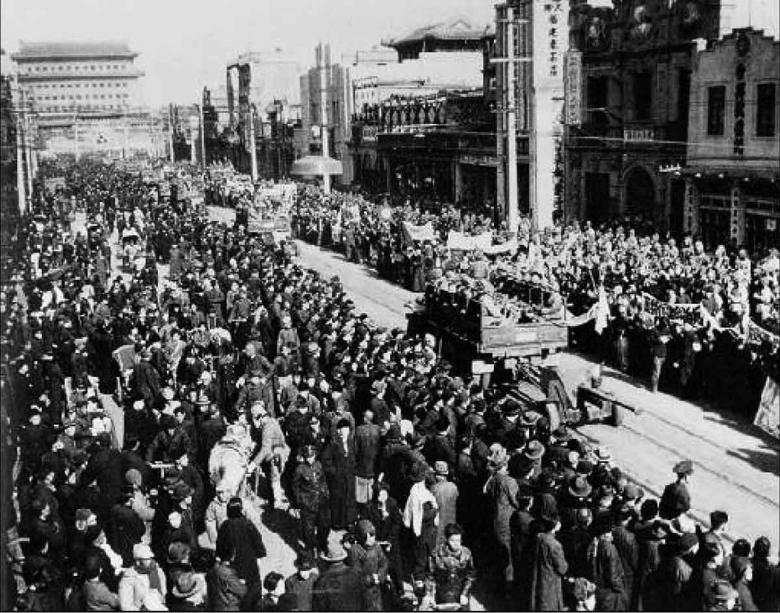
1949年1月31日，解放軍進入北平

### 毛泽东时期

#### 建政初期稳定社会并进行一化三改

中華人民共和國國旗（五星紅旗），於1949年開始使用

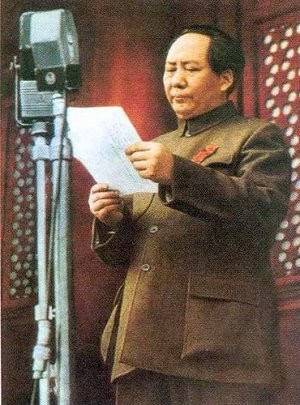
中国共产党領導人毛澤東在北京天安門城樓上宣佈中華人民共和國成立

1949年10月1日，北京天安門廣場举行开国大典，中国共产党主席毛泽东在天安门城楼上宣告中華人民共和國中央人民政府成立，標誌著中华人民共和国正式成立，后來的每年10月1日亦成为中华人民共和国的国庆节。中華人民共和國建立之初，中國經歷長期的動亂與戰爭，經濟水平落後，貨幣貶值，交通運輸不暢。建國後，一個全面模仿蘇聯工業化模式的初級社會主義社會便迅速建立起來。在1950年代早期，中華人民共和國政府進行大規模的城市工商業社會主義改造和農村土地集體化改革，成功抑止通貨膨脹、重振經濟，並重建被戰火嚴重破壞的工業體系。中國共產黨對當時中國人民的日常生活的方方面面都有很大影響，基層組織深入到中下階層的勞工和婦女等群眾中。
1950年代开始的土地改革运动将地主的土地没收，从政治和经济上彻底消灭了中国自秦汉以来作为地方政治精英的乡绅阶层，改变了两千多年来“皇权不下县”的局面，国家政权的动员力从此深入村镇基层。这次土地改革是中国共产党在第二次国共内战时期对老解放区土地改革的继续，基本完成了全国范围内的土改，至1953年，除新疆、西藏、青海、川边等少数民族地区，中国大陆大部分地区的土地改革基本完成，3亿多无地或少地的农民无偿分得约7亿亩土地及生产资料，并每年免除地租3000万吨粮食。但是从1953年开始，中共开始实行土地集体所有制，强制实施农产品统购统销政策和农业合作化运动，再次剥夺了农民的土地。学者估计土地改革造成100万-470万人死亡，导致农村精英阶层的消亡。受害者中很多是掌握知识和了解经济规律，以地租为生的地主。与此同时，三反五反运动展开，造成了诸多冤假错案。
中華人民共和國成立初期，支持中華民國的部隊到處與解放军和新建的地方政权對抗。中华人民共和国政府在1950年3月开展全国性的“剿匪行动”，动员超过了一百五十万的军队。随着“剿匪行动”的开展，数年之后，中华民国政府在大陆地区的残余武装被消灭殆尽。1950年6月25日，朝鲜发動朝鲜战争。战争初期朝鲜人民军势如破竹，幾乎占领整个朝鲜半岛，但是联合国军在仁川登陆后，战争形势逆转，联合国军逼近朝中边境线。当时的中国领导人认为朝鲜若被联合国军占领，将威胁新成立的中华人民共和国的国家安全，因此决定以中国人民志愿军的名义入朝作战。在经过五次大规模战役后，双方进入胶着状态。1953年7月27日双方签署停战协定。中華人民共和國政府在1950年的昌都戰役消滅藏軍主力後，1951年同西藏政府達成《關於和平解放西藏辦法的協議》，對西藏取得控制權。至此，除台灣、香港、澳門、少數沿海島嶼及其他與鄰國有主權爭議的領土以外，中國大陆領土已全部被中華人民共和國政府控制。1953年的東山島戰役后，国军未再组织成建制的反击。至1955年，解放军发起一江山岛战役，相继攻占浙东沿海还被国军控制的全部岛屿。至此，中国大陆沿海只剩下福建沿海的金门和马祖还被国军控制。 
1953年至1956年，中國政府对生产资料所有制进行的社会主义改造。包括“农业社会主义改造、手工业社会主义改造、资本主义工商业社会主义改造”，又合称为「三大改造」，其目的是改变生产关系的性质。1956年底三大改造基本完成，中国政府认为中国已进入社会主义初级阶段，社会主义制度（经济方面）在中国基本建立。1953年到1957年中国实施發展國民經濟的第一个五年計劃。培養了大量的技術專家，產業工人，提高了國民收入，並且通過蘇聯和東歐技術的引進提高了解放軍的現代化水平。1954年9月20日，第一部《中华人民共和国宪法》（即五四宪法）在第一届全国人民代表大会第一次会议上通过，共4章106条。

#### 大量政治化運動
与此同时，各类政治运动逐渐展开。1955年7月1日，中共中央發出《關于展開鬥爭肅清暗藏的反革命分子的指示》，在中國大陆各省、市、自治區、人民解放軍和中央一級黨的、政府和群眾團體的機關開始肅清一切暗藏的反革命分子。8月25日，中共中央發出《關于徹底肅清暗藏的反革命分子的指示》，毛澤東將各團體中鎮壓的比例定為百分之五。1957年，反右运动展开，上百万知识分子和民主党派人士等遭到批斗和迫害，中国大陆的民主制度遭到严重破坏。1958年，循化事件爆发导致数百人死亡；1959年，爆发藏区骚乱，造成约8万7千人死亡，第十四世达赖喇嘛流亡海外。中國於1950年代末基本消滅血吸蟲病，但是近年又有死灰復燃趨勢。
1958年，中國共產黨中央委員會主席毛澤東發動「大躍進」運動與“人民公社化”運動，客觀上脫離實際並造成各地浮誇風「放衛星」等謊報數據的情況盛行。自1959年到1961年，大跃进、人民公社运动以及制度性问题造成了三年大饥荒内数千万人的死亡，毛澤東因此「退居二線」，但留任中共中央主席和中共中央軍委主席，名義上改以國家主席劉少奇為首的一批中央領導人著手恢復經濟發展。

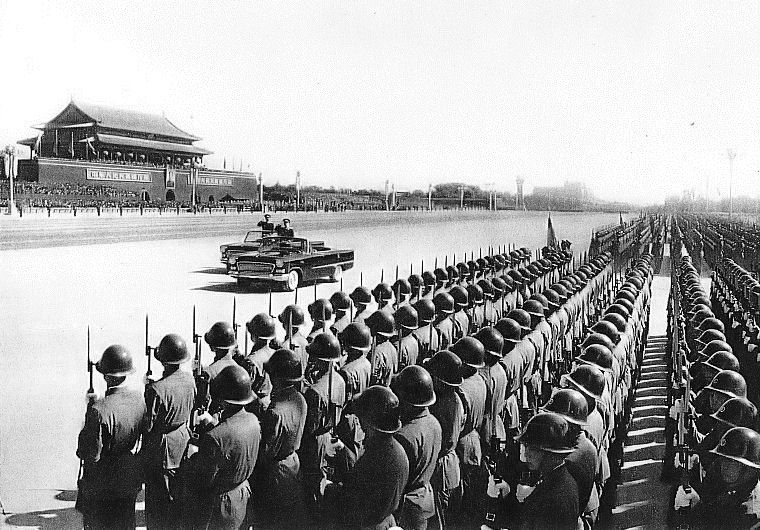
解放軍在中華人民共和國國慶十周年閱兵式

#### 發動文化大革命

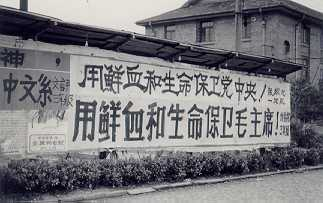
无产阶级文化大革命

1966年，文化大革命爆發，劉少奇、鄧小平等人被打倒，毛澤東掌握大權，中共中央副主席林彪一度成為被指定的接班人，但其後與主張修憲「廢除國家主席」的毛澤東發生衝突。在林彪陰謀敗露後，四人幫成為新的重要政治勢力，中華人民共和國政治進一步混亂，故毛澤東重新起用鄧小平出任第一副總理，重掌國務院以起相互牽制作用。
文革期间，人口的非正常死亡方式主要包括：大屠杀（包括官方处决）、武斗、私刑、自杀、批斗，等等；根据目前的资料，各方统计的非正常死亡人口达数十万至2000万不等。1975年8月，河南驻马店爆发了二十世纪世界最重大技术灾难“河南“75·8”水库溃坝”，造成29个县市被淹，24万人死亡。

#### 对于毛泽东时代的评价
毛泽东在其任内有许多人遭到政治迫害及大清洗，尤其在他晚年，由于严重的政策错误，给中国精神文化领域造成巨大的损失。毛泽东时代历经了建政初期1950-1953年的三大运动“抗美援朝、土地改革运动、镇压反革命运动”、1951-1952年的三反五反运动、1957年的反右运动、1958年-1962年的大跃进、1966-1976年的文化大革命，据各方估计造成4000万-8000万人的死亡，亦有数千万人遭到批斗和迫害。其中，文化大革命因给国家和人民带来巨大的灾难而被严厉批评和谴责，中国传统文化及道德沦亡，法制和宪政被严重破坏，文革还影响了柬埔寨的红色高棉大屠杀。

### 两年徘徊时期
1976年，周恩來、朱德、毛澤東先後去世；其後四人幫在懷仁堂事變中被逮捕，國務院總理華國鋒接替毛澤東的領導地位，出任中國共產黨中央委員會主席，成為最高領導人。儘管華國鋒停止文革中的文攻武鬥等混亂局勢，但提出「兩個凡是」的路線，在國家實質上仍然沒有完全脫離文化大革命階段的困頓狀態。

### 改革开放时期

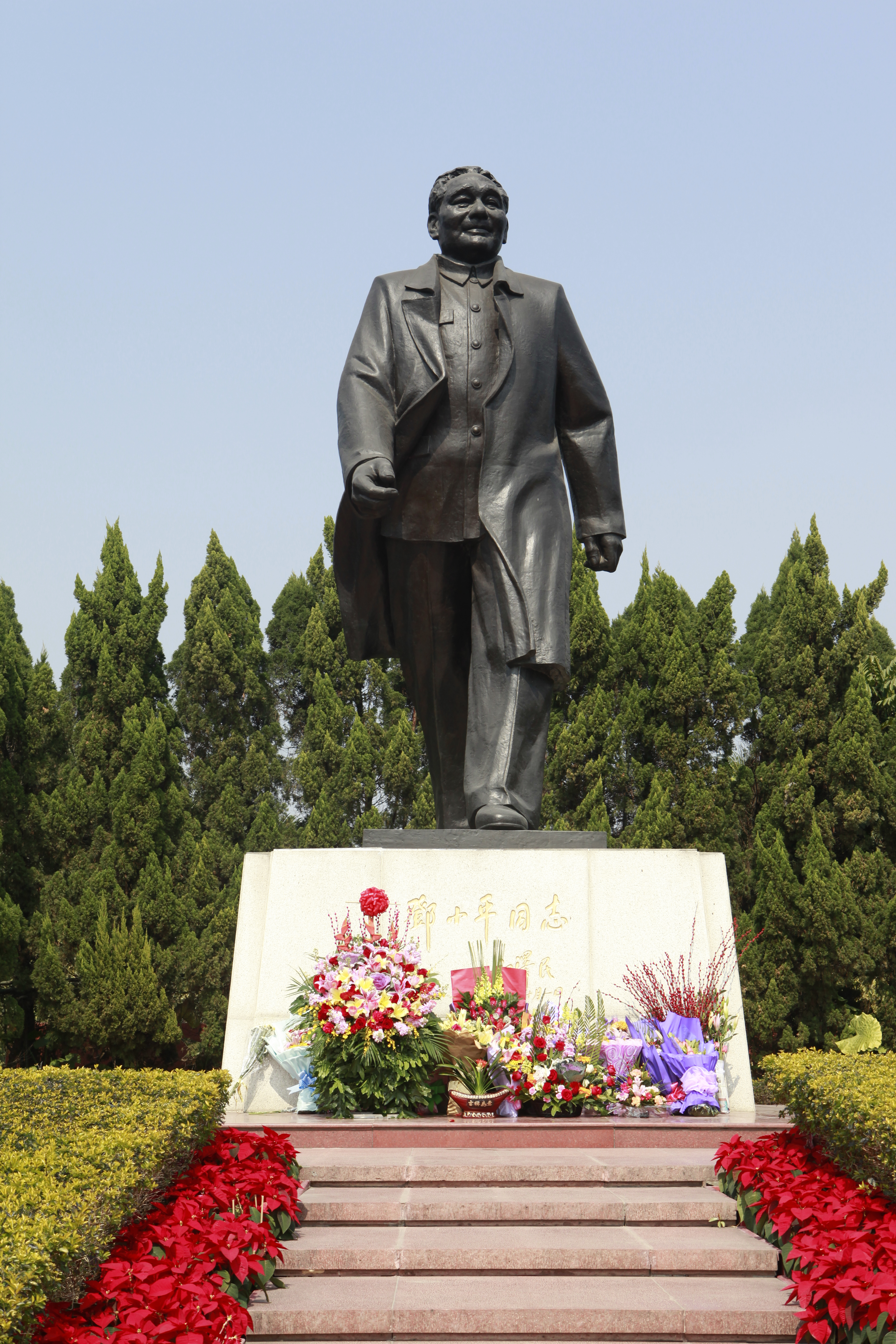
被称为“改革开放总设计师”的邓小平是拨乱反正、改革开放中的核心人物（图为位于经济特区深圳的莲花山顶的邓小平像）。

#### 鄧小平撥亂翻正
1978年，中共十一屆三中全會召開，重新上台的鄧小平執掌政權，改革開放時代正式到來。改革开放率先以家庭联产承包责任制的确立为标志从农村开始，随后扩展到城市，设立经济特区，并随后开放了一批城市，其后恢复建政以来取缔的股票交易。1984年，大陸的經濟開始重新步入正軌，国民经济开始增长。
但是，1980年代后期，由於出現通貨膨脹與官倒等問題，民間出现不满情绪。1989年，原中共中央總書記胡耀邦的去世成為導火索，終致爆發六四天安门事件。事件中，學生和其他人活動數月，要求政治改革。最終以解放军于6月4日暴力清场而告终，此事件造成多人伤亡。

#### 世纪之交的复杂局势
其後以江澤民出任中國共產黨中央委員會總書記，以其為核心的中共第三代中央領導接掌政權，改革開放的步伐一度有所停滯，直到1992年鄧小平南巡之後才得以繼續進行。1997年，中華人民共和國政府從英國接收對香港的主權，其後1999年從葡萄牙接收澳門。
江泽民时期，中国经历了1997年亚洲金融危机，以及百年不遇的1998年洪灾、造成数千人死亡。
2002年中共十六大後，以胡錦濤為總書記的第四代中共中央領導集體上台。中共逐漸放棄「韜光養晦」的外交方針，在外交舞臺上動作頻繁，並強化國際地位，並于2008年末派出護航艦隊進入亞丁灣附近海域，以維護中國在該地區的海上利益。此時中國經濟改革已經有顯著效果，人均生活水平大幅提高，外匯儲備世界第一，被譽為「世界工廠」，成為世界上最有發展潛力的國家之一。

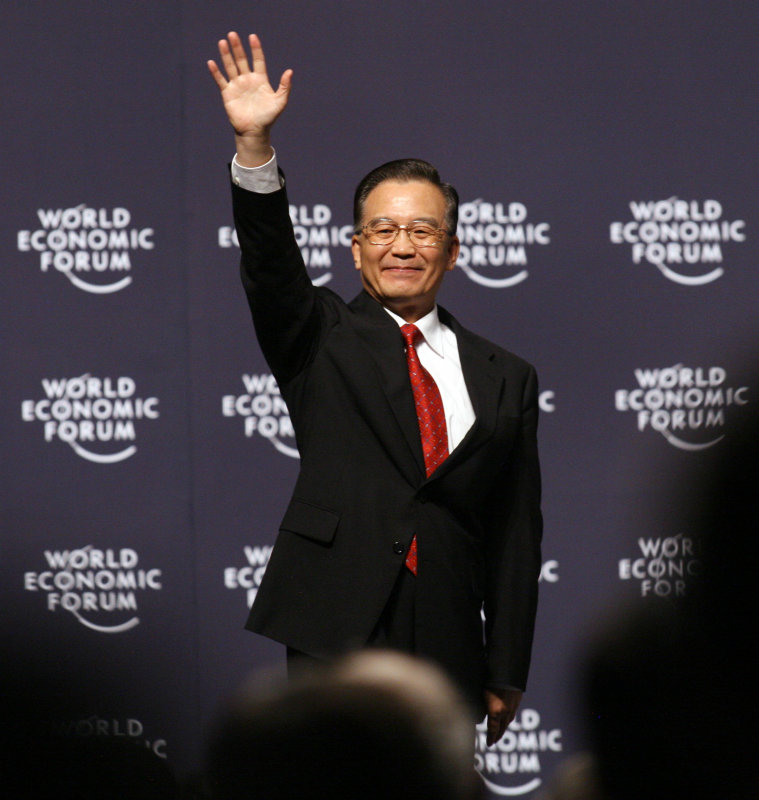
温家宝出席达沃斯世界经济论坛（2007年）

雖然经历了SARS病毒帶來的衝擊，2003年中国經濟成長還是達到近幾年來最高的9.1%。2002年底，南水北调工程开始建设。但是經濟發展依然面對深層的問題，包括東西部發展不平衡、貧富差距拉大等問題。胡温政府提出幾項措施，包括繼續實施西部大開發、振興東北老工業基地，以及關注弱勢群體。加入世界貿易組織後的中國繼續開放其市場，雖然還是受到沒有完全履行入世承諾的指責。不過，多種外國產品的關稅已經下降了很多。2003年末，中國大陸與香港及澳門簽署《內地與港澳關於建立更緊密經貿關係的安排》，保證三地的產品能夠以零關稅進入中國大陸市場。
2003年10月15日，中国首次发射载人航天器神舟五号飞船，载送航天员杨利伟进入太空，使中国成为继俄罗斯、美国之后，第三个有能力独自将人送上太空的国家。在随后几年中，中国陆续发射多艘载人航天飞船，将数位宇航员送人太空。2004年，北斗二号项目启动，2011-12年开始提供导航服务。2010年，蛟龙号潜水器启用。2011年，天宫一号的成功发射是中国空间站建设的第一步。2012年3月，深圳大亚湾核反应堆中微子实验的重大成果获得国际关注。2012年10月，莫言成为获得诺贝尔文学奖的首位中国籍作家。
与此同时，2008年8月8日，第29届奥林匹克运动会在北京开幕，东道主中国以51枚金牌位居金牌榜首位。借助北京奥运会，中国展示了经济发展的成绩、自信以及史无前例的开放心态，大规模的基础建设也极大改观了北京这座城市的面貌，政府与公众在奥运会这个舞台上取得了高度的统一，公众也表现出对政府少有的包容和支持。2010年5月1日至10月31日，中国2010年上海世界博览会在上海举行，是中国首次举办的综合性世界博览会，也是首次由发展中国家主办综合性世博会，共有256个国家和地区及国际组织参展。
2007年以来，中国境内的恐怖主义事件明显增多。新疆维吾尔自治区发生多次恐怖性质的袭警、爆炸案件，包括2008年的喀什袭击事件、库车爆炸案和2011年的和田7·18严重暴力恐怖事件、喀什暴力恐怖袭击事件。此外，也发生针对民航班机的恐怖事件，如南航班机三·七爆炸未遂案（2008年）和天津航空7554号班机劫机事件（2012年）。大多恐怖事件发生在中国大型活动（如2008年北京奥运会）举办前期，在国内外造成巨大反响，如2008年昆明公交车爆炸案和在新疆发生的数起事件。2012年，王立军事件、薄熙来事件爆发，受到广泛关注。

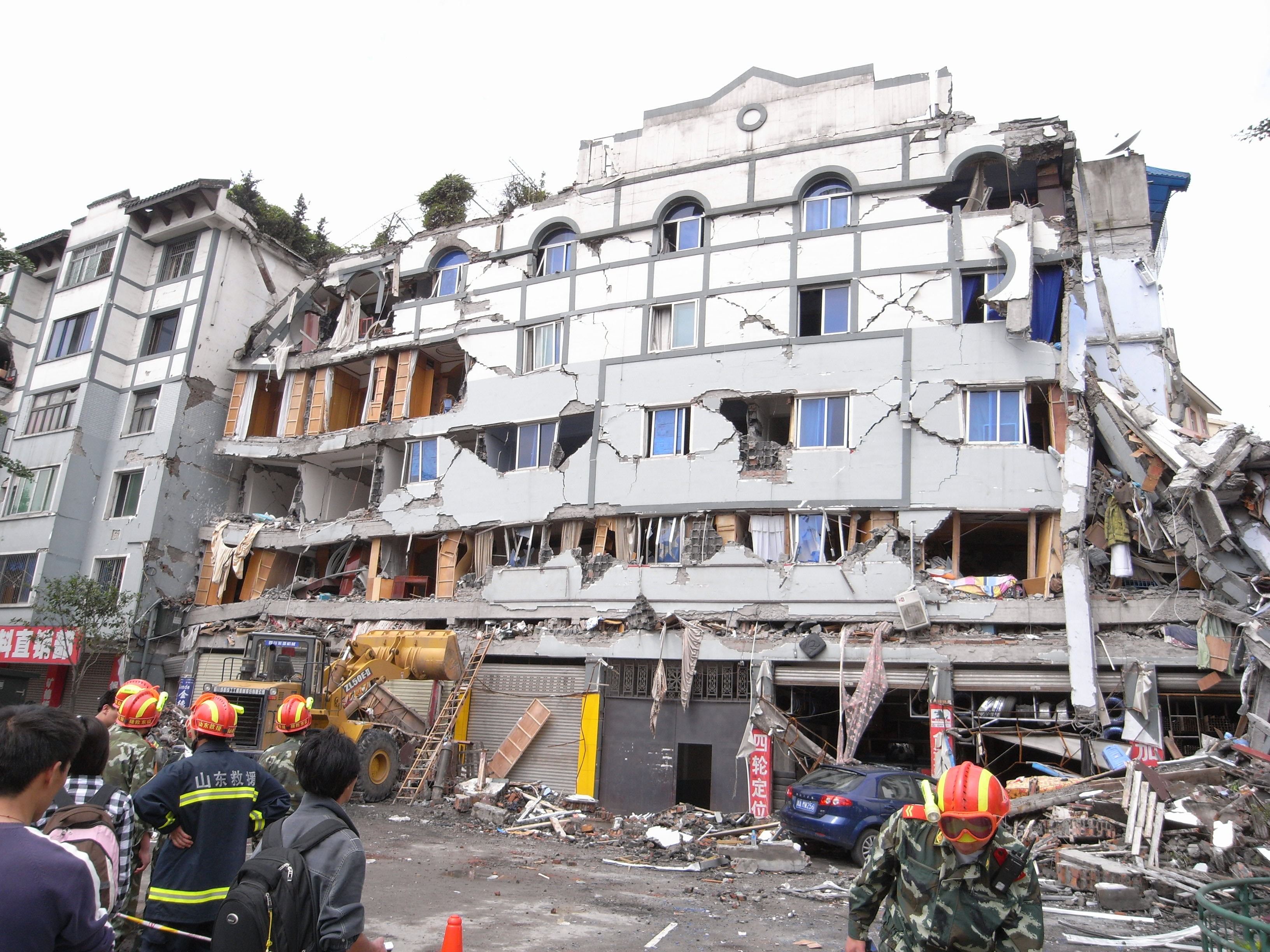
四川汶川大地震（2008年5月12日）

2008年5月12日，四川省发生汶川大地震，共造成69,227人死亡，374643人受伤，17923人失踪。是中华人民共和国成立以来破坏力最大的地震，也是唐山大地震后伤亡最惨重的一次。地震造成四川、甘肃、陕西等省的灾区直接经济损失共8451亿元人民币，灾区的卫生、住房、校舍、通讯、交通、治安、地貌、水利、生态、少数民族文化等方面受到严重破坏。

#### 习近平时代统一领导

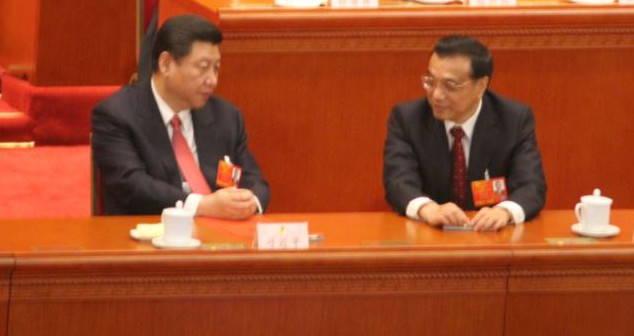
习近平（左）和李克强（右）

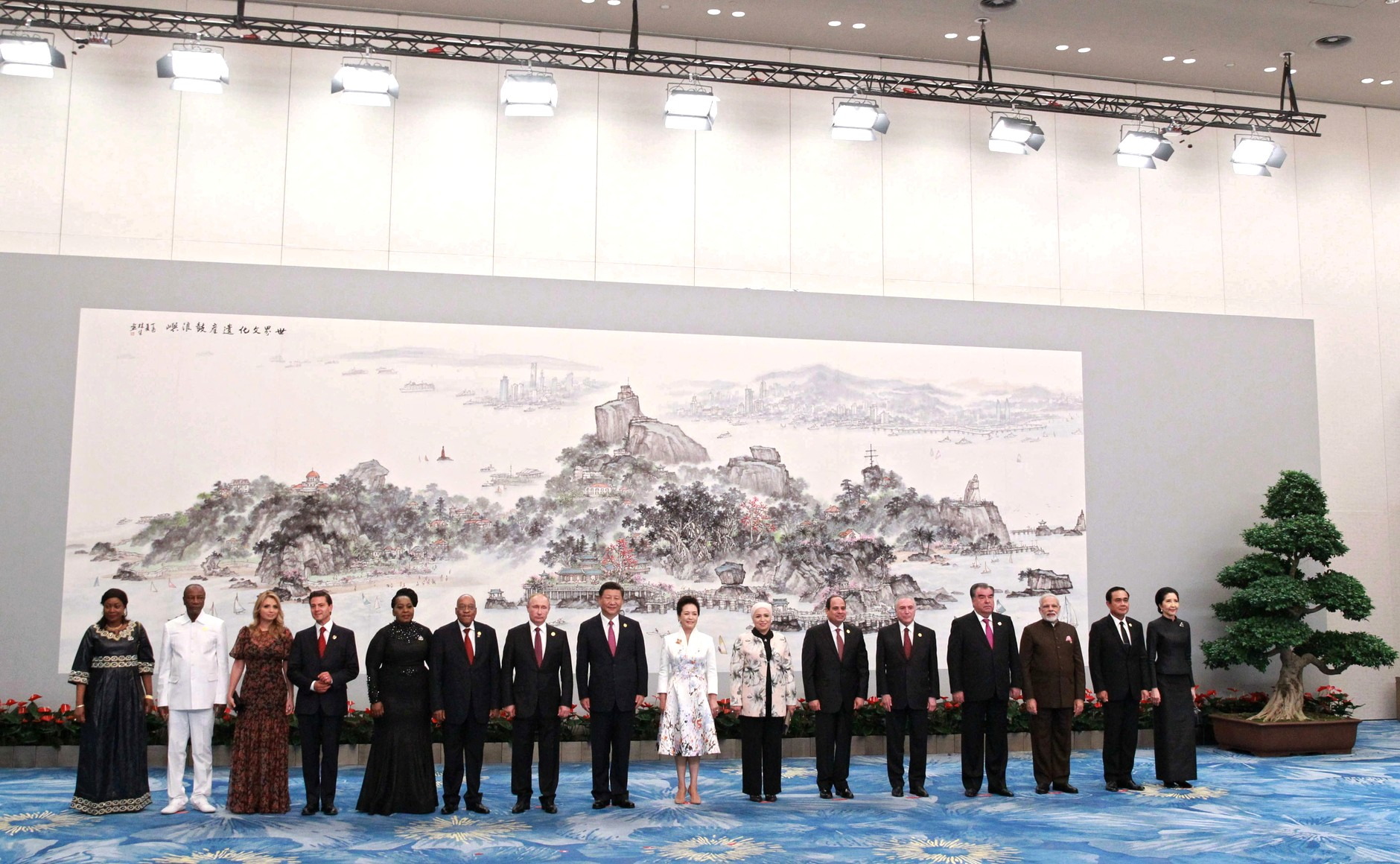
习近平参加2017年金砖国家峰会时领导人集体照片

2012年中共十八大后，习近平出任中共中央总书记，李克强担任国务院总理，标志着中共第五代领导集体上台，早期被称为“习李体制”。新领导集体把民族复兴作为目标，阐述「中国梦」积极打击腐败，要求官员落实中央八项规定，进行政府部门改组，深化经济转型与改革。新政在中国大陆社会引起了巨大反响。
2013年9月和10月，中国政府分别提出建设“一带一路”即“新丝绸之路经济带”和“21世纪海上丝绸之路”的合作倡议。中国政府指出，“一带一路”倡议坚持共商、共建、共享的原则，努力实现沿线区域基础设施更加完善，更加安全高效，以形成更高水平的陆海空交流网络。同时使投资贸易的便利化水平更有效的提升，建立高品质、高标准的自由贸易区域网。以使沿线各国经济联系更加紧密，政治互信更加的深入，人文交流更加的广泛。

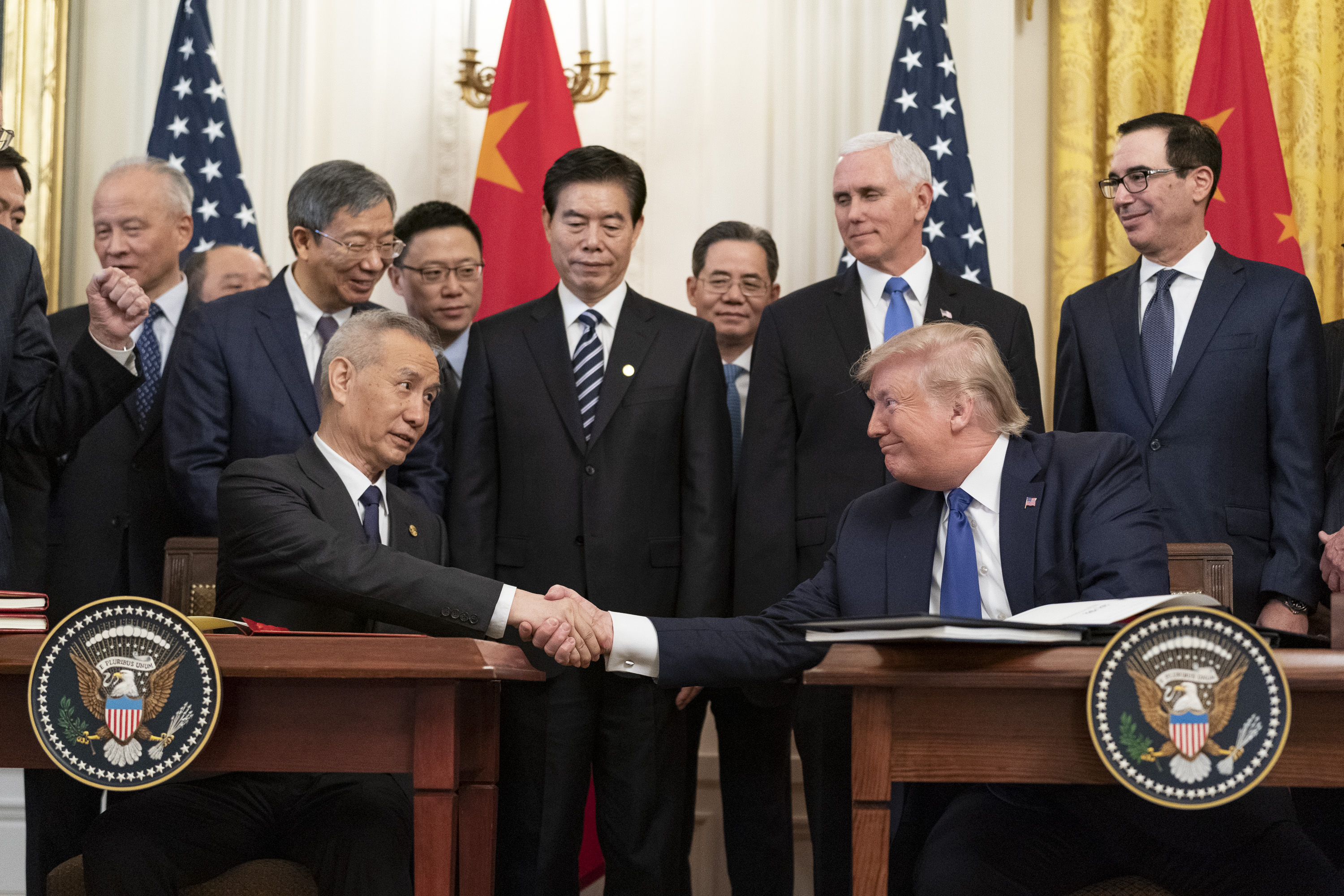
中国国务院副总理刘鹤（左）與美国总统唐纳德·特朗普（右）在2020年1月签署第一阶段协议

2014年11月10日至11日，第26届亚太经合组织领导人年度会议于在北京市怀柔区雁栖湖举行。该次峰会通过《亚太经合组织第二十二次领导人非正式会议宣言》（《北京纲领（宣言）》），提出并通过致力于旨在打击跨国腐败的《北京反腐败宣言》，中国开始显露其全球影响力。2015年，“习马会”在新加坡举行，是海峡两岸（即中国大陆与台湾）自1949年政治分立以来，双方最高领导人的首次会晤。2018年起，新一轮的中美贸易战开打。2020年5月起，中国和印度爆发边境冲突，造成人员伤亡。
香港主權移交中国后，部分香港人不满意中央政府对香港选举制度的干涉，要求“真”普选，即有“公民提名”的选举。2014发起佔领中环运动（雨傘革命）要求全国人民代表大会撤回决议。佔領行動於2014年12月15日結束，歷時79日。2019年，香港爆发了全球瞩目的“反对逃犯条例修订草案运动”，简称“反送中”，香港警察與示威者雙方的暴力行动使得香港的安全与法治遭到严重破坏，旅游业接近崩溃，香港地区经济严重受挫。
2018年，中国共产党中央委员会提议第十三届全国人民代表大会修改宪法删除国家主席连任不得超过两届的限制。习近平的中共中央总书记和中央军委主席两个掌握实权的职务本身已经没有任期限制，废除国家主席连任限制，意味他可以成为继中国共产党中央委员会主席毛泽东之后的终身领导人。有學者和傳媒認為習近平的做法有如仿效袁世凱「稱帝」自邓小平时代开始实行的“废除干部领导职务终身制”被习近平打破。同时“袁世凯”、“复辟”等词汇被网络封杀。
2020年冠狀病毒病疫情发生后，身为中共中央总书记的习近平一直强调自己亲自指挥防疫工作，并在2020年2月3日《求是》发表的“在中央政治局常委会会议研究应对新型冠状病毒肺炎疫情工作时的讲话”表明：早在1月7日已经在中央政治局常委会上提出防疫要求。随着中国政府成功控制疫情，中国经济增长2.3%，优于预期，中国不仅成为全球唯一实现经济正增长的主要经济体，GDP总量也实现了百万亿的历史性突破。
2022年杀伤力弱但传染性强的Omicron病毒株广泛蔓延，批评者认为，中共中央总书记习近平主导的僵化“清零政策”与地方政府的科学精准防疫策略产生了冲突，防疫不再以科学为依据，而主要出于政治导向，是“政治防疫”。持续实行动态清零政策使中国经济真正处于衰退状态，习近平面临经济下行和清零政治需要这个无解的难题。2022年5月，中国国务院总理李克强在“全国稳住经济大盘电视电话会议”上称，中国经济在某些方面和一定程度上，甚至比2020年疫情严重冲击时还大。
外界認為習近平強推清零政策造成沉沒成本已經太高，故2022年中共二十大以前必須堅持清零是保住他順利打破限制再次連任中共中央總書記。有人認為二十大後會結束動態清零。高盛集團的研究報告指出，習近平的防疫政策在中共二十大後仍會持續，至少到2023年第十四屆全國人大召開，完成領導班子交接後才有轉變的可能。10月11日，人民日报在第二版刊登署名仲音的评论员文章，强调“动态清零”可持续而且必须坚持。美國之音認為這標志著中共20大结束后中国的防疫政策可能适度放松的幻想彻底破灭。2022年10月中共二十大召開時，習近平在二十大報告中提出堅持動態清零不動搖。在之后的中共二十届一中全会上，习近平再次连任中共中央总书记和中央军委主席。
2022年11月底，多地爆发反对动态清零政策的抗议活动，为1989年以来中国大陆规模最大的抗议运动。12月7日，中国国务院发布疫情防控“新十条”，中国大陆事实上放弃动态清零政策。12月26日，中国国家卫健委宣布将“新冠肺炎”改称为“新冠感染”。
2023年3月10日，習近平在十四屆全國人大一次會議上以全票第三次當選為中華人民共和國主席，是中華人民共和國歷史上第一位任期超過十年的國家主席，任期超越包括毛澤東在內的歷任國家主席。外界认为领导人终身制已经复辟，习近平很有可能终身执政。
在此同時，中國大陸地區也面臨巨大的挑戰，主要表現在全球金融危機、單一依賴外貿出口的經濟發展模式、環境污染、自然灾害、日趨加劇的社會貧富差距、腐敗、部分少數民族因為歷史恩怨史的分裂活動、部分地方政府粗暴行政帶來的民眾不滿，相关人权问题，以及未來人口結構的老齡化和整體人口基礎龐大之間的矛盾。

## 兩岸關係（1949年至今）
1949年中華民國政府由於第二次国共内战退守臺灣之後，中华人民共和国政府及中華民國政府皆宣稱自己是唯一的合法中國政府並相互否定對方。自1971年中華民國的聯合國席位由中华人民共和国取代後，絕大多數國際社會認為中華人民共和國是代表中國之政權；另一方面，絕大多數國際社會不承認中華民國是主權國家，僅保持非官方關係，但仍有12個國家承認中華民國政府是代表中國之政府。
臺海兩岸官方於1980年代開始有互動關係，並在往後數年進行一系列政治、文化上的交流。2000年，中華民國實現首次和平的政黨輪替，新上任的總統陳水扁政府在臺海兩岸的議題上，偏向一邊一國的態度。2008年，中國國民黨的馬英九當選中華民國總統，第二次和平的政黨輪替，以一中各表的九二共識和大陸加深交流，並以「不統、不獨、不武」作為兩岸關係的原則。近年來臺灣人對於「中國」的認同感急遽降低，據2020年7月國立政治大學選舉研究中心的調查，僅有2.4%的人認為自己是中國人，有67%的人認為自己是台灣人，認為自己既是台灣人也是中國人則有27.5%。
近來中華人民共和國政府面對中華民國主權相關議題，態度轉趨強硬，稱臺灣是中華人民共和國領土的一部分，作為其一個中國的定義，並以“和平統一”為主軸，“一國兩制”作為處理臺海兩岸議題的框架，意欲將臺灣地區歸中華人民共和國統治；中華民國政府方面，中國國民黨及其他泛藍陣營堅持一個中國及九二共識；民主進步黨以及臺灣團結聯盟強調臺灣本土意識，否定有九二共識的存在。

### 引用
1. ↑  Centre, UNESCO World Heritage. . UNESCO World Heritage Centre.   [2019-08-07]. （原始内容存档于2019-07-16） （英语）.
2. ↑  “蓝田人”年代的古地磁学研究 《古脊椎动物学报》 1978年04期
3. ↑  錢穆校訂，孫國棟、蘇慶彬、胡詠超 編著. . . 香港: 人人書局. 1980.
4. ↑  . 江西考古.   [2011-05-16]. （原始内容存档于2011-07-03）.
5. ↑  . 新华网江西频道.   [2011-05-16]. （原始内容存档于2016-03-04）.
6. ↑  彭适凡, 周广明. . 农业考古. 2004, (3): 29–39  [2011-05-16]. （原始内容存档于2020-11-05）.
7. ↑  张文绪，袁家荣. . 作物学报. 1998, 4 (416).
8. ↑  Michael Loewe; Edward L. Shaughnessy.  [《剑桥中国古代史—自文明之始至公元前221年》]. 劍橋大學出版社. 1999-03-13. ISBN 978-0521470308 （英语）.
9. ↑  （2007年）:《西周史與西周文明》〈引言〉，第1頁。
10. ↑  《史记·卷十五·六国年表第三》：「秦既得意，燒天下《詩》、《書》，諸侯史記尤甚，為其有所刺譏也……獨有《秦記》，又不載日月，其文略不具。然戰國之權變亦有可頗采者。……余於是因《秦記》，踵《春秋》之後，起周元王，表六國時事，訖二世，凡二百七十年，著諸所聞興壞之端。」
11. ↑  . 中国网. 2007-07-30  [2014-02-17]. （原始内容存档于2020-08-08） （中文）.
12. ↑  侯杨方. . 中国方正出版社. 2011: 292-295. ISBN 9787802167964.
13. ↑  中共南京市委. 党史工作办公室; 中共南京市委宣传部. . 南京出版社. 1997: 70  [2021-08-18]. ISBN 978-7-80614-356-8. （原始内容存档于2021-09-01） （中文）.
14. ↑  . 广西少数民族古籍丛书. 广西人民出版社. 1993: 319  [2021-08-18]. ISBN 978-7-219-02581-9. （原始内容存档于2021-09-01） （中文）.
15. ↑  . "公民世纪"书系. 中国社会出版社. 2005: 226  [2021-08-18]. ISBN 978-7-5087-0716-7. （原始内容存档于2021-09-01） （中文）.
16. ↑  . 中国历史大事编年. 北京出版社. 1987: 576  [2021-08-18]. ISBN 978-7-200-00180-8. （原始内容存档于2021-09-01） （中文）. |issue=被忽略 (帮助)
17. ↑  中共南京市委. 党史工作办公室; 中共南京市委宣传部. . 南京出版社. 1997: 70-71  [2021-08-18]. ISBN 978-7-80614-356-8. （原始内容存档于2021-09-01） （中文）.
18. ↑  肖吟新. . 世纪. 2002: 63 （中文）.
19. ↑  . 网易军事. 2014-10-27  [2023-11-08]. （原始内容存档于2023-11-08）.
20. ↑  Trumbull White. . P. W. Ziegler & Company. 1895年: 583頁  [2020-03-31]. （原始内容存档于2021-08-09）.
21. ↑  張大仁. . Anue鉅亨. 2014-05-29  [2020-06-28]. （原始内容存档于2020-06-30） （中文（臺灣））.
22. ↑  . 人民日报. 2011-09-30  [2020-06-28]. （原始内容存档于2020-06-09）.
23. ↑   (PDF). 中華民國國務院.   [2021-01-29]. （原始内容存档 (PDF)于2021-01-29）.
24. ↑  徐國琦. . 人文與社會. 2014-05-29  [2017-09-15]. （原始内容存档于2017-09-24） （中文（简体））.
25. ↑  徐國琦.  (PDF). 《二十一世紀》. 2005, 90: 40–49  [2015-06-28]. （原始内容存档 (PDF)于2017-09-24） （中文（繁體））.
26. ↑  李永昌. . 鄭州: 河北教育出版社. 1988. ISBN 754340088X （中文（简体））.
27. ↑  陳三井. . 台北: 秀威資訊科技股份有限公司. 2009  [2017-09-26]. ISBN 9862212632. （原始内容存档于2017-09-26） （中文（繁體））.
28. ↑  菊池秀明. . 馬曉娟譯. 桂林: 廣西師範大學出版社. 2014. ISBN 9787549535217 （中文（简体））.
29. ↑  傅力著. . 武汉：华中科技大学出版社. : 177. ISBN 978-7-5680-3932-1.
30. ↑  費正清 (编). . 章建剛等譯. 上海: 上海古籍出版社. 1992  [2017-10-03]. ISBN 7208015589. （原始内容存档于2018-01-26） （中文（简体））.
31. ↑  . 新华网 (北京). 2012-10-01  [2014-01-07]. （原始内容存档于2012-10-31） （中文）.
32. ↑  . 北京: 人民网.   [2014-01-07]. （原始内容存档于2014-01-07） （中文）.
33. ↑  刘胜勇. . 舟山博物馆.   [2014-01-07]. （原始内容存档于2014-01-07） （中文）.
34. 1 2  朱正. . 獨立作家. 2013-12-01  [2020-09-07]. ISBN 978-986-326-195-7. （原始内容存档于2015-03-21）.
35. ↑  . 建国以来重要文献选编第七册. 人民網. 1955-08-25  [2020-09-07]. （原始内容存档于2014-10-30）.
36. ↑  . 凤凰网.   [2020-01-21]. （原始内容存档于2020-02-15）.
37. ↑  Bradsher, Henry S. . Foreign Affairs. 1969, 47 (4): 750–762  [2020-09-07]. ISSN 0015-7120. doi:10.2307/20039413. （原始内容存档于2020-05-10）.
38. ↑  . 网易新闻中心.   [2014-12-19]. （原始内容存档于2018-10-03） （中文）.
39. ↑  . 人民网.   [2019-11-29]. （原始内容存档于2020-06-22）.
40. ↑  嵇伟. . BBC News 中文.   [2019-10-24]. （原始内容存档于2019-06-14） （中文（简体））.
41. ↑  . 纵览中国.   [2019-12-30]. （原始内容存档于2020-02-07）.
42. ↑  Pye, Lucian W. . The China Quarterly. 1986, (108): 597–612  [2020-07-13]. ISSN 0305-7410. （原始内容存档于2021-12-19）.
43. ↑  . Radio Free Asia.   [2019-11-19]. （原始内容存档于2019-11-17） （中文（中国大陆））.
44. ↑  . 人民网.   [2020-03-23]. （原始内容存档于2020-05-06）.
45. ↑  . 凤凰网.   [2020-03-23]. （原始内容存档于2020-06-25）.
46. ↑  Strauss, Valerie; Southerl, Daniel. . Washington Post. 1994-07-17  [2020-07-20]. ISSN 0190-8286. （原始内容存档于2019-11-28） （美国英语）.
47. ↑  . 炎黄春秋.   [2020-01-21]. （原始内容存档于2020-06-27）.
48. ↑  Dan Levin. . 纽约时报中文网. 2015-03-31  [2020-01-21]. （原始内容存档于2019-10-07） （中文（简体））.
49. ↑  Youngs, R. The European Union and the Promotion of Democracy. Oxford University Press, 2002. ISBN 978-0-19-924979-4.
50. ↑  Carroll, J. M. A Concise History of Hong Kong. Rowman & Littlefield, 2007. ISBN 978-0-7425-3422-3.
51. ↑  . www.weather.com.cn.   [2019-10-27]. （原始内容存档于2019-03-20）.
52. ↑  . 凤凰网.   [2020-06-13]. （原始内容存档于2020-06-15）.
53. ↑  . 紐約時報中文網. 2012-08-04  [2018-06-11]. （原始内容存档于2018-06-12） （中文）.
54. ↑  . 新華網. 2008-05-16  [2008-05-23]. （原始内容存档于2008-05-20） （中文（繁體））.
55. ↑  . 香港商報. 2008-05-17  [2010-05-22]. （原始内容存档于2008-12-04） （中文（繁體））.
56. ↑  Chohan, Usman.  (ID 2997650). Rochester, NY. 2017-06-13  [2020-08-19]. （原始内容存档于2020-10-08） （英语）.
57. ↑  . APEC2014官方网站.   [2014-11-09]. （原始内容存档于2015-09-23）.
58. ↑  . 新华网.   [2014-11-09]. （原始内容存档于2015-01-01）.
59. ↑  .   [2020-08-19]. （原始内容存档于2020-05-26）.
60. ↑  . BBC News 中文.   [2019-10-26]. （原始内容存档于2019-09-17）.
61. ↑  Shi Yinglun. . 新华社. 2018-02-25  [2018-03-10]. （原始内容存档于2018-03-10）.
62. ↑  . BBC中文網. 2018-02-25  [2018-02-25]. （原始内容存档于2018-02-25）.
63. ↑  . 中時電子報. 2018-02-25  [2018-02-25]. （原始内容存档于2018-02-25）. 儘管按照常規，中共中央總書記，以及中央軍委主席職位的一般任期最長也是10年，但事實上並無任期限制。路透指出，這可望為習近平無限期留任舖路。
64. ↑  . 蘋果日報. 2018-02-26  [2020-02-23]. （原始内容存档于2020-06-17）.
65. ↑  . Radio Free Asia.   [2018-07-01]. （原始内容存档于2018-07-01） （中文（中国大陆））.
66. ↑  . 新华网. 2020-02-15  [2020-02-15]. （原始内容存档于2020-03-11） （中文（中国大陆））.
67. ↑  习近平. . 求是. 2020-02-15, (4)  [2020-02-23]. （原始内容存档于2020-02-17）.
68. ↑  Bradsher2021年1月18日, Keith. . 纽约时报中文网. 2021-01-18  [2021-05-24]. （原始内容存档于2021-06-11） （中文（简体））.
69. ↑  Welle (www.dw.com), Deutsche. . DW.COM.   [2021-05-24]. （原始内容存档于2021-05-30） （中文（中国大陆））.
70. ↑  . www.xinhuanet.com.   [2021-05-24]. （原始内容存档于2021-05-30）.
71. ↑  . www.yicai.com.   [2021-05-24]. （原始内容存档于2021-05-30）.
72. ↑  . BBC News 中文. 2021-01-18  [2021-05-24]. （原始内容存档于2021-05-30） （中文（简体））.
73. ↑  . 德国之声. 2022-04-02  [2022-04-02]. （原始内容存档于2022-04-22）.
74. ↑  . BBC News 中文. 2022-04-01  [2022-04-02]. （原始内容存档于2022-04-26）.
75. ↑  . RFI - 法国国际广播电台. 2022-04-01  [2022-04-02]. （原始内容存档于2022-04-22）.
76. ↑  许波. . 美国之音. 2022-03-31  [2022-04-02]. （原始内容存档于2022-04-22）.
77. ↑  小山. . RFI - 法国国际广播电台. 2022-04-03  [2022-04-03]. （原始内容存档于2022-04-05） （中文（中国大陆））.
78. ↑  . 聯合新聞網. 2022-05-26  [2022-05-26]. （原始内容存档于2022-06-27）.
79. ↑  . BBC. 2022-07-09  [2022-10-21]. （原始内容存档于2022-11-03）.
80. ↑  . 法國國際廣播電台. 2022-09-04  [2022-09-04]. （原始内容存档于2022-09-30）.
81. ↑  .   [2022-10-21]. （原始内容存档于2022-10-04）.
82. ↑  . 法国国际广播电台. 2022-09-14  [2022-09-14]. （原始内容存档于2022-09-21）.
83. ↑  .   [2022-10-21]. （原始内容存档于2022-11-03）.
84. ↑  .   [2022-10-16]. （原始内容存档于2022-10-16）.
85. ↑  . RFI - 法国国际广播电台. 2022-11-27  [2022-12-27]. （原始内容存档于2022-12-27） （中文（简体））.
86. ↑  Welle (www.dw.com), Deutsche. . DW.COM.   [2022-12-27]. （原始内容存档于2023-02-02） （中文（中国大陆））.
87. ↑  . BBC News 中文. 2022-12-14  [2022-12-27]. （原始内容存档于2023-01-16） （中文（简体））.
88. ↑  . RFI - 法国国际广播电台. 2022-12-26  [2022-12-27]. （原始内容存档于2023-01-02） （中文（简体））.
89. ↑  . 新华社. 2023-03-10  [2023-03-10]. （原始内容存档于2023-03-11）.
90. ↑  林楓. . 美國之音. 2021年4月28日  [2021年4月29日]. （原始内容存档于2021年5月1日） （中文（繁體））.
91. ↑  . BBC NEWS. 2019-11-14  [2020-01-04]. （原始内容存档于2021-07-24）.
92. ↑  Tsang, Steve; Cheung, Olivia. . Oxford University Press. 2024. ISBN 978-0-19-768936-3.
93. ↑  政大民調：台灣人認同感67% 創歷年新高 （页面存档备份，存于），中央社記者林克倫台北3日電，2020-07-04

## 相關著作
- 《二十四史》（正史）
- 《國史要義》柳詒
- 《國史大綱》錢穆
- 《中華五千年史》張其昀
- 《中國人史綱》柏楊
- 《中國大歷史》黄仁宇

## 外部連結
- 维基共享资源上的相關多媒體資源：中国公有领域地方志原文扫描
- 維基媒體的中國歷史地圖集 （英文）
- 中國歷史概述（页面存档备份，存于）
- 中國歷史時間表（页面存档备份，存于）（英文）
- 欧立德：〈传统中国是一个帝国吗？（页面存档备份，存于）〉.
- 许倬云：〈东周到秦汉：国家形态的发展（页面存档备份，存于）〉.
- 王明珂：〈重建中国史观-从中原到边疆：对典范中国史的反思（页面存档备份，存于）〉.